# 今井麻美
今井 麻美（いまい あさみ、1977年5月16日 - ）は、日本の声優、歌手、舞台女優。学位は学士（文学）（明治大学）。東京都渋谷区生まれ、山口県徳山市育ち。EARLY WING所属。
代表作には『アイドルマスター』シリーズの如月千早役、『STEINS;GATE』の牧瀬紅莉栖役などがある。

## 来歴

### 生い立ち
1977年に東京都渋谷区で生まれるが、小学校2年生時に山口県徳山市（現：周南市）に転出しており、公式プロフィールなどでは山口県出身としている。
2歳の頃から「歌を歌っているだけでよい子にしていられる」というくらい歌が好きで、窓の外の近所に向けて歌を歌っていたという。
子供の頃から喋ることやアニメ・ゲームが好きだったため、漠然と「声を使う仕事に就きたい」という憧れを抱いていた。しかし声優という職業については無知で、声を出す仕事といえばアナウンサーやテレフォンオペレーター程度の認識しかなく、「ラジオ番組のDJになれたら」という程度の気持ちだった。
山口県立徳山高等学校を卒業し、一浪の末、明治大学文学部文学科演劇学専攻に入学した。
当時は偶々浪人生活が始まるタイミングで、両親が岩手県に転勤になり、親に甘えて東京で予備校の寮に入らせてもらえたという。元々「アナウンサーになりたい」と漠然と考え、その夢を叶えるために入学したい大学があり、浪人しても大学に入学できなかった時のことをあまり考えてなかったという。
10代の多感な時期に親元を離れ、受験勉強するためだけに寮に入るのもストレスであったが、当時は「心の問題だ」と理解しておらず、受験まで「ただの体調不良」として受け止めきれてしまったという。
「ここまでしんどいと、さすがに二浪は無理だな」と金銭的な面でも特に何か言われたわけではないが、「これ以上親に迷惑は掛けられない」と感じ、「第一志望以外でもどこかの大学に入りたい」と思い、手当たり次第に願書を出していたという。
当時のアナウンサーには、社会学部出身が多い印象があったため、「社会学の勉強をしたい」と思い、願書を申し込む時に社会学の勉強ができる学科を選ぶが、明治大学には社会学部がなく、文学部に社会学専攻はあったものの、「どうしよう？」と感じていた。その時に二浪はしたくなかったため、適当に演劇学科を選択して願書を出し、合格発表を聞いたところ「あなたは文学部演劇学科に入学しました」とアナウンスが流れてきたのを聞いて、「いや、なにそれ!?」と思った。
その時に母と一緒に実家から上京して、渋谷駅の公衆電話から「お母さん、私、演劇学専攻に受かったみたい……」と伝えたところ、「あら、いいじゃない！」、「おもしろそうだから入ってみれば？」と返され「面白い大学に行っちゃう!?」のような感じで入学したという。
大学卒業に際して学士（文学）の学位を取得した。大学時代は放送研究会に所属しており、サークルの先輩に矢島正明がいる。サークルを選ぶ時は、アナウンス研究会か放送研究会かで悩み、偶々同じクラスの女の子が放送研究会に興味を示し、元々映像に興味があったため、「両方できるほうがいいな」ということで放送研究会を選んだという。結果的には、演劇学を専攻したことで、子供の頃からアニメがとても好きだったことを思い出したり、「どちらかというとナレーターの仕事がやりたかったんだ」と気づいたりもしていた。
前述の通り、当初はアナウンサーを目指しており、「大学3年生になったらアナウンス学校に通おう」と考えていた。地元のテレビ局のアナウンサーになろうと、ナレーションの勉強をしようと思い、何の気なしに受けた日本ナレーション演技研究所に入所。当時は受験で面接の時に将来の目標を聞かれ、「地元に戻ってアナウンサーになりたいんです」と答えたところ、「なんでうちを受けたの？」と返され、その後実技テストで渡された原稿は全部セリフばかりだったが合格し、「行かなくっちゃ」と思ってしまったという。
通い始めたところ、声優の学校だったことがわかり、「こりゃ、間違えたな！」という感じだったが、心のどこかで、「声の芝居に興味があったんじゃないか？」ということを2024年時点は思っているという。当時は職業としての声優が世間的に理解が広まっているとは言い難しく、親世代には職業として浸透しておらず、そういう環境下のためはっきり意識していなかったが、深層心理で「声優になりたい」という気持ちが、「少なくとも小学生の頃からあったんじゃないか」と思った。
日ナレに入所した時期に、大学のサークルが50周年を迎えて、先輩後輩皆で集まり、ボイスドラマ、ラジオ番組を作ることになった。その時に50年前に放送研究会を創設した人物たちが演じていたラジオドラマを、「現役の子たちで再現してほしい」ということになり、ヒロイン役を演じることになった。練習をするなかで、矢島の自宅にお邪魔する機会があり、雑談をしていた折、「キミ、声優をやってみたら？」と言われ、そのことが心に残っていた。
50周年の節目のイベントの中で、先輩と話す機会があり、その積み重ねの中でも、「声優を目指すのもいいかもしれない」と心が少しずつ動き、偶然選んだ大学であったが、「明治大学に進学してよかった」と感じていたという。

### キャリア
1年間学ぶうちに、「なるほど声優とはこういうものか」というものがわかり始めたが、授業料は馬鹿にならず、「大学3年生になったら別の学校に入り直そう」と思っていた。「せっかくだし何かの縁だから、1回くらい声優のオーディションを受けておこうかな」と思っていたが、友人が「オーディションって大変らしいよ」と話しているのを聞いて、何となく受けてみたくなってしまった。それで偶々最寄り駅の近くの書店で「声優オーディション開催中」というポスターが貼ってあるのを見かけて、「何かの縁だ」と思い、応募。明治大学在学中の1998年にエニックス アニメ企画大賞声優部門オーディションで大賞を受賞、その同期として、野川さくら、雛野まよ（現・榊原ゆい）、早水リサらがいる。そのときの審査委員長は野沢雅子であった。今井は『ドラゴンボール』のファンであり、子供の頃に「悟飯の役を演じる人を探しているんですがやってみないか？」と電話で尋ねられる夢を見たことがあった。将来の夢に「声優」と書くような子供でもなく、最終的に職業としての声優に邁進したわけでもなかったが、最終的にその賞で大賞をくれた時に最後にプッシュしてくれたのが野沢であり、「夢とリンクした！」と声優という仕事への縁を「結果として必然だったのかな」と感じていた。
翌1999年発売のドラマCD『刻の大地〜花の王国の魔女〜』で声優デビューした。2001年には『智一・美樹のラジオビッグバン』の第1期BGPに選ばれた。
29歳の時に、一度声優を引退するつもりであった。母は少し勘が鋭いところがあり、合格を伝えた時、「演劇なんて無理でしょ。それで仕事になるの？」と返されると想像していたが、返ってきた答えは意外で、「何かにつけ、相手の考えを決めつけるのはよくない」と悟った瞬間でもあったという。声優事務所に所属し、5、6年くらい経ち、中々仕事をくれない状況の頃、母から今度は「麻美ちゃんは声優には向いていないんじゃないの？」と言われ、理由を訊いて、「声優さんって、他人にならなきゃいけないんでしょ？ でも麻美ちゃんは、『麻美ちゃん』の部分が強いから」と言われ、「わからなくもない」と思ったという。当時の声優の仕事は「他者になりきる」ことを求められるものがほとんどで、そういう意味では母の言葉通りであったため「確かに自分には向いていないのかもしれない……」と一旦立ち止まり、考えるきっかけになったという。
その頃はオーディションに落ち続けており、「上手く役に巡り会えないのは、そういうことかもしれないな」と、心の奥底から感じ、演技に対する向き合い方も変わり、覚悟も決まっていたという。そんな中、オーディションで合格した大役であるゲーム『THE IDOLM@STER』の如月千早役に抜擢。当初はただ、「女の子がたくさん出るゲームです」と聞かされており、キャラクターも見せてくれなかった。オーディションに行ったところキャラ表のようものがあったが、白黒で見えにくく、ぱっと見て気に入ったのは高槻やよいだった。初期のやよいは振り返っているような絵柄だったが、それでやよいのポニーテールがちょうどグラマラスな影に見えて、「私、これがいいな」と思った。オーディションの時は相当緊張していたといい、とにかく気もそぞろだったが、2次審査を通った時に、「あなたはこの子の候補です」と言われたのが千早だった。当時マネージャーから「このまま行ったら受かるよ」と言われて、「そういうことを言われるとなおさら緊張するからやめてください」と思っており、それで千早のことを意識し出したが、初期の千早は衣装が地味で「かわいくないな～」と思っていたという。「あまり身なりを気にしないという設定だとしても、このまま世に出るんだろうか……」、「女の子にも遊んでほしいゲームなのに、女の子はこの格好に憧れないだろうなあ」とそれだけが心配だったが、その後変わってほっとしていたという。それまではオーディションに落ち続けていても、何が悪いのかわからない状態だった。しかし、千早を演じたことで、自分には「これが正解だと思います!」と演技で言い切る自信が、「あまりにもなかったのかな」、「その自信のなさが、最後に選ばれるときの決め手として、足りなかったのかな」と気付かされていた。演技の裏に、「こんな感じでどうですか……?」という感情が常に付き纏ってしまっており、そこが選んでいた人物に見透かされていたように思った。千早に抜擢されて演じていく内に、「演技するのが楽しい!」と思い、「あなたでいいんです!」と言われている感じにもなれた。その後は仕事の幅が広がり、声優として色々な作品に出会い、はっきりと役への向き合い方が変わり、「自分がどう表現したいか?」が、まず先に来るようになり、30代からそう思えるようになったという。千早のことについては今井はその後は「千早さん」と呼んでいるが、かつてはそうであったわけではなかったという。
所属していたアーツビジョンを2007年4月5日に退所、フリーの期間を経て同年7月にカレイドスコープに所属した。
自己名義の音楽活動としては2009年4月22日発売のシングル『Day by Day/Shining Blue Rain』がメジャーデビューとなった。同年12月1日付けでカレイドスコープからEARLY WINGに移籍している。
2010年8月16日に発売されたOVA『くっつきぼし』の川上紀衣子役で初主演を果たした。
初めてのソロライブ公演を行った2010年12月25日以降は、誕生日付近（5月）と年末（12月）頃を中心に、ライブ公演を継続的に行っている。2012年4月18日にはファミ通アワード2011で女性キャラクターボイス賞を受賞した。
2016年10月1日より公式ファンクラブとなる「+A members」（プラスエー メンバーズ）を発足する。

## 人物

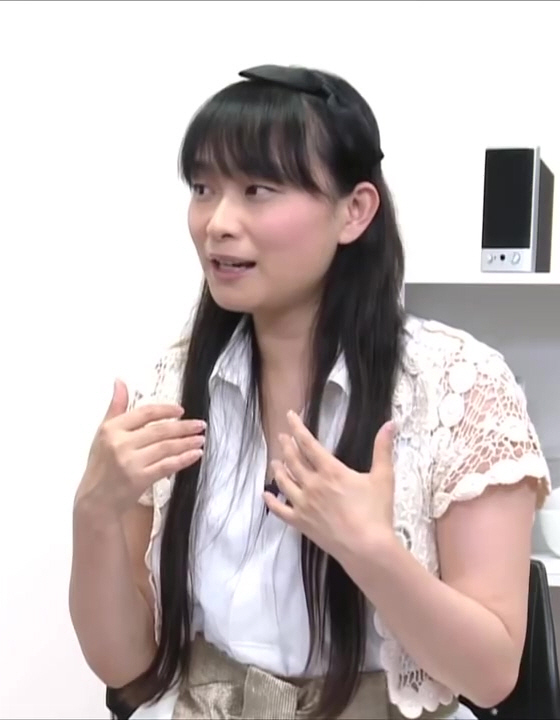
正面からの顔写真

### 活動について
同事務所所属の喜多村英梨とボーカルユニット「ARTERY VEIN」（アートリーベイン）を結成。ARTERYは動脈、VEINは静脈を意味し、今井はVEIN（静脈）を担当している。
ライブ公演では「+A」（プラスエー）と名付けられたバンドの演奏により歌っている。このバンド名は、『今井麻美のSinger Song Gamer』のリスナーからの公募と投票で決まった。なお、+Aのバンドメンバーには、ライブに参加する全てのファンも含まれると今井は語っている。
また、原由実のソロデビューシングル『HANABI』のサブボーカルおよびプロデュースに参加している。
アルバム『COLOR SANCTUARY』『Aroma of happiness』『Precious Sounds』『この雲の果て』、シングル『漆黒のサステイン』の発売に際して、カラオケチェーン店パセラやアニカフェシュガーなど、コラボレーション企画のカフェを催した（通称「ミンゴスカフェ」）。どちらも、今井自身が考案したメインディッシュやデザート、4 - 5種類のオリジナルメニューを楽めた。いずれも、開催期間中に今井本人もカフェを訪れている。
2013年10月12日、マチ★アソビにて声優ユニットつきねこメンバーとして徳島観光大使に就任。
2023年10月27日には、「詩趣ミンゴス」の名義でバーチャルYouTuberデビューした。

### 趣味・嗜好
歌手のさだまさし・中島みゆき・谷山浩子・アニメ作曲家の梶浦由記のファン。
『ジョジョの奇妙な冒険』の愛読者でもあり、PlayStation 3用ゲーム『ジョジョの奇妙な冒険 オールスターバトル』へ参加が発表された後の『アイマスタジオ』第93回で、同作品なくして自分の人生は語れないと語った。なお、同作品25周年プロジェクトのアニメ・ゲーム化について、ファンとして喜びつつも、声優として参加の声がかからないことが大変悔しく、ジョジョファンであるとの公言を封印していたが、参加が発表された後の『今井麻美のSinger Song Gamer』『アイマスタジオ』『ぶるらじ』などでは喜びを語っている。
趣味・特技は森林浴、作詞。好きな料理はカレーライス。好きな飲料はコーヒーであり、紅茶よりも好んでいる。マンゴー、甲殻類などに対するアレルギー（いわゆる甲殻類アレルギー反応など）がある。

### 交友
中村繪里子とはプライベートでも仲が良く、中村とはデュオユニット「A.I.E.N」としてライブ活動なども行っており、2007年2月10日に、パセラリゾーツ銀座店にてA.I.E.N初の自主イベント「今井麻美・中村繪里子のA.I.E.N EVENT〜バレンタイン感謝祭〜」を開催し、2004年5月3日から2006年2月27日までitv24.comで『PreStar』というインターネットテレビ番組を2人で担当していた。
フリーアナウンサーの池田めぐみとは大学時代からの親友であり、海外旅行なども共に行くことが多い仲である。

## エピソード
アイドルマスターのプレイヤーとしての知名度は、若林直美と双璧を成す。プロデューサー名はアサミンゴスPで、高槻やよいを溺愛し、天海春香は必ずユニットに加えている。2007年9月5日に発売された『THE IDOLM@STER MASTER ARTIST 08 水瀬伊織』に収録されている水瀬伊織の「フタリの記憶」の再生回数は2000回を超えている。
アイドルマスターの楽曲の一つである「おはよう!!朝ご飯」は、千早バージョンになると、スタッカートのきいた歌い方になる。これは、もともと今井はかわいらしく歌ったところNGを出されたため、リテイクでこのような歌い方をした結果採用されたためである。
2010年7月5日、所属事務所を同じくする喜多村英梨がアメリカ・ロサンゼルスで催された「Anime Expo 2010」に出演したため『喜多村英梨の超ラジ!』の生放送に間に合わなくなった時に、急遽代理パーソナリティとして出演。今井の親友である中村繪里子をゲストに招いてトークを展開する。途中、同じ日に放送していた系列番組『下田麻美の超ラジ!Girls』の生放送を終えたばかりのパーソナリティ・下田麻美、ゲストの長谷川明子も飛び入りでトークに参加した。4人は前日まで幕張メッセで開催されたライブイベント「THE IDOLM@STER 5th ANNIVERSARY The world is all one !!」に出演しており、その楽屋話なども絡めて番組を盛り上げた。生放送終盤、帰国した喜多村が無事到着し、最後は出演者全員揃って生放送を締めた。
兄がいる。

## 出演
太字はメインキャラクター。

### テレビアニメ
2000年
- 銀装騎攻オーディアン（神月奈緒、少女、TVキャスター 他）

2001年
- オフサイド（少年時代のフィオ、看護婦、女の子 他）
- ギャラクシーエンジェル（少年、ヒッチハイクの少年、モニター音声）
- 鋼鉄天使くるみ2式（生徒、後輩、店員、店主）
- ココロ図書館（司書）
- こみっくパーティー（女の子）
- 新白雪姫伝説プリーティア（英子）
- タッチ CROSS ROAD〜風のゆくえ〜（女の子）
- チャンス〜トライアングルセッション〜（子供）
- パラッパラッパー（子供）
- ヒカルの碁（院生）
- フィギュア17 つばさ&ヒカル（中島七海）
- まほろまてぃっく（安藤さん、中華店の店員、職員A）

2002年
- 朝霧の巫女（女子生徒）
- 犬夜叉（花屋店員）
- ヴァイスクロイツ グリーエン
- 王ドロボウJING
- ギャラクシーエンジェルZ（アナウンス、赤ん坊）
- SAMURAI DEEPER KYO（侍女、小太郎）
- ジャスティス・リーグ（キャシー）
- ぱにょぱにょデ・ジ・キャラット（子猫）
- ぴたテン（ケン、男子生徒、女子生徒A、赤ん坊、ナレーション）
- ぷちぷり*ユーシィ（生徒B）
- プリンセスチュチュ（町の人C）
- 陸上防衛隊まおちゃん（生徒B、女子生徒、記者C）

2003年
- カレイドスター 新たなる翼（女性達）
- GetBackers-奪還屋-（看護師）
- D.C. 〜ダ・カーポ〜（生徒）
- ドラえもん（テレビ朝日版第1期）（子供A）
- 瓶詰妖精（化石部長）
- フルメタル・パニック? ふもっふ（女の子C）
- 魔法遣いに大切なこと（女の子A）

2004年
- アガサ・クリスティーの名探偵ポワロとマープル（ウェイトレス）
- この醜くも美しい世界（女子A）
- 砂ぼうず（娘たち）
- せんせいのお時間（女子生徒C）
- 爆裂天使（女生徒B）
- 花右京メイド隊 La Verite（コマケ客）
- 美鳥の日々（女子生徒B）

2005年
- らいむいろ流奇譚X CROSS〜恋、教ヘテクダサイ。〜（直江シュロ）

2008年
- 地獄少女 三鼎（百田昌子）

2009年
- 真・恋姫†無双（2009年 - 2010年、郭嘉）- 2シリーズ
- NEEDLESS（ソルヴァ）
- ファイト一発! 充電ちゃん!!（ブラッディ・セリカ）

2010年
- kiss×sis（桐生夕月）
- 海月姫（クラスメイト）
- 祝福のカンパネラ（チェルシー・アーコット）
- 夢色パティシエールSP プロフェッショナル（ガブリエル）

2011年
- THE IDOLM@STER（2011年 - 2012年、如月千早、アシゲ、如月優）- 1シリーズ + 特別編
- STEINS;GATE（2011年 - 2018年、牧瀬紅莉栖、Amadeus紅莉栖）- 2シリーズ
- 世界一初恋（受注担当）
- 戦国☆パラダイス -極-（小早川秀秋）

2012年
- あっちこっち（女子生徒）
- 恋と選挙とチョコレート（森下未散）
- 戦国コレクション（乙女・片倉小十郎/華麗・片倉小十郎）
- 輪廻のラグランジェ season2（高千穂れんか）

2013年
- 神さまのいない日曜日（ターニャ・スウェッジウッド）
- 閃乱カグラ（2013年 - 2018年、斑鳩）- 2シリーズ
- 超次元ゲイム ネプテューヌ THE ANIMATION（ノワール / ブラックハート）
- BLAZBLUE ALTER MEMORY（ツバキ＝ヤヨイ、ヤルカカ）
- ワルキューレロマンツェ（玲奈・F・エイヴァリー）

2014年
- うーさーのその日暮らし 覚醒編（如月千早）
- ガールフレンド（仮）（八束由紀恵）
- ノラガミ（2014年 - 2015年、伴音 / 真喩、オリーブ軒のおばちゃん）- 2シリーズ
- 普通の女子校生が【ろこどる】やってみた。（阿南葵）
- モモキュンソード（雉神、店員）

2016年
- ツキウタ。 THE ANIMATION（花園雪）

2017年
- チェインクロニクル〜ヘクセイタスの閃〜（ミシディア）
- 縁結びの妖狐ちゃん（暦雪揚）

2018年
- ポプテピピック（2018年 - 2021年、ピピ美〈第9話Aパート / 再放送・リミックス版第3話Aパート〉）
- ソラとウミのアイダ（松島芽衣子）

2019年
- ぱすてるメモリーズ（アキナ）
- 消滅都市（ツキ）
- GRANBLUE FANTASY The Animation Season 2（ヴィーラ）

2020年
- どるふろ -狂乱篇-（ウェルロッド）
- プリンセスコネクト!Re:Dive（ユカリ）
- ド級編隊エグゼロス（タラン蟲）
- 異常生物見聞録（赤魔女）

2022年
- 神クズ☆アイドル（レッスン講師）

2023年
- アリス・ギア・アイギス Expansion（辺見江里子）
- アイドルマスター ミリオンライブ!（如月千早）

### 劇場アニメ
- 劇場版∀ガンダムI 地球光（2002年）
- 犬夜叉 天下覇道の剣（2003年）
- 蛍火の杜へ（2011年、お面の子供・弟）
- おおかみこどもの雨と雪（2012年、自然観察センターの受付）
- 劇場版 STEINS;GATE 負荷領域のデジャヴ（2013年、牧瀬紅莉栖[64]）
- THE IDOLM@STER MOVIE 輝きの向こう側へ!（2014年、如月千早[65]）
- 劇場版 しまじろうのわお! しまじろうとおおきなき（2015年）
- 劇場版 誰ガ為のアルケミスト（2019年、セツナ[66]）

### OVA
1999年
- 最遊記（永涼、酒場の少女）

2001年
- 超神姫ダンガイザー3（オペレーター）

2004年
- アカネマニアックス（女生徒）

2007年
- ストレイト・ジャケット（レイチェル・ハモンド、看護婦）

2008年
- THE IDOLM@STER Live For You!（如月千早）※DVD付き限定版
- 絶対衝激 〜PLATONIC HEART〜（斑目彰）※ピクチャードラマ

2009年
- つきねこ ファンディスクvol.1（まどか）

2010年
- くっつきぼし（川上紀衣子）
- 眼鏡なカノジョ（一戸綾）

2011年
- kiss×sis（2011年 - 2015年、桐生夕月）※単行本第9 - 11、13、14巻DVD付き限定版
- 祝福のカンパネラOVA（チェルシー・アーコット）
- 真・恋姫†無双〜乙女大乱〜 †あわわっDVD/Blu-ray第七巻はOVAすぺしゃるです〜†（郭嘉）

2012年
- コープスパーティー OVAシリーズ（2012年 - 2013年、篠崎あゆみ）- 1作品(OAD)+1シリーズ(ODS上映)

2013年
- ぷちます!（2013年 - 2018年、如月千早、ちひゃー）※単行本第5、6、10、11巻DVD付き限定版

2014年
- THE IDOLM@STER SHINY FESTA（如月千早）- 3作品
- 超次元ゲイム ネプテューヌ THE ANIMATION #13（ノワール / ブラックハート） - Blu-ray/DVD第7巻に収録
- ノラガミ（2014年 - 2015年、真喩）※単行本第10、11、15巻限定盤付属OAD
- 普通の女子校生が【ろこどる】やってみた。（2014年 - 2016年、阿南葵）- 第13話+1シリーズ

2015年
- 閃乱カグラ ESTIVAL VERSUS -水着だらけの前夜祭-（斑鳩）
- まじかるすいーと プリズム・ナナ（2015年 - 2016年、浅木飛鳥 / アースナナ）

2016年
- 秘封活動記録-月-（博麗霊夢）※同人アニメ

2019年
- OVA 超次元ゲイム ネプテューヌ（2019年 - 2022年、ノワール / ブラックハート、ノワールGT） - 3シリーズ

### Webアニメ
- こいけん! 〜私たちアニメになっちゃった!〜（2012年、ゼノビア＝L＝エッジウェア[72]）
- ぷちます! -プチ・アイドルマスター-（2013年 - 2014年、如月千早、ちひゃー[73]）- 2シリーズ
- STEINS;GATE 聡明叡智のコグニティブ・コンピューティング（2014年、牧瀬紅莉栖[74]）
- くるねこ（2017年、くるねこ大和）
- SEWING BROTHERS (2021年、真中弥生)

### ゲーム
2000年
- 対戦恋愛シミュレーション トリフェルズ魔法学園
- リモートプレゼンス（シーナ・ヴィセット）

2002年
- ゼルダの伝説 風のタクト（マギー 他）
- Only you リベルクルス ドラマCD付（秋山鞠絵）

2004年
- 犬夜叉〜呪詛の仮面〜
- グラップルガイア -女王の翼冠-（シャルロッテ）
- センチメンタルプレリュード（永瀬藍子）
- 帝国千戦記（陸季） - PS2版
- 転生學園幻蒼録（山吹夏子、玉依）
- アニメバトル 烈火の炎〜Flame of Recca FINAL BURNING〜（綺理斗）

2005年
- アイドルマスターシリーズ（2005年 - 2025年、如月千早） - 26作品

2006年
- 転生學園月光録（水間谷桔梗、山吹夏子）
- マブラヴ 全年齢版（弓道部の後輩1）

2007年
- ソルフェージュ（2007年 - 2009年、天野まり） - 3作品
- プリンセスメーカー5（榊原博子）

2008年
- アヴァロンコード（シルフィ）
- Scarlett 〜日常の境界線〜（リゼット）
- BLAZBLUEシリーズ（2008年 - 2021年、ツバキ＝ヤヨイ/イザヨイ） - 11作品
- D.C.II P.S. 〜ダ・カーポII〜 プラスシチュエーション（今井めぐみ、ジェイミー・ダウニング）
- To LOVEる -とらぶる- ドキドキ! 臨海学校編（メイ・ネルス・アクアン）
- ルクス・ペイン（城嶋リル）
- ルミナスアーク2 ウィル（ファティマ）

2009年
- コンチェルトゲート フォルテ
- STEINS;GATE シリーズ（2009年 - 2023年、牧瀬紅莉栖） - 5作品
- ぷよぷよ シリーズ（2009年 - 2020年、あんどうりんご） - 7作品
- Million KNights Vermilion（百合）
- ルミナスアーク3 アイズ（聖魔女シヴィル、ファティマ）

2010年
- SDガンダム カプセルファイターオンライン（ゴールデンタイム オペレーターI）
- クロヒョウ 龍が如く新章（日向千秋）
- コープスパーティー シリーズ（2010年 - 2015年、篠崎あゆみ） - 4作品
- 祝福のカンパネラ Portable（チェルシー・アーコット）
- 真・恋姫†夢想〜乙女繚乱☆三国志演義〜 魏編（郭嘉）
- 超次元ゲイム ネプテューヌ（ノワール / ブラックハート）
- ティンクル☆くるせいだーすGoGo!（エミリナ）
- ティンクル☆くるせいだーす STARLIT BRAVE!!（チェルシー・アーコット）
- トトリのアトリエ 〜アーランドの錬金術士2〜（ツェツィーリア・ヘルモルト）
- のーふぇいと! -only the power of will-（睦月）
- burst error -EVE The 1st.-（氷室恭子）
- 白銀のカルと蒼空の女王（ガラクシア）
- ぱすてるチャイムContinue（鉄仮面さん / ルビィ・スタインハート）
- フレーミングサマー（姫田ひより）
- 桃色大戦ぱいろん（2010年 - 2011年、窓辺響、マサムネ）
- L@ve once（2010年 - 2012年、藤堂映） - 3作品

2011年
- ヴァイスシュヴァルツ ポータブル（如月千早）
- あふれこ!AR（平賀沙織）
- おしゃべりカフェ（女性年上）
- こいけん2!!（ゼノビア＝L＝エッジウェア）
- ファントムブレイカー（2011年 - 2021年、牧瀬紅莉栖） - 5作品
- 嫁コレ（2011年 - 2012年、牧瀬紅莉栖、森下未散）
- 水月 弐（2011年 - 2012年、天羽日向） - 2作品
- 閃乱カグラ -少女達の真影-（斑鳩）
- 超次元ゲイム ネプテューヌmk2（ノワール / ブラックハート）
- なみいろ（冬木かなみ）
- 白衣性恋愛症候群（堺さゆり）
- ぷちっと★ロックシューター（グレートぷちっと星人）
- 魔界戦記ディスガイア4 シリーズ（2011年 - 2014年、エミーゼル） - 3作品
- ミュージックガンガン!2（マゼンタ）
- ラグナロク 〜光と闇の皇女〜（主人公、シンシア）

2012年
- エルクローネのアトリエ 〜Dear for Otomate〜（ハイディ）
- ガールフレンド（仮）（八束由紀恵）
- 神次元ゲイム ネプテューヌV（ノワール / ブラックハート）
- グリム・ザ・バウンティハンター（トゥルーデ＝フルーフ）
- 恋と選挙とチョコレート PORTABLE（森下未散）
- 閃乱カグラ Burst -紅蓮の少女達-（斑鳩）
- トイ・ウォーズ（ナルミ一号機D〈一閃〉、橘風流）
- 東京バベル（刳狼都）
- トトリのアトリエPlus 〜アーランドの錬金術士2〜（ツェツィーリア・ヘルモルト）
- 白衣性恋愛症候群 RE:Therapy（堺さゆり）
- ぷちっと★ロックシューター セクシー惑星の謎を追え！（ぐれーとぷちっと星人）
- マヤたんの世界滅亡日記（ぐれーとぷちっと星人）
- ねんどろいど じぇねれ〜しょん（牧瀬紅莉栖）
- Borderlands 2 / Borderlands 3（2013年 - 2019年、リリス） - 2作品
- ルートダブル -Before Crime * After Days-（鳥羽ましろ）
- LuviniaSaga（ルミナ・フィラメント）

2013年
- アンジュ・ヴィエルジュ〜ガールズバトル〜（2013年 - 2017年、カサンドラ、メルビナ、ディアンナ、ノワール / ブラックハート / ネクストブラック）
- 神次元アイドル ネプテューヌPP（ノワール / ブラックハート）
- 超次次元ゲイム ネプテューヌRe;Birth1（ノワール / ブラックハート）
- グラナド・エスパダ（セレーネ）
- ジョジョの奇妙な冒険 オールスターバトル（セックス・ピストルズ）
- 神撃のバハムート（2013年 - 2016年、サーシャ、ヴィーラ・リーリエ、ストレンザ）
- 少女兵器web（グロリア）
- 真・戦国バスター（ねね）
- ゼルダの伝説 風のタクトHD（マギー 他）
- 閃乱カグラ SHINOVI VERSUS -少女達の証明-（斑鳩）
- 閃乱カグラ NewWave（斑鳩）
- DISORDER6（ジンナイ）
- トゥームレイダー（サマンサ・ニシムラ）
- ドラゴンズクラウン（エルフ）
- ファンタジーアース ゼロ（風変わりな少女II）
- 妖女大戦（般若）
- 嫁コレ（ノワール）
- ルートダブル -Before Crime * After Days- Xtend edition（鳥羽ましろ）

2014年
- ヴィーナス†ブレイド（死鎌デスサイズ）
- 海賊ファンタジア（スフィア）
- 神様と運命覚醒のクロステーゼ（宙海ジュピエル）
- 機動戦士ガンダム オンライン（パイロットボイス 高貴II）
- CV 〜キャスティングボイス〜（鷺洲玲子）
- グランブルーファンタジー（2014年 - 2024年、ヴィーラ・リーリエ、フライデー） - 3作品
- グリモア〜私立グリモワール魔法学園〜→グリモアA〜私立グリモワール魔法学園〜（2014年 - 2019年、支倉刀子）
- スカッとゴルフ パンヤ（シエン）
- せかい☆セイフク〜COSUTUME FES.〜（コードネーム:MB）
- 閃乱カグラ2 -真紅-（斑鳩）
- デカ盛り 閃乱カグラ（斑鳩）
- チェインクロニクル（2014年 - 2019年、ラベゼリン、モルガン、リンリー、コンスタンサ、グローリア、ヴィオレッタ、ハンフ、メイベル＝レイベール、りんご 他）
- 超女神信仰 ノワール 激神ブラックハート（ノワール / ブラックハート）
- 神次次元ゲイム ネプテューヌRe;Birth3 V CENTURY（ノワール / ブラックハート）
- 超次元アクション ネプテューヌU（ノワール / ブラックハート）
- 超次次元ゲイム ネプテューヌRe;Birth2 SISTERS GENERATION（ノワール / ブラックハート）
- 討鬼伝 シリーズ（2014年 - 2016年）
  - 無印（2014年、望月千代女）
  - 討鬼伝 極（2014年、美麻）
  - 討鬼伝2（2016年、まつ）

- ファンタジーアース ゼロ（愉快な女性I）
- 封印勇者！マイン島と空の迷宮（聖騎士グレニース）
- BREAK雀BURST（ユリアーネ）
- BORDERLANDS THE PRE-SEQUEL（リリス）
- LORD of VERMILION III（漆黒の断罪者ツバキ）

2015年
- VALKYRIE DRIVE -BHIKKHUNI-（理事長）
- ケイオスドラゴン 混沌戦争
- 新次元ゲイム ネプテューヌVII / VIIR（2015年 - 2017年、ノワール / ブラックハート / ネクストブラック） - 2作品
- 激次元タッグ ブラン+ネプテューヌVSゾンビ軍団（ノワール）
- ジョジョの奇妙な冒険 アイズオブヘブン（セックス・ピストルズ）
- 閃乱カグラ ESTIVAL VERSUS -少女達の選択-（斑鳩）
- テイルズ オブ アスタリア（ヴィーラ・リーリエ、如月千早）
- 白衣性愛情依存症（大原かえで）
- プリンセスコネクト!（綾瀬ゆかり）
- 輝星のリベリオン（駿足の女狩人ミンティー、イザヨイ、鶴姫、アタランテ、アルテミス）
- 魔壊神トリリオン（レヴィア）
- ゆるかみ!（瀬戸うみ、下関イサナ）
- ヴァリアントナイツ（リタ＝アシュリー）
- ファンタシースターオンライン2（女性共通イザヨイボイス、女性追加ボイス90）
- ツキノパーク（花園雪）
- ノラガミ—神ト縁—（真喩）
- ガールフレンド（♪）（八束由紀恵）

2016年
- A lot of Stories（アリサ）
- ゴッドオブハイスクール【神スク】（姫咲さくら）
- 神獄塔 メアリスケルターシリーズ（2016年 - 2020年、シンデレラ） - 3作品
- スカルガールズ 2ndアンコール（ヴァレンタイン）
- 戦乱のサムライキングダム（運命を記す観測者・フロイス、意気軒昂・石田三成、心優しき将・上杉謙信）
- チェインクロニクルV〜絆の新大陸〜（2016年 - 2017年、ドーリィ、ラベゼリン、シヴァーニ）
- マギアコネクト（黒神夜瑠、国水分命）
- 魔法陣少女 ノブナガサーガ（ミツヒデ）
- 勇者死す。（天使ユリア）
- LORD of VERMILION Re:3（魔種のヴィーラ）
- 妖刀少女異聞録（欺騙女妖）※中国製スマホゲーム
- ファントム オブ キル（シタ（制服ver.））
- セブンナイツ（ツバキ）
- 一血卍傑-ONLINE-（カイヒメ）

2017年
- ソラとウミのアイダ（松島芽衣子）
- ビーナスイレブンびびっど！（ツバキ）
- ぐるぐる召喚マジカルギア（白魔天女アリス、コクヨウ）
- 黒騎士と白の魔王（ナンナ、ヘラ、トヨタマヒメ）
- シノビマスター 閃乱カグラ NEW LINK（斑鳩）
- 誰ガ為のアルケミスト（セツナ）
- デュエル エクス マキナ（蛇母神 コアトリクエ）
- 神代夢華譚（迦楼羅、孔斯）※中国製スマホゲーム
- 最終戦艦withラブリーガールズ（櫻 / 大和）※中国製スマホゲーム
- 四女神オンライン CYBER DIMENSION NEPTUNE（ノワール、ブラックハート）
- 閃乱カグラ PEACH BEACH SPLASH（斑鳩）
- ガンガンピクシーズ（ノワール）
- ハイリゲンシュタットの歌（ビアンカ）
- 御城プロジェクト:RE〜CASTLE DEFENSE〜（2017年 - 2019年、柳之御所、小倉城、ペーナ宮殿、城塞都市アンベール、牧瀬紅莉栖）

2018年
- アズールレーン（2018年 - 2023年、ドレイク、ノワール / ブラックハート、如月千早、斑鳩）
- ドラゴンズクラウン・プロ（エルフ）
- プリンセスコネクト！Re:Dive（2018年 - 2024年、ユカリ / 綾瀬ゆかり）
- 閃乱カグラ Burst Re:Newal（斑鳩）
- ドールズフロントライン（PSG-1、WELROD MARK2）
- 勇者ネプテューヌ 世界よ宇宙よ刮目せよ!! アルティメットRPG宣言!!（ノワール / ブラックハート）
- 魔卡领域 - 中国製スマホゲーム
- プレカトゥスの天秤（ミルヴァ・ソーンダイク）
- マチガイブレイカー（マリカ）

2019年
- 永遠の7日（リミア、牧瀬紅莉栖）
- アルカ・ラスト 終わる世界と歌姫の果実（黒き聖槍 アレクサンドラ）
- オメガラビリンス ライフ（アルラウネ）
- Borderlands（リリス）
- サマースウィートハート（宮水夏美）
- メガミラクルフォース（ノワール / ブラックハート、ワルティア）
- ガンガンピクシーズ HH（ノワール）
- Re:三国志 もえしょう物語
- ドラゴンクエスト ライバルズ（アイラ）
- 夢現Re:Master (魔女)

2020年
- 神田川JET GIRLS（斑鳩）
- ロストディケイド（オフィーリア）
- 魔界戦記ディスガイアRPG（エミーゼル）
- アイドルマスター シンデレラガールズ スターライトステージ（牧瀬紅莉栖）
- ブイブイブイテューヌ（ノワール）
- ファイナルギア -重装戦姫-（マーグレット）
- Go!Go!5次元GAME ネプテューヌ re★Verse（ノワール / ブラックハート）
- アークナイツ（ラップランド）
- けものフレンズ3（クロトキ）
- 夢現Re:After (魔女)
- 永遠の7日-終わりなき始まり (リミア)

2021年
- ブルーアーカイブ -Blue Archive-（2021年 - 2025年、乙花スミレ）
- ブラック・サージナイト（フレッチャー）
- 閃乱忍忍忍者大戦ネプテューヌ -少女達の響艶-（ノワール / ブラックハート）
- アリス・ギア・アイギス（牧瀬紅莉栖）
- カウンターサイド (オリヴィエ・ナツキ)
- アーテリーギア -機動戦姫- (マルゴット、アルマ)
- 逆転オセロニア (オルプネー)
- タイニー・ティナとドラゴンの城塞～ワンダーランズで一発限りの大冒険！ (リリス)

2022年
- ヴェルヴェット・コード（秋月、エンタープライズ）
- eBASEBALLパワフルプロ野球2022（秋月三桜）
- 超次元ゲイム ネプテューヌ Sisters vs Sisters（ノワール / ブラックハート）
- オリエントアルカディア (張春華)
- プリコネ！グランドマスターズ（ユカリ）
- CHUNITHM NEW PLUS（クーデルカ・プルミエール）
- PUBG MOBILE（ボイスカード「今井麻美A」）
- 戦姫コマンドー（シェリル）

2023年
- 超次元ゲイム ネプテューヌ GameMaker R:Evolution（ノワール / ブラックハート）
- Edge of Eternity（ファロン）
- トリニティ・ギアーズ（パンター）

2024年
- ファントム オブ キル -オルタナティブ・イミテーション-（シタ）
- 爆走次元ネプテューヌ VS 巨神スライヌ（ノワール）

2025年
- 牧場物語 Let's!風のグランドバザール（ミーナ）

### アプリ
2010年代前半
- 美声時計2（2010年）
- 美人時計 Girls Night バージョン（2010年）
- STEINS;GATE for iPhone 世界線時計（2011年、牧瀬紅莉栖）
- STEINS;GATE めざまし 未来ガジェット0840号〜紅莉栖〜（2011年、牧瀬紅莉栖）
- まいにちコンパイルハート（2012年、ノワール / ブラックハート）
- BLAZBLUE アラームクロック〜ツバキ〜（2012年、ツバキ＝ヤヨイ）
- MAPLUS+（2015年、牧瀬紅莉栖）

2010年代後半
- アイドルマスターモバイルi（2012年、如月千早）
- 声でめざまし！カグラアラーム（2016年、斑鳩）
- STEINS;GATE ALARM 時限調和のタイムピース（2018年、牧瀬紅莉栖）
- 魔界戦記ディスガイアRPG（2019年、エミーゼル）

### ドラマCD
1999年
- 刻の大地〜花の王国の魔女〜（伝説の少女）
- スターオーシャン セカンドストーリー2（エラノール）
- 封神演義 -姜子牙VS妲己-（白鶴/殷郊）
- 風の歌 星の道（リル）
- 幻想魔伝最遊記2 CDドラマコレクション（神）

2000年
- ヴォイス・ラヴ・レターシリーズ 禁じられた遊戯（永月恋）

2001年
- おまけの小林クン3（女生徒）
- ヴァイスクロイツ Wish A Dream Collection III THE ORCHID under THE SUN 太陽の蘭（幼女患者）
- ギャラクシーエンジェル ギャラクシーエンジェルでSHOW（アナウンス）
  - ギャラクシーエンジェルでGO

- スクラップド・プリンセス 第三楽章「ラクウェル、暴れる」（町人C）
- タクミくんシリーズ 夢の後先（女生徒B）

2002年
- タイムラグ（幼い士郎）
- DRAMATIC CD World's end I "FIRST STEP"（男の子C）
- 同細胞生物。（少女）
- 内科医のメランコリー（看護婦3）
- 子供の領分vol.3 最凶ヒールズ

2003年
- ヴァイスクロイツ Gluhen Dramtic Soundtracks 1（望月この花）
- ENDLESS KISS〜永遠の約束〜（看護婦）
- きみのとなりで眠らせて（大石麻衣）
- っポイ! GO!GO! ドラマCD（女子生徒）※『月刊MELODY』全員プレゼント
- Dクラッカーズ ドラマCD「THE EVE」（海野千絵）
- 虜にさせるキスをしよう（遠山さゆり）
- ナデシコクラブ（中西明日香）
- ニッポニア・ニッポン
- FAN（真紀）
- 鋼の錬金術師 Vol.1 砂礫の大地（エリサ）
- めるぷり メルヘン☆プリンス「王子様たちがやってきた」（平田林の彼女、女優、ピカレンジャー2）※『LaLa』応募者全員サービス
- そして恋がはじまる（まなか）

2004年
- アニメ店長B'店長候補生 アニメ店長VS店長候補生 バージョンA「兄沢、愛の暴走!編」（桃）※アニメイト冬のAVまつりで配布
- ENDLESS3 ENDLESS LOVE 永遠の恋人（アリス）
- 桜蘭高校ホスト部 オリジナルドラマCD※『LaLa』応募者全員サービス
  - きらめきCD-PACK（女子生徒2、女子生徒7）
  - うきドキCD-PACK（女生徒）

- センチメンタルプレリュード ドラマCD「夏の終わりのセレナーデ」（永瀬藍子）
- 転生學園幻蒼録 ドラマCD 第2、3巻（山吹夏子）
- ヤミと帽子と本の旅人 Extra Book Vol.2 -迷宮の行方-（男の子A）
- LOVE SEEKER1（女子社員1）

2005年
- THE IDOLM@STER ドラマCD Scene.01 - 06（2005年 - 2006年、如月千早）
- TVアニメ「らいむいろ流奇譚X」オリジナルドラマ 式神温泉 みつごの湯（直江シュロ）
- 白衣・黒衣 働く男の征服（みか）※コミック付属ドラマCD
- 天使×密造（和久井凛〈幼少期〉、アオイ）

2006年
- THE IDOLM@STER DRAMA NEW STAGE 01 - 03（2006年 - 2007年、如月千早）
- 拝み屋横丁顛末記〜横丁華恋宴盤〜 コミックゼロサムCDコレクション
- SAMURAI DEEPER KYO 陰陽殿への扉編 第参、第四巻（幼少期の小太郎）
- ドラマCD Landreaall2 アカデミー七不思議（女子学生A）

2007年
- THE IDOLM@STERシリーズ（如月千早）
  - MASTER ARTIST 06 双海亜美/真美
  - Sound of Raindrops
  - Gratitude グラッティテュード・感謝

- シュラキ〜朱羅姫〜 オリジナルドラマCD 第1、5話（2007年 - 2008年、暁の友達、斧使いの朱羅姫、シスターA）※「シュラキ・トリニティBOX-01 美城暁、05 リゼ」付属ドラマCD
- 正義研究会セレナード（矢鍋詩織）
- DARLING（女子1）
- 大正野球娘。 乙女たちのハイキング（宗谷雪）
- たなくま 音声感情測定器ココロスキャンDXパック ココロスキャン用ボイスコレクション スキャミンのあんなボイス★CD（スキャミン）

2008年
- THE IDOLM@STERシリーズ（如月千早）
  - Eternal Prism 01 - 03（2008年 - 2009年）
  - relations 初回限定版 特典ドラマCD 対決!アイドルファイトクラブ
  - 晴れ時々曇り後台風、後晴れ

- 世界めいわく劇場 童話「人魚姫」（魔女、王子、隣国の姫君）
- ソルフェージュシリーズ（天野まり）
  - ドラマCD 〜桜の苑へようこそ!〜
  - ドラマCD Season2 なつのおもいで

- たなくまシリーズ（スキャミン店長）
  - ラジオDX セガ ダイレクトさよならCD Tschuess!セガダイレクト最後の聖戦！
  - 5thCD ハッピーバースデー俺!

- ティンクル☆くるせいだーす きらきらサウンドステージ#05 紫央&エミリナ（エミリナ）
- ドラマCD しるバ.（北見ナナミ）
- MR.MORNING（ジュリア）
- メタルスレイダーグローリー（如月やよい）

2009年
- BLAZBLUE ドラマCD「ぶるどら りべるつぅ」（ツバキ＝ヤヨイ）
- つきねこシリーズ（2009年 - 2011年、まどか）
  - 無印
  - つきねこ2
  - つきねこ2.5
  - Audio Book イン・ザ・プール（まどか / 尚美）
  - つきねこ3

- たなくまシリーズ
  - 6thCD 萌えボイス屋 はじめました（特許出願希望）（スキャミン）
  - 7th〜萌－1グランプリ、俺たちの闘いはこれからだ！（スキャミン）
  - 妄想列島☆旅人編〜地方の言葉で癒されるわ〜ん!〜（水野依理子）

- ソルフェージュシリーズ（天野まり）
  - Windows版「la finale」・Amazon特典ドラマCD『中秋の名月の下で』
  - ドラマCD season3「ふゆのひとこま」

- 想い風〜the ties between and wind〜（東風谷早苗）※同人作品
- 夏草の宴（東風谷早苗）※同人作品
- 東風谷早苗のDOKIDOKIディスク（東風谷早苗）※同人作品
- 早苗と天子のダブルDOKIDOKIディスク（東風谷早苗）※同人作品
- 東方聖夜祭 紅魔館のクリスマス（十六夜咲夜）※同人作品
- 「とららじCD」Starter Edition（君川千恵）

2010年
- kiss×sis ドラマCD Vol.1、2（桐生夕月）
- 唄う星〜The earth that the pupil watches〜（東風谷早苗）※同人作品
- あいの風〜想い風 SeriesSound〜（東風谷早苗）※同人作品
- コープスパーティー シリーズ（2010年 - 2014年、篠崎あゆみ）
  - 2010 コープスパーティー 真冬の怪談会
  - コープスパーティー Book of Shadows「プロジェクト・ドーリーズ」前編、後編
  - 嵐を呼ぶ！廃旅館一泊二日の旅

- ヨメイロちょいす（ヒィロ）
- たなくま8th! 俺、このCDが完成したら、田舎でメイド喫茶を開こうと思うんだ（死亡フラグ）（スキャミン）
- STEINS;GATE シリーズ（牧瀬紅莉栖）
  - STEINS;GATE コミック1巻 ドラマCD付き限定版
  - ドラマCD α『哀心迷図のバベル』ダイバージェンス0.571046%
  - ドラマCD γ『暗黒次元のハイド』ダイバージェンス2.615074%

- トリニティ×ヴィーナス SRSライト TRPGリプレイCD「イーグルの乱」（支援役：プレイヤーキャラ03）※月刊コミックラッシュ』応募者全員サービス
- BLAZBLUE シリーズ（ツバキ＝ヤヨイ）
  - ドラマCD「THE WHEEL OF FORTUNE 〜運命の輪〜」
  - BLAZBLUE CONTINUUM SHIFT 初回予約特典「BLAZBLUEドラマCD ぶるどら番外編：『ツバキの何所までいくの？』」

- プリズム☆ま〜じカル まじかる☆ドラマCD（ライカ / 小野寺雷火）
- らぶかの♥Episode.3（麻木沙耶）
- L@ve once（藤堂映）
  - 初回同梱特典ドラマCD「インタビュー・ウイズ・マーメイド」
  - Amazon限定オリジナルドラマCD「L@ve once Episode 0」

2011年
- THE IDOLM@STER シリーズ（如月千早）
  - アイドルマスター2 眠り姫 単行本第1巻特装版付属ドラマCD
  - THE IDOLM@STER BD/DVD2巻 完全生産限定版 特典ドラマCD「765プロ企画会議中！」
  - ぷちます! -PETIT IDOLM@STER- ドラマCD 1、2（如月千早、ちひゃー）

- TVアニメ「シュタインズ・ゲート」Blu-ray Vol.1、5 初回限定版特典CD「未来ガジェットコンパクトディスク1、5号」（牧瀬紅莉栖）
- 戦国☆パラダイス -極-（2011年 - 2012年、小早川秀秋） - 全二巻
- 魔界戦記ディスガイア4 ドラマCD「参上！怪盗3姉妹」（エミーゼル）
- STEINS;GATE シリーズ（牧瀬紅莉栖）
  - 月刊コンプエース 7、10、11月号付属 オリジナルドラマCD

- 閃乱カグラ -少女達の真影- 先着購入特典ドラマCD「私とじっちゃんの太巻きが大浴場」（斑鳩）
- ブカツドー!? vol.1 野球部＆帰宅部編（岩隅久遠）※同人作品
- Vassalord. ドラマCD インキュバスは一度名を呼ぶ（女刑事）

2012年
- THE IDOLM@STERシリーズ（如月千早）
  - No Make!
  - BD / DVD第9巻 完全生産限定版特典 書き下ろしドラマCD「生っすか!? サンデーお蔵入り編」

- ワルキューレロマンツェ 少女騎士物語 ドラマCD第1 - 3巻（2012年 - 2013年、玲奈・F・エイヴァリー）
- 恋と選挙とチョコレート シリーズ（森下未散）
  - TVアニメ『恋と選挙とチョコレート』オリジナルドラマCD「消えた大島棒を探せ!?」
  - 恋チョコドラマCD「ショッケン出動!皐月の依頼はイチャイチャデート!?」

- BLOOD ALONE 第8巻 特装版（カナ）
- STEINS;GATE シリーズ（牧瀬紅莉栖）
  - 射影曲面のエピキタシー
  - 幻視空間のリユニオン
  - 夢幻泡影のバケーション
  - BD/DVD全巻購入特典 ソフマップオリジナルドラマCD「混沌必須のプレゼンテーション」

- 神次元ゲイム ネプテューヌV 神限定版特典「もし女神が嫁だったらラブラブしちゃうかもしれないCD」（ノワール / ブラックハート）

2013年
- ドラマCD『ぷよぷよ』Vol.3、5、8（2013年 - 2016年、安藤りんご）
- 異能バトルは日常系のなかで（神崎灯代）
- ルートダブル -Before Crime * After Days- Xtend edition After Crime（鳥羽ましろ）
- ノラガミ 単行本第9巻 限定盤付属オリジナルドラマCD 原作第1話とオリジナルショートストーリー（伴音 / 真喩）
- STEINS;GATEシリーズ（牧瀬紅莉栖）
  - 劇場版STEINS;GATE 負荷領域のデジャヴ BD&DVD付属ドラマCD「現存在のアポステリオリ」
  - 劇場版STEINS;GATE 負荷領域のデジャヴ コンプティーク5月号付属ドラマCD「赤面必至のゴシップ」
  - 劇場版STEINS;GATE 負荷領域のデジャヴ 超豪華版 amazon限定「隠晦曲折のシンフォニア」
  - 「無限遠点のアルタイル」初回限定版 録り下ろしドラマCD「時限輪転のアルペジオ」
  - 「永劫回帰のパンドラ」ドラマCD「人工機械のパンデミア」
  - 科学アドベンチャーシリーズ スペシャルドラマCD「怱卒連鎖のトリプティック」
  - 線形拘束のフェノグラム カウントダウンドラマCD フルイチオンライン特典

- 閃乱カグラシリーズ（斑鳩）
  - BD&DVD特典 第壱、参‐六巻特典 乳魂ドラマCD
  - SHINOVI VERSUS -少女達の証明- 先着購入特典ドラマCD「日常における少女達の春花薬学的反応考察」
  - ドラマCD 決戦!? 忍居爛堂

- 恋と選挙とチョコレート BD&DVD5 限定版 ふたりきりシュチュエーションドラマCD 恋チョコプラス2（森下未散）
- 超次元ゲイム ネプテューヌシリーズ（2013年 - 2014年、ノワール / ブラックハート）
  - BD/DVD VOL.1 スペシャルCD「ネプテューヌの重要提案（メランコリー）」
  - PP 限定版付属 シュチュエーションCD「女神に○○されたい」
  - Re;Birth1 限定版付属 シュチュエーションCD「女神が添い寝してくれちゃうCD」
  - ドラマCD 湯けむり温泉殺人事件inプラネテューヌの巻
  - 激神ブラックハート 限定版同梱オリジナルドラマCD「ネプテューヌ激白!これが主役交代の裏側だよ!」
  - 激神ブラックハート アニメイト予約特典 録り下ろしドラマCD「ベール『ノワールと結婚しますわ!』」
  - 激神ブラックハート ゲーマーズ予約特典 録り下ろしドラマCD「ノワール・ブランの目指せ！モテカワ女神!」
  - ネプテューヌU 限定版同梱ドラマCD「四女神日常系ドラマCD ルウィーのとても寒い一日」
  - ネプテューヌU いまじん限定予約特典 オリジナルドラマCD「もしも突然ノワールとラムが姉妹になったらCD」

2014年
- THE IDOLM@STERシリーズ（如月千早）
  - ワンフォーオール 初回限定版付属 スペシャルドラマCD「765プロが行く!トップアイドルのお仕事見学」
  - MOVIE 輝きの向こう側へ! Loppi限定 前売り劇場鑑賞券付属オリジナルドラマCD

- 少女兵器ラジオ局 戦地放送vol.1 GA戦線異状なし!?（グロリア）
- キャンディポップナイトメア（宮下麻世）
- ヴィーラ抱き枕 付属シチュエーションドラマCD「夢うつつの艶事」（ヴィーラ・リーリエ）
- Z/X -Zillions of enemy X- NC DramaCD ②「ドラミコクインテット」（緑の竜の巫女クシュル）
- 閃乱カグラ2 -真紅- 限定版 にゅうにゅうDXパック付属ドラマCD「そうだ!雲雀、今すぐ水着を脱げ!」（斑鳩）

2015年
- うちの妻ってどうでしょう?（妻）
- ロロナ・トトリ・メルルのアトリエ〜虹の絵の具と旅の絵師〜（ツェツィ）
- 閃乱カグラ ESTIVAL VERSUS -少女達の選択- PS4限定版購入特典「にゅうにゅうDXパック PREMIUM」（斑鳩）
- 白衣性愛情依存症 PC版特典ドラマCD（大原かえで）
- いとうかなこの28thシングル「アマデウス」（牧瀬紅莉栖）

2016年
- 輝星のリベリオン スペシャルファンディスク（ミンティー）※ボイスドラマ部分

2017年
- 八男って、それはないでしょう!10.5 ドラマCDブックレット（ルイーゼ）

2018年
- THE IDOLM@STER MILLION THE@TER GENERATION 08 EScape（キサラギチハヤ〈如月千早〉）
- 東風谷早苗のドキドキご奉仕ディスク（東風谷早苗）※同人作品
- Z/X -Zillions of enemy X- NF DramaCD ⑭「ナイショの・きぃワード」（緑の竜の巫女クシュル）

### パチンコ・パチスロ
2010年代
- CR南国育ちin沖縄（2011年、夕凪いずみ）
- CR南国育ち in HAWAII（2012年、夕凪いずみ）
- THE IDOLM@STER LIVE in SLOT!（2012年、如月千早）
- まじかるすいーと プリズム・ナナ（2013年、浅木飛鳥）
- CRモモキュンソード〜星と黄金の太刀〜（2014年、雉神）
- まじかるすいーと プリズム・ナナA（2015年、浅木飛鳥）
- 熱響!乙女フェスティバル ファン大感謝祭LIVE（2015年、夕凪いずみ）
- 想定科学パチスロ STEINS;GATE 廻転世界のインダクタンス（2015年、牧瀬紅莉栖）
- CRモモキュンソード3（2016年、雉神）
- パチンコCR閃乱カグラ（2016年、斑鳩）
- パチスロ閃乱カグラ（2017年、斑鳩）
- CR南国育ち 羽根（2017年、夕凪いずみ）
- 桃剣斬鬼 あたし!鬼にはめっぽう強いんですぅ（2017年、雉神）
- 想定科学パチスロ STEINS;GATE 廻転世界のインダクタンス ランヴォア（2017年、牧瀬紅莉栖）
- CR STEINS;GATE（2018年、牧瀬紅莉栖）

2020年代
- P南国育ち デカパトver.（2020年、夕凪いずみ）
- Pフィーバー アイドルマスター ミリオンライブ!（2021年、如月千早）
- パチスロ アイドルマスター ミリオンライブ!（2021年、如月千早）

### 吹き替え

#### 映画
- ファイナル・デスティネーション（2001年）
- サハラに舞う羽根（2003年）
- ニュー・ガイ〜ハイスクール★ウォーズ〜（2003年、カーメン）
- ブラックバード・ライジング（2003年）
- 卒業の朝（2005年）
- わたしたちの島で わんぱくアザラシのモーセ（2005年）
- CAVE IN（2005年）
- ボーダーランズ（2025年、リリス〈ケイト・ブランシェット〉[198]）

#### ドラマ
- ハロー!スーザン（フェイス）
- ザッツ・ライフ〜リディアの人生ゲーム〜（2002年、ブリタニー）
- ダイノトピア（2003年）
- ER緊急救命室（2005年、メリッサ）
- ワンダフルファミリー（2006年）
- THE FLASH/フラッシュ セカンド・シーズン 第16話（2016年、イライザ）
- ヘイターはお断り! ファースト・シーズン（2016年、ミランダ・シングス）
- ブレイクアウト・キング（2017年、ジュリアン〈ブルック・ネヴィン〉）
- ダーティ・ジョン -秘密と嘘-（2019年、ヴェロニカ）

#### アニメ
- ヘラクレス（女性）
- 神々の山嶺（2022年、涼子[199]）

### 特撮
- ULTRASEVEN X 第6話（2007年、光の魂の声）

### 朗読CD
- 名作読み聞かせ亭シリーズ01 注文の多い料理店、02 吉良上野の立場（2010年）- 2作品同時発売
- Over The Galaxy〜メッセージ〜（2019年）

### デジタルコミック
- Beeマンガ『熱いぞ!猫ヶ谷!!』（2010年、星宮亜音）
- Beeマンガ『GTO』（2012年、冬月あずさ）
- dTV 王様達のヴァイキング（2018年、ヴァルキュリヤ）
- お湯でほころぶ雪芽先輩（2021年、雪芽湯紀[200]）
- 今日から使える薬学的お世話（2021年、柊紫苑[201]）
- 美醜の大地〜復讐のために顔を捨てた女〜（2022年、市村ハナ[202]）
- アイアムアヒーロー（2022年、黒川徹子[203]）

### ラジオ
※はインターネット配信。
2000年代
- 智一・美樹のラジオビッグバン（2001年 - 2002年、文化放送、第1期BGP）
- VOICE CREW（2003年、NACK5他）
- 今井麻美のミュージックジャム（2003年、ラジオ日本）
- 声優生活向上委員会mini 第2期（2006年、AII※）
- THE IDOLM@STER RADIO（2006年 - 2009年、ラジオ大阪）
- ラジオdeアイマSHOW!（2006年 - 2007年、アニメイトTV※）
- アイドルマスター Radio For You!（2007年 - 2008年、アニメイトTV※）
- ルミナスあーくの秘密協会（2007年 - 2008年、ルミナスアーク2 ウィル公式サイト内※）
- ルミナスあーくのHIME2協会（2008年、ルミナスアーク2 ウィル公式サイト内※）
- THE IDOLM@STER STATION!!!（2009年 - 2011年、ラジオ大阪）
- 今井麻美のSinger Song Gamer（2009年 - 2015年、ファミ通公式サイト内※）
- ぶるらじ（2009年、2010年、ニコニコ動画内「アークシステムワークス公式動画チャンネル」※）
- DLラジオ（2009年、声グラweb※）
- STEINS;GATEラジオ 未来ガジェット電波局（2009年、HiBiKi Radio Station※）
- とらのあなラジオ部〜とららじ〜（2009年 - 2011年、コミックとらのあな公式サイト※）

2010年代
- 今井麻美・喜多村英梨のRADIO コープスパーティー!（2010年、HiBiKi Radio Station※）
- 続・ぶるらじ（2010年、ニコニコ動画内「アークシステムワークス公式動画チャンネル」※）
- ラジオ「祝福のカンパネラ」〜クランOasisへようこそ!〜（2010年、ランティスウェブラジオ※・音泉※）
- 日本一RADIO（2010年 - 2018年、HiBiKi Radio Station※）
- ぶるらじW（ワイド）（2011年 - 2012年、ニコニコ動画内「アークシステムワークス公式動画チャンネル」※）
- アイマスタジオ（2011年 - 2016年、HiBiKi Radio Station※）
- TVアニメ「STEINS;GATEラジオ」 未来ガジェット電波局（2011年、ニコニコ動画※）
- ARTERY VEINの小部屋（2011年、HiBiKi Radio Station※）
- 今井麻美と原由実のRADIOコープスパーティー（2012年、HiBiKi Radio Station※）
- 逢坂・今井のRADIO ν WING（2012年 - 2013年、音泉※）
- ぶるらじH（はいぱ〜）（2012年 - 2013年、ニコニコ動画内「アークシステムワークス公式動画チャンネル」※）
- 閃乱カグラ 原田ひとみ・今井麻美のにゅうにゅうにゅうラジオ（2012年 - 2013年、音泉※）
- 今井麻美と原由実のラジオ『コープスパーティーR』（2013年 - 2014年、音泉※・HiBiKi Radio Station※）
- 今井麻美・関智一のRADIO STEINS;GATE（2013年、音泉※・HiBiKi Radio Station※）
- 白井・今井のRADIO N WING（2013年 - 2015年、音泉※）
- ぶるらじA（エース）（2013年 - 2014年、ニコニコ動画内「アークシステムワークス公式動画チャンネル」※）
- 緑川光・今井麻美・内田彩のチェンクロラジオ（2014年 - 2016年、文化放送・ラジオ大阪・超!A&G+※）
- ぶるらじすぺしゃる（2014年 - 2015年、ニコニコ動画内「アークシステムワークス公式動画チャンネル」※）
- ぶるらじQ（クイック）（2015年 - 2016年、ニコニコ動画内「アークシステムワークス公式動画チャンネル」※）
- ラジオ コープスパーティー season 5（2015年、音泉※）
- 酒井・今井のRADIO N WING（2015年 - 2016年、音泉※）
- せがあぷラジオ（2016年 - 2017年、文化放送）
- THE IDOLM@STER webラジオ〜バンプレストスペシャル〜ラジオは……遊びでは、ないですから（2016年、ニコニコ動画内「バンプレちゃんねる」※）
- ぶるらじD（ダイナミック）（2016年 - 2017年、ニコニコ動画内「アークシステムワークス公式動画チャンネル」※）
- 今井麻美の逆に学ばせていただきます!（2016年 - 2017年、ラジオNIKKEI第2「RN2」）
- 今井麻美公式ファンクラブ限定ラジオ「+A sounds」（2017年 - 、今井麻美公式ファンクラブ「+A members」※）
- 松岡・今井のRADIO N WING（2017年 - 2019年、音泉※）
- チェインクロニクル公式WEBラジオ「ちぇんらじ」（2017年 - 、音泉※・YouTube※）
- 関智一・今井麻美のオトナの科学ラジオ（2017年 - 、ニコニコ生放送※）
- ラジオ シュタインズ・ゲート（2018年、文化放送）
- ぶるらじNEO（2018年 - 、ニコニコ動画内「アークシステムワークス公式動画チャンネル」※）
- 小笠原・今井のRADIO N WING（2019年、音泉※）

### ラジオCD
2000年代
- THE IDOLM@STER RADIO（2006年 - 2009年） - 全7枚
- ラジオdeアイマSHOW!（2006年 - 2007年） - 全10枚
- DJCD アイドルマスター Radio For You!（2008年） - 全6枚
- RADiOティンクル☆くるせいだーす vol.3（2008年）
- 今井麻美×名塚佳織のDLDJCD Vol.1 - 3（2009年 - 2010年）
- STEINS;GATEラジオ 未来ガジェット電波局 コミケ特別編（2009年）
- DJCD 恋スルスペシャルラジオ！×マウスなのに虎の穴ラジオ（2009年12月1日）

2010年代
- 真・恋姫†無双 DVD/BD第3巻初回限定版特典 真・ラジオ恋姫†無双DVD出張版CD（2010年、ゲスト）
- 今井麻美のSinger Song Gamer（2010年 - 2013年）
  - ボーナスステージ（2010年）
  - スーパーボーナスステージ（2010年）
  - Okinawa Stage（2011年）
  - はこねすてーじ（2012年）
  - 今井麻美のSSG アフィリア・サーガステージ ドキドキ疾風迅雷編/ワクワク天地創造編（2012年）
  - 今井麻美のSSG Singer Song Stage（2013年）
- STEINS;GATE Original Soundtrack+ラジオCD（仮）（2010年）
- STEINS;GATEラジオCD「未来ガジェット電波局コミケ78特別編+円卓会議」（2010年）
- 真・ラジオ恋姫†無双 再編集版 Vol.02（2010年）
- ＜音泉＞スペシャルCD 2010夏（2010年）
- TVアニメ「祝福のカンパネラ」〜クランOasisへようこそ!〜*ラジオCD“caramella”（2010年）
- TVアニメ「シュタインズ・ゲート」Blu-ray Vol.4、7 初回限定版特典CD「未来ガジェットコンパクトディスク4、7号」（2011年）
- 日本一RADIO vol.2 - 6 魔界戦記ディスガイア4×日本一RADIO（2011年 - 2014年）
- コープスパーティー Book of Shadows ドラマCD プロジェクト・ドーリーズ 前編（2011年9月28日、「RADIOコープスパーティー番外編」に収録）
- ラジオCD「iM@STUDIO」Vol.1 - 19（2011年 - 2016年）
- ラジオCD「白恋♥ラジオナースステーション」（2012年）
- 緒方恵美のショッケン乱YO!! ラジオCDだいいちだん!/ラジオCDだいさんだん!（2012年 - 2013年）
- ＜音泉＞スペシャルCD 2012冬（2012年）
- 今井麻美と原由実のラジオ『コープスパーティーR』01、02（2013年 - 2014年）
- ＜音泉＞スペシャルCD 2013夏、冬（2013年）
- 神様と運命覚醒のクロステーゼ 初回生産特典オリジナルラジオCD「神様と運命覚醒のクロステーゼ×日本一RADIO 特別版」（2014年）
- ＜音泉＞スペシャルCD 2014夏、冬（2014年）
- ＜音泉＞スペシャルCD 2015夏、冬（2015年）
- ＜音泉＞スペシャルCD 2016夏（2016年）

#### DVD-ROM
- あいうらじお 完全版ディスク（2013年、第7回ゲスト）

### ナレーション
時期不明
- Dance×Mixer デモムービー
- ファンタジーアース ゼロ チュートリアルムービー
- Benesse 教育情報サイト「進学講演会」
- エニックス
- 少年ガンガン

2010年
- アニソ〜ンぷらす（7月度ナレーション担当、テレビ東京）

2011年
- 第66回国民体育大会（国体開会式上映用映像ナレーション）

2013年
- アニソンぷらす（3月度ナレーション担当、テレビ東京）

2016年
- Mimorin Birthday Festival 2016（6月28日、埼玉の大宮ソニックシティにて開催された）

2019年
- MAGES. Summer SALE TVCM（8月8日）

### テレビ番組
※はインターネット配信。
2000年代
- itv教育（2002年、itv24.com※）
- サルもえ♪〜サルでもわかる萌え教室〜（2003年、itv24.com※）
- アギュー（2004年1月、itv24.com※）
- PreStar（2004年5月 - 2006年2月末、itv24.com※）
- てんしょ〜GO!（2004年11月 - 2007年1月・同年11月、転生學園シリーズ公式サイト内※）
- 今井麻美,中村繪里子の自遊王国Net Chat Night（2008年4月 - 7月、Stickam TV※）
- ファンタジーアース ゼロ メルファリア ANNEX（2008年8月16日 - 9月13日、Windows Live※）

2010年代
- 緑川光・今井麻美・内田彩のもっと!チェンクロできるかな?（2014年10月15日 - 2016年4月1日、YouTube※）
- 今井麻美のニコニコSSG（2016年1月12日 - 、ニコニコ動画内「今井麻美のSSGチャンネル」※）
- 『シュタインズ・ゲート ゼロ』未来ガジェット研究所 アベマ支部（2018年5月9日 - 、AbemaTVアニメ2※）
- 嵐にしやがれ（2018年10月20日）- 牧瀬紅莉栖役として声のみの出演

2020年代
- 今井麻美のアトリエ@@いまい (2021年1月22日 -、ニコニコ動画※)

### 映像商品
時期不明
- VIDEO 声優演技入門 基礎編・応用編

2005年
- アニフェス2004冬祭り〜下級生2＆らいむいろ流奇譚X イベントDVD〜

2006年
- THE IDOLM@STER MASTER MOVIE

2008年
- アイマスレイディオ ゲーマガ出張版
- アイマスレイディオ ゲーマガ出張版 vol.2
- THE IDOLM@STER MASTER BOX IV
- THE IDOLM@STER MASTER SPECIAL 961 “オーバーマスター” 初回限定盤（インタビュアーとして出演）

2009年
- アイマスレイディオ ゲーマガ出張版 vol.3
- THE IDOLM@STER 4th ANNIVERSARY PARTY SPECIAL DREAM TOUR'S!!
- Animelo Summer Live 2008 -Challenge- 8.31
- つきねこ ファンディスクvol.1

2010年
- Animelo Summer Live 2009 -RE:BRIDGE- 8.23
- THE IDOLM@STER STATION!!! FIRST TRAVEL
- THE IDOLM@STER STATION!!! SECOND TRAVEL〜Seaside Date〜
- アニサマ Girls Night Book favorite talk
- 今井麻美のSinger Song Gamer スーパーボーナスステージ

2011年
- THE IDOLM@STER 5th ANNIVERSARY The world is all one!!
- Live5pb.2010@JCB Hall
- 今井麻美のSinger Song Gamer Okinawa Stage
- ファミソン8BIT☆アイドルマスター BEST ALBUM + LIVE DVD
- THE IDOLM@STER 6th ANNIVERSARY SMILE SUMMER FESTIV@L!

2012年
- THE IDOLM@STER Blu-ray第4巻完全生産限定版特典DVD「ゲロゲロキッチン実写版!〜中の人でやってみた〜」
- 今井麻美のSinger Song Gamer はこねすてーじ
- Animelo Summer Live 2011 -rainbow- 8.27
- THE IDOLM@STER 7th ANNIVERSARY 765PRO ALLSTARS みんなといっしょに!

2013年
- SUPER GAMESONG LIVE 2012 -NEW GAME-
- ラジオ アイドルマスター シンデレラガールズ『デレラジ』DVD Vol.2
- TVアニメ「シュタインズ・ゲート」Blu-ray/DVD BOX（イベント映像）
- PS Vita版『STEINS;GATE 線形拘束のフェノグラム』限定版特典映像DVD「4℃のから騒ぎ」
- HiBiKi Radio Station×THE IDOLM@STER 春のP祭り

2014年
- THE IDOLM@STER 8th ANNIVERSARY HOP!STEP!!FESTIV@L!!!
- Animelo Summer Live 2013 -FLAG NINE- 8.24
- THE IDOLM@STER M@STERS OF IDOL WORLD!!2014 "PERFECT BOX!"
- TVアニメ『ノラガミ』スペシャルイベント〜あなたにご縁があらんことを〜

2015年
- コープスパーティー『如月学園』〜如月祭〜
- Animelo Summer Live 2014 -ONENESS- 8.30
- THE IDOLM@STER 9th ANNIVERSARY WE ARE M@STERPIECE!!
- ラジオCD「ミチルとザックのプラメモラジオ」vol.3（イベント「プラスティック・メモリーズ〜Memories for you〜」をDVDに映像収録）

2016年
- Animelo Summer Live 2015 -THE GATE- 8.28、8.29
- THE IDOLM@STER M@STER OF IDOL WORLD!!2015 Live Blu-ray “PERFECT BOX”
- TVアニメ『ノラガミ ARAGOTO』-MATSURIGOTO-
- THE IDOLM@STER MILLION LIVE! 3rdLIVE TOUR BELIEVE MY DRE@M!! LIVE Blu-ray 02@SENDAI

2017年
- ツキウタ。ガールズライブ2016 in 横浜
- THE IDOLM@STER PRODUCER MEETING 2017 765PRO ALLSTARS FUN TO THE NEW VISION!! EVENT Blu-ray PERFECT BOX

2018年
- THE IDOLM@STER 765 MILLIONSTARS HOTCHPOTCH FESTIV@L!! LIVE Blu-ray GOTTANI-BOX（DAY2出演のみ）

2019年
- THE IDOLM@STER ニューイヤーライブ!! 初星宴舞 LIVE Blu-ray（1月23日）
- THE IDOLM@STER PRODUCER MEETING 2018 What is TOP!!!!!!!!!!!!!? EVENT Blu-ray PERFECT BOX【完全生産限定】（7月31日）

2023年
- THE IDOLM@STER M@STERS OF IDOL WORLD!!!!! 2023 Blu-ray PERFECT BOX!!!!!

### 舞台・朗読劇
- 剣ヶ崎（1999年、石見志津子）
- カプセル兵団『ALCHEMIST－アルケミスト－』（2002年、哀川メグミ）
- カプセル兵団『ダストシューター』（2003年、レム）
- SOULPROJECT『あなたはロボット』（2006年、夏川みやび）
- 朗読と和太鼓による第11回soulstoryダンス公演「水鏡の月」（2014年、朗読パート）
- 朗読劇「Over The Galaxy」（2019年3月9日）
- 朗読劇「高杉晋作-面白きこともなき世に面白く」（2024年12月7日）[213]

### PV
- 永遠の空（2007年、A.I.E.N）
- HANABI（2012年、原由実 feat.今井麻美）
- T・H・N・P!（とってもハロウィンナナパーティー！）（2016年、三森すずこ・喜多村英梨と歌唱・共演）

### その他コンテンツ
時期不明
- NHK わたしのきもち（セリカちゃん）

2000年
- プラネタリウム 船橋「一平・さち子の天文教室」（女の子）

2009年
- あきそら 先行PV（葵ソラ）
- マイクロソフト検索エンジン Bingを使ったキャンペーン（ナナミ）

2011年
- 音声ドラマ『THE IDOLM@STER NO Make!』（如月千早）

2012年
- ラジオドラマ「LuviniaSaga ラジオドラマ」（ルミナ・フィラメント）
- ライトノベル朗読『モモキュンソード〜星と黄金の太刀〜』（第11話・第12話）
- webサイト「萌。」（もえたま）内 アバターの声（姫島・エルゼ・ベルネット）

2013年
- ライトノベル朗読『モモキュンソード〜雪と白銀の少女〜』（第23話）
- あるあるCity マスコットキャラクター（あるる姫）

2014年
- ボイスノベル『無尽合体キサラギ』（如月千早）

2015年
- 音声ドラマ『THE IDOLM@STER No Make+!』（如月千早）
- グランブルーファンタジー（ヴィーラ・リーリエ）※東京ゲームショウ2015にて公開されていたアニメPV

2016年
- オーディオドラマ『幼馴染の自動販売機にプロポーズした経緯について。』（自動販売機の精）

2018年
- 山口和也 YouTubeチャンネル『タメシビキ』 タイトルコール

2021年
- ASMR『学校で過ごしたあの子たちとの日常』 (あやめ)
- ASMR『おしごとねいろ ～看護師編～』 (水葵志築)

## ディスコグラフィ

### シングル
|         | 発売日         | タイトル                                    | 規格品番     | 規格品番              | 規格品番               | オリコン 最高位 |
| DVD付盤 | 発売日         | タイトル                                    | 通常盤       | その他盤              |                        | オリコン 最高位 |
| ------- | -------------- | ------------------------------------------- | ------------ | --------------------- | ---------------------- | --------------- |
| 1st     | 2009年4月22日  | Day by Day/Shining Blue Rain                |              | VGCD-1038             |                        | 40位            |
| 2nd     | 2009年10月21日 | Strawberry 〜甘く切ない涙〜/Kissing a dream | PCCG-90042   | PCCG-90043            | 28位                   |                 |
| 3rd     | 2010年4月21日  | Horizon                                     |              | VGCD-1047             | 59位                   |                 |
| 4th     | 2010年7月22日  | シャングリラ                                | VGCD-1060    | VGCD-1063             | 62位                   |                 |
| 5th     | 2011年2月23日  | フレーム越しの恋                            |              | FVCG-1144             | 92位                   |                 |
| 6th     | 2011年5月25日  | 遠雷                                        | FVCG-1154    | 84位                  |                        |                 |
| 7th     | 2011年8月3日   | 花の咲く場所                                | FVCG-1167    | FVCG-1168             | 61位                   |                 |
| 8th     | 2012年4月25日  | Hasta La Vista                              |              | SVWC-7843             | 46位                   |                 |
| 9th     | 2012年7月25日  | Limited Love                                | SVWC-7878/9  | SVWC-7880             | 40位                   |                 |
| 10th    | 2013年3月27日  | Dear Darling                                |              | FVCG-1233             | 35位                   |                 |
| 11th    | 2013年6月26日  | 星屑のリング                                | FVCG-1244    | FVCG-1245             | 44位                   |                 |
| 12th    | 2014年3月26日  | 漆黒のサステイン                            | FVCG-1292    | FVCG-1294             | FVCG-1293（コラボ盤）  | 24位            |
| 13th    | 2014年7月30日  | 追憶の糸車                                  |              | FVCG-1308             | FVCG-1307（コラボ盤）  | 47位            |
| 14th    | 2014年8月27日  | ヴィーナスのハルモニア                      | FVCG-1310    | FVCG-1309（コラボ盤） | 53位                   |                 |
| 15th    | 2015年6月3日   | 朝焼けのスターマイン                        | SVWC-70075/6 | SVWC-70077            | SVWC-70078（アニメ盤） | 21位            |
| 16th    | 2015年7月22日  | BABYLON 〜before the daybreak               | FVCG-1345    | FVCG-1346             |                        | 50位            |
| 17th    | 2016年7月27日  | 砂漠の雨                                    | FVCG-1380    | FVCG-1381             | 63位                   |                 |
| 18th    | 2016年10月26日 | Reunion 〜Once Again〜                      | FVCG-1399    | FVCG-1400             | FVCG-1398（ライブ盤）  | 74位            |
| 19th    | 2018年8月29日  | World-Line                                  | USSW-0109    | USSW-0110             | -                      | 29位            |
| 20th    | 2019年1月30日  | Believe in Sky                              | USSW-0143    | USSW-0144             | -                      | 39位            |

### ファンクラブ会員限定シングル
|     | 発売日        | タイトル                        | 規格品番  |
| --- | ------------- | ------------------------------- | --------- |
| 1st | 2018年9月9日  | 虹                              | FPBD-0487 |
| 2nd | 2020年8月26日 | 君の声の数だけ〜Can be strong〜 | BTMC-0001 |

### アルバム
|        | 発売日         | タイトル           | 規格品番     | 規格品番     | 規格品番    | オリコン 最高位 |
| BD付盤 | 発売日         | タイトル           | DVD付盤      | 通常盤       |             | オリコン 最高位 |
| ------ | -------------- | ------------------ | ------------ | ------------ | ----------- | --------------- |
| 1st    | 2010年11月23日 | COLOR SANCTUARY    | PCCG-90053   | PCCG-90054   | PCCG-90055  | 34位            |
| 2nd    | 2011年11月30日 | Aroma of happiness | SVWC-7809/10 | SVWC-7811/12 | SVWC-7813   | 33位            |
| 3rd    | 2012年11月28日 | Precious Sounds    | SVWC-7902/3  | SVWC-7904/5  | SVWC-7906/7 | 39位            |
| 4th    | 2013年11月27日 | この雲の果て       | FVCG-1274    | FVCG-1275    | FVCG-1276   | 38位            |
| 5th    | 2016年2月24日  | Words of GRACE     | FVCG-1365    | FVCG-1366    | FVCG-1367   | 27位            |
| 6th    | 2020年11月25日 | Gene of the earth  | USSW-0272    | USSW-0273    | USSW-0274   | 54位            |
| 7th    | 2021年12月22日 | Balancing Journey  | BTMC-0002    | BTMC-0003    | BTMC-0004   | 95位            |

|                  | 発売日         | タイトル      | 規格品番  | 規格品番  | 規格品番                                  | 規格品番  | オリコン 最高位 |
| BD付盤           | 発売日         | タイトル      | DVD付盤   | 通常盤    | FC限定盤                                  |           | オリコン 最高位 |
| ---------------- | -------------- | ------------- | --------- | --------- | ----------------------------------------- | --------- | --------------- |
| アコースティック | 2014年11月26日 | little legacy | FVCG-1323 | FVCG-1324 | FVCG-1325                                 |           | 43位            |
| コンプリート     | 2017年5月16日  | rinascita     | USSW-0034 |           |                                           |           | 65位            |
| ミニ             | 2019年11月27日 | Flow of time  |           |           | USSW-0219                                 |           | 48位            |
| ミニ 2nd         | 2024年6月26日  | Uneriba       |           |           | BTMC-0022（通常盤A） BTMC-0023（通常盤B） | BTMC-0024 | -               |

### 配信楽曲
|   | 配信開始日    | 楽曲                                 | 備考 |
| - | ------------- | ------------------------------------ | --- |
| 1 | 2011年7月1日  | いっしょ。                           | 2011年7月1日から12月31日まで期間限定で、東日本大震災チャリティーソングとしてダウンロード配信。 後に3rdアルバム『Precious Sounds』にボーナス・トラックとして収録される形でCD化した。 今井が初めて自ら作詞・作曲に挑戦した楽曲。編曲はプロデューサーの濱田智之が担当している。 |
| 2 | 2016年3月31日 | 朝焼けのスターマイン -acoustic arr.- | アニソンオーディオVol.3特別付録、撮り下ろしハイレゾ音源 |
| 3 | 2016年8月10日 | sp-RING-time〜退夢ちゃんver.〜       | ハイレゾ音源配信 |
| 4 | 2021年6月2日  | タンジェリンの海                     | 2021年初冬に発売予定の完全オリジナルニューアルバムに収録される楽曲の先行配信。 |
| 5 | 2021年7月7日  | 永遠の歌                             | 2021年初冬に発売予定の完全オリジナルニューアルバムに収録される楽曲の先行配信。 |
| 6 | 2023年6月12日 | Laters                               | ゲームアプリ『アークナイツ』YouTube公式チャンネル先行配信。 |

### 映像作品

#### ライブビデオ
|     | 発売日            | タイトル                                                                   | 規格品番   | 規格品番   | オリコン 最高位 |
| BD  | 発売日            | タイトル                                                                   | DVD        |            | オリコン 最高位 |
| --- | ----------------- | -------------------------------------------------------------------------- | ---------- | ---------- | --------------- |
| 1st | 2011年8月31日     | 今井麻美 バースデーライブ2011 -at Shibuya O-EAST-                          | ZMXH-7413  | ZMBH-7414  | 21位            |
| 2nd | 2012年5月30日     | Live Tour Aroma of happiness -2011.12.25 at SHIBUYA-AX-                    | ANSX-56060 | ANSB-56060 | 28位            |
| 3rd | 2013年5月29日     | 今井麻美 5th Live Precious Sounds -2012.12.22 at SHIBUYA-AX-               | ZMXH-8661  | ZMBH-8662  | 36位            |
| 4th | 2013年12月25日    | 今井麻美 Birthday Live 2013 in 日本青年館 -blue stage-                     | ZMXH-9099  | ZMBH-9100  | 103位           |
| 5th | 2013年12月25日    | 今井麻美 Birthday Live 2013 in 日本青年館 -orange stage-                   | ZMXH-9101  | ZMBH-9102  | 105位           |
| 6th | 2015年1月28日     | 今井麻美 Birthday Live 2014 in TOKYO DOME CITY HALL                        | ZMXH-9811  | ZMBH-9812  | 61位            |
| 7th | 2015年2月14日     | 今井麻美 この雲の果て7thソロライブツアーファイナル@あるあるCity            |            | ARCT0001   |                 |
| 8th | 2021年4月21日     | 今井麻美 Winter Live「Flow of time」 – 2019.12.26 at EX THEATER ROPPONGI – | BTMB-0001  | BTMD-0001  |                 |
| 9th | 2021年9月22日予定 | 今井麻美 Live2020 Sing in your heart                                       | BTMB-0002  | BTMD-0002  |                 |

#### ミュージックビデオ集
|     | 発売日        | タイトル                                   | 規格品番   | オリコン 最高位 |
| --- | ------------- | ------------------------------------------ | ---------- | --------------- |
| 1st | 2013年8月28日 | 今井麻美 Music Video Collection 2009〜2012 | ZMXH-8847  | 45位            |
| 2nd | 2017年3月24日 | 今井麻美 Music Video Collection 2013〜2015 | ZMXH-11025 | 96位            |

#### ライブ映像配信
- アニサマ Girls Night 2010（ニコニコ生放送で有料配信：2010年11月3日のライブの模様がニコニコ生放送で放送された、会場：Zepp Tokyo）
- 今井麻美＆原由実 ソロライブ映像特集（2015年5月27日配信開始）
- 今井麻美＜Birthday Live 2015 "Wonder Place"＞（2015年11月25日配信開始）

### タイアップ曲
| 楽曲                                | タイアップ                                                                                           | 時期   |
| ----------------------------------- | --- | ------ |
| Day by Day                          | ゲーム『ケメコデラックス!DS〜ヨメとメカと男と女〜』エンディングテーマ                                | 2009年 |
| Shining Blue Rain                   | テレビ番組『アニソンぷらす』3月度オープニングテーマ                                                  | 2009年 |
| It's a fine day                     | PSP専用ゲームソフト『Ever17 -the out of infinity- Premium Edition』オープニングテーマ                | 2009年 |
| The Azure〜碧の記憶〜               | PSP専用ゲームソフト『Ever17 -the out of infinity- Premium Edition』エンディングテーマ                | 2009年 |
| Strawberry〜甘く切ない涙〜          | テレビアニメ『にゃんこい!』エンディングテーマ                                                        | 2009年 |
| Kissing a dream                     | ゲーム『大正野球娘。〜乙女達乃青春日記〜』オープニングテーマ                                         | 2009年 |
| Aquaのキセキ                        | ゲーム『のーふぇいと! -only the power of will-』エンディングテーマ                                   | 2010年 |
| 蒼穹ノ月                            | ゲーム『のーふぇいと! -only the power of will-』イメージソング                                       | 2010年 |
| Horizon                             | PCゲーム『白銀のカルと蒼空の女王』オープニングテーマ                                                 | 2010年 |
| SPARKLE                             | Webラジオ『今井麻美のSinger Song Gamer』オープニングテーマ                                           | 2010年 |
| regret                              | Webラジオ『今井麻美のSinger Song Gamer』イメージソング                                               | 2010年 |
| シャングリラ                        | ゲーム『コープスパーティー ブラッドカバー リピーティッドフィアー』オープニングテーマ                 | 2010年 |
| シャングリラ                        | テレビ番組『アニソ〜ンぷらす』7月度オープニングテーマ                                                | 2010年 |
| ほんの少しの幸せ                    | ゲーム『メモリーズオフ ゆびきりの記憶』エンディングテーマ                                            | 2010年 |
| フレーム越しの恋                    | OVA『眼鏡なカノジョ』オープニングテーマ                                                              | 2010年 |
| COLOR SANCTUARY                     | テレビ番組『アニソ〜ンぷらす』11月度オープニングテーマ                                               | 2010年 |
| 遠雷                                | Xbox 360専用ゲームソフト『Ever17』エンディングテーマ                                                 | 2011年 |
| 想いの羽根〜Angelic White〜         | ゲーム『白衣性恋愛症候群』オープニングテーマ                                                         | 2011年 |
| 海と空と君と                        | Webラジオ『今井麻美のSinger Song Gamer』イメージソング                                               | 2011年 |
| 花の咲く場所                        | ゲーム『コープスパーティー Book of Shadows』オープニングテーマ                                       | 2011年 |
| Promised Land                       | ゲーム『DUNAMIS15』エンディングテーマ                                                                | 2011年 |
| DEPARTURE                           | PSP専用ゲームソフト『白銀のカルと蒼空の女王』オープニングテーマ                                      | 2011年 |
| Aroma of happiness                  | テレビ番組『アニソンぷらす』11月度オープニングテーマ                                                 | 2011年 |
| Faraway〜最後の夢〜                 | ゲーム『プラネットフロンティア』オープニングテーマ                                                   | 2011年 |
| struggle                            | ラジオ『今井麻美のSinger Song Gamer』エンディングテーマ                                              | 2012年 |
| Hasta La Vista                      | テレビ番組『アニソンぷらす』4月度オープニングテーマ                                                  | 2012年 |
| Hasta La Vista                      | テレビ番組『アニメTV』4月度オープニングテーマ                                                        | 2012年 |
| Limited Love                        | ゲーム『コープスパーティー -THE ANTHOLOGY- サチコの恋愛遊戯♥Hysteric Birthday 2U』オープニングテーマ | 2012年 |
| Limited Love                        | テレビ番組『アニメTV』8月度オープニングテーマ                                                        | 2012年 |
| Precious Sounds〜風が残していった〜 | テレビ番組『アニソンぷらす』11月度オープニングテーマ                                                 | 2012年 |
| Precious Sounds〜風が残していった〜 | テレビ番組『アニメTV』11月度オープニングテーマ                                                       | 2012年 |
| Dear Darling                        | テレビ番組『アニメTV』？月度エンディングテーマ                                                       | 2013年 |
| 星屑のリング                        | OVA『コープスパーティー Tortured Souls -暴虐された魂の呪叫-』オープニングテーマ                      | 2013年 |
| 星屑のリング                        | テレビ番組『アニメDON!』6月度オープニングテーマ                                                      | 2013年 |
| Tender Is The Night                 | PS3＆Xbox 360専用ゲームソフト『DISORDER6』エンディングテーマ                                         | 2013年 |
| 夏色Sunshine Flower                 | PS3＆PSP専用ゲームソフト『向日葵の教会と長い夏休み -extra vacation-』鮎ヶ瀬月子エンディングテーマ    | 2013年 |
| 無限旋律                            | PS3専用ゲームソフト『英雄*戦姫』オープニングテーマ                                                   | 2013年 |
| この雲の果て                        | テレビ番組『アニメDON!』11月度オープニングテーマ                                                     | 2013年 |
| 漆黒のサステイン                    | ゲーム『超女神信仰 ノワール 激神ブラックハート』オープニングテーマ                                   | 2014年 |
| 漆黒のサステイン                    | テレビ番組『アニメDON!』3月度エンディングテーマ                                                      | 2014年 |
| 化身                                | ゲーム『コープスパーティー BLOOD DRIVE』2ndオープニングテーマ                                        | 2014年 |
| 追憶の糸車                          | ゲーム『神様と運命覚醒のクロステーゼ』エンディングテーマ                                             | 2014年 |
| ヴィーナスのハルモニア              | ゲーム『超次元アクション ネプテューヌU』オープニングテーマ                                           | 2014年 |
| クロガネ                            | ゲーム『クロガネ回姫譚-閃夜一夜-』オープニングテーマ                                                 | 2015年 |
| Sunny Place                         | ゲーム『白衣性愛情依存症』オープニングテーマ                                                         | 2015年 |
| 朝焼けのスターマイン                | テレビアニメ『プラスティック・メモリーズ』エンディングテーマ                                         | 2015年 |
| シャングリラ（2015ver.）            | 3DS専用ゲームソフト『コープスパーティー ブラッドカバー リピーティッドフィアー』オープニングテーマ    | 2015年 |
| BABYLON 〜before the daybreak       | 映画『コープスパーティー』主題歌                                                                     | 2015年 |
| Words of GRACE〜冬のダリア〜        | テレビ番組『アニメマシテ』2月度オープニングテーマ                                                    | 2016年 |
| 砂漠の雨                            | 映画『コープスパーティー Book of Shadows』主題歌                                                     | 2016年 |
| Reunion〜Once Again〜               | PS Vita専用ゲームソフト『プラスティック・メモリーズ』エンディングテーマ                              | 2016年 |
| Fanfare!                            | スマホゲーム『A lot of Stories』主題歌                                                               | 2016年 |
| World-Line                          | テレビアニメ『シュタインズ・ゲート ゼロ』後期エンディングテーマ                                      | 2018年 |
| Believe in Sky                      | テレビアニメ『ぱすてるメモリーズ』オープニングテーマ                                                 | 2019年 |
| 懐かしい街                          | ゲーム『夢現Re:Master』エンディングテーマ                                                            | 2019年 |
| 何度目かの君へ                      | テレビ番組『ひっかかりニーチェ』5月度エンディングテーマ                                              | 2025年 |

### 歌手参加作品
| 発売日         | 商品名                                                                         | 歌 | 楽曲                                                   | 備考                                                                                                 |
| 2008年         | 2008年                                                                         | 2008年 | 2008年                                                 | 2008年                                                                                               |
| -------------- | ------------------------------------------------------------------------------ | --- | ------------------------------------------------------ | --- |
| 5月21日        | 太鼓の達人 オリジナルサウンドトラック「サントラ2008」                          | 今井麻美 | 「七色ハーモニー」                                     | ゲーム『太鼓の達人』関連曲                                                                           |
| 2009年         |                                                                                | |                                                        | |
| 7月23日        | Infinity+Integral perfect Vocals                                               | 今井麻美 | 「It's a fine day」                                    | ゲーム『Ever17 -the out of infinity- Premium Edition』オープニングテーマ                             |
| 7月23日        | Infinity+Integral perfect Vocals                                               | 今井麻美 | 「The Azure〜碧の記憶〜」                              | ゲーム『Ever17 -the out of infinity- Premium Edition』エンディングテーマ                             |
| 11月18日       | ねこねこ音頭                                                                   | 榊原ゆい、今井麻美、福井裕佳梨 | 「ねこねこ音頭」                                       | テレビアニメ『にゃんこい!』挿入歌                                                                    |
| 11月18日       | ねこねこ音頭                                                                   | 今井麻美 | 「紅任侠道」                                           | テレビアニメ『にゃんこい!』挿入歌                                                                    |
| 2010年         |                                                                                | |                                                        | |
| 2月25日        | のーふぇいと! -only the power of will- ちょっとカオスな特典CD                  | 今井麻美 | 「Aquaのキセキ」                                       | ゲーム『のーふぇいと! -only the power of will-』エンディングテーマ                                   |
| 2月25日        | のーふぇいと! -only the power of will- ちょっとカオスな特典CD                  | 今井麻美 | 「蒼穹ノ月」                                           | ゲーム『のーふぇいと! -only the power of will-』イメージソング                                       |
| 6月16日        | 今井麻美のSinger Song Gamer ボーナスステージ                                   | 今井麻美 | 「SPARKLE」                                            | ラジオ『今井麻美のSinger Song Gamer』オープニングテーマ                                              |
| 11月2日        | アニサマ GIRLS NIGHT Book favorite talk                                        | アニサマGIRLS 2010 | 「熱帯夜Girls」                                        | ライブイベント『アニサマ Girls Night 2010』テーマソング                                              |
| 12月24日       | 今井麻美のSinger Song Gamer スーパーボーナスステージ                           | 今井麻美 | 「SPARKLE -in the snow-」 「満天星〜金木犀の咲く頃〜」 | ラジオ『今井麻美のSinger Song Gamer』関連曲                                                          |
| 2011年         |                                                                                | |                                                        | |
| 3月21日        | 太鼓の達人 オリジナルサウンドトラック「フルコンボ!」                           | 天子（今井麻美） | 「天妖ノ舞」                                           | ゲーム『太鼓の達人』関連曲                                                                           |
| 6月15日        | 今井麻美のSinger Song Gamer Okinawa Stage                                      | 今井麻美 | 「海と空と君と」                                       | ラジオ『今井麻美のSinger Song Gamer』イメージソング                                                  |
| 9月1日         | コープスパーティー Book of Shadows SPECIAL CD                                  | 今井麻美 | 「シャングリラ -Piano Arrange-」                       | ゲーム『コープスパーティー Book of Shadows』関連曲                                                   |
| 2012年         |                                                                                | |                                                        | |
| 3月7日         | 今井麻美のSinger Song Gamer はこねすてーじ                                     | 今井麻美 | 「struggle」                                           | ラジオ『今井麻美のSinger Song Gamer』エンディングテーマ                                              |
| 8月22日        | HANABI                                                                         | 原由実 feat.今井麻美 | 「HANABI」                                             | ゲーム『コープスパーティー -THE ANTHOLOGY- サチコの恋愛遊戯♥Hysteric Birthday 2U』エンディングテーマ |
| 8月22日        | HANABI                                                                         | 原由実、今井麻美（コーラス担当） | 「天ノ紅」                                             | ゲーム『コープスパーティー -THE ANTHOLOGY- サチコの恋愛遊戯♥Hysteric Birthday 2U』挿入歌             |
| 9月5日         | 今井麻美のSSG アフィリア・サーガステージ ドキドキ疾風迅雷編/ワクワク天地創造編 | 今井麻美 | 「散花の祈り」                                         | ラジオ『今井麻美のSinger Song Gamer』関連曲                                                          |
| 2013年         |                                                                                | |                                                        | |
| 5月1日         | 今井麻美のSSG Singer Song Stage                                                | 今井麻美 | 「たからもの」                                         | ラジオ『今井麻美のSinger Song Gamer』関連曲                                                          |
| 2015年         |                                                                                | |                                                        | |
| 6月17日        | ハジマレ, THE GATE!!                                                           | angela、昆夏美、今井麻美、井口裕香、春奈るな、GRANRODEO、小野賢章、i☆Ris、内田真礼、内田彩、Pile、鈴木このみ、ゆいかおり、TRUSTRICK、ミルキィホームズ、ZAQ、黒崎真音 | 「ハジマレ, THE GATE!!」                               | ライブイベント『Animelo Summer Live 2015 -THE GATE-』テーマソング                                    |
| 2019年         |                                                                                | |                                                        | |
| 5月29日        | Over The Galaxy〜メッセージ〜                                                  | 今井麻美 | 「Over The Galaxy〜君が聴こえる〜」                    | |
| 5月29日        | Over The Galaxy〜メッセージ〜                                                  | MISSION、今井麻美 | 「Over The Galaxy」                                    | |
| 2020年         |                                                                                | |                                                        | |
| 11月25日       | WORLD DISTONATION                                                              | DUAL ALTER WORLD | STAR ENHANCER                                          | |
| 2021年         |                                                                                | |                                                        | |
| 6月23日        | アナザーエデン オリジナルサウンドトラック4                                     | Various Artists | 思いでの辿る道～時のゆりかご～                         | |
| 2024年         |                                                                                | |                                                        | |
| 2024年12月25日 | 3 Colors in Christmas                                                          | 今井麻美、立花理香、MoeMi | White Christmas                                        | 今井麻美、立花理香、MoeMiによる クリスマス・カバーアルバム。                                         |
| 2024年12月25日 | 3 Colors in Christmas                                                          | 今井麻美 | Ave Maria（カッチーニ）                                | 今井麻美、立花理香、MoeMiによる クリスマス・カバーアルバム。                                         |
| 2024年12月25日 | 3 Colors in Christmas                                                          | 立花理香（コーラス：今井麻美） | ジングルベル                                           | 今井麻美、立花理香、MoeMiによる クリスマス・カバーアルバム。                                         |
| 2024年12月25日 | 3 Colors in Christmas                                                          | 今井麻美（コーラス：立花理香） | サンタが街にやってくる                                 | 今井麻美、立花理香、MoeMiによる クリスマス・カバーアルバム。                                         |
| 2024年12月25日 | 3 Colors in Christmas                                                          | MoeMi（コーラス：今井麻美） | きよしこの夜                                           | 今井麻美、立花理香、MoeMiによる クリスマス・カバーアルバム。                                         |
| 2024年12月25日 | 3 Colors in Christmas                                                          | 今井麻美 | 牧人ひつじを                                           | 今井麻美、立花理香、MoeMiによる クリスマス・カバーアルバム。                                         |
| 2024年12月25日 | 3 Colors in Christmas                                                          | 今井麻美、立花理香、MoeMi | 3 Colors in Christmas                                  | 今井麻美、立花理香、MoeMiによる クリスマス・カバーアルバム。                                         |

### キャラクターソング
| 発売日         | 商品名 | 歌 | 楽曲 | 備考                                                                                             |
| -------------- | --- | --- | --- | ------------------------------------------------------------------------------------------------ |
| 2004年11月3日  | センチメンタルプレリュード サウンドトラック                                                                                | 仁科あゆみ（堀江由衣）、篠原さおり（松来未祐）、永瀬藍子（今井麻美） | 「風のささやき」 | ゲーム『センチメンタルプレリュード』オープニングテーマ                                           |
| 2004年11月3日  | センチメンタルプレリュード サウンドトラック                                                                                | SPガールズ | 「想い出がいっぱい」 | ゲーム『センチメンタルプレリュード』エンディングテーマ                                           |
| 2005年1月26日  | 至純花/黄昏少女 | らいむ隊Army | 「至純花」 | ゲーム・テレビアニメ『らいむいろ流奇譚X CROSS〜恋、教ヘテクダサイ。〜』オープニングテーマ        |
| 2005年1月26日  | 至純花/黄昏少女 | らいむ隊Army | 「黄昏少女」 | ゲーム・テレビアニメ『らいむいろ流奇譚X CROSS〜恋、教ヘテクダサイ。〜』エンディングテーマ        |
| 2005年2月23日  | らいむいろ流奇譚X CROSS〜恋、教ヘテクダサイ。〜 CHARACTER VOCAL COLLECTION                                                 | 直江シュロ（今井麻美） | 「二つの太陽」 | テレビアニメ『らいむいろ流奇譚X CROSS〜恋、教ヘテクダサイ。〜』関連曲                            |
| 2005年2月23日  | らいむいろ流奇譚X CROSS〜恋、教ヘテクダサイ。〜 CHARACTER VOCAL COLLECTION                                                 | 直江シュロ（今井麻美）、井伊錦（柏木弘美）、服部かすり（水野愛日） | 「血のかよう拳」 | ゲーム『らいむいろ流奇譚X CROSS〜恋、教ヘテクダサイ。〜』挿入歌                                  |
| 2005年11月2日  | THE IDOLM@STER MASTERPIECE 02 9:02pm                                                                                       | 三浦あずさ（たかはし智秋）、如月千早（今井麻美）、菊地真（平田宏美） | 「9:02pm（M@STER VERSION）」 「THE IDOLM@STER（ACM VERSION）」 | ゲーム『THE IDOLM@STER（アーケード）』関連曲                                                     |
| 2005年11月2日  | THE IDOLM@STER MASTERPIECE 02 9:02pm                                                                                       | 如月千早（今井麻美） | 「蒼い鳥」 | ゲーム『THE IDOLM@STER（アーケード）』関連曲                                                     |
| 2006年3月22日  | THE IDOLM@STER MASTERPIECE 04                                                                                              | 天海春香（中村繪里子）、水瀬伊織（釘宮理恵）、如月千早（今井麻美） | 「太陽のジェラシー（M@STER VERSION）」 | ゲーム『THE IDOLM@STER（アーケード）』関連曲                                                     |
| 2006年3月22日  | THE IDOLM@STER MASTERPIECE 04                                                                                              | 如月千早（今井麻美）、萩原雪歩（落合祐里香）、秋月律子（若林直美） | 「First Stage」 | ゲーム『THE IDOLM@STER（アーケード）』関連曲                                                     |
| 2006年3月22日  | THE IDOLM@STER MASTERPIECE 04                                                                                              | 水瀬伊織（釘宮理恵）、天海春香（中村繪里子）、如月千早（今井麻美） | 「おはよう!! 朝ご飯」 | ゲーム『THE IDOLM@STER（アーケード）』関連曲                                                     |
| 2006年3月22日  | THE IDOLM@STER MASTERPIECE 04                                                                                              | 天海春香（中村繪里子）、如月千早（今井麻美）、萩原雪歩（落合祐里香）、高槻やよい（仁後真耶子）、秋月律子（若林直美）、三浦あずさ（たかはし智秋）、水瀬伊織（釘宮理恵）、菊地真（平田宏美）、双海亜美 / 真美（下田麻美）                                                  | 「THE IDOLM@STER」 | ゲーム『THE IDOLM@STER（アーケード）』関連曲                                                     |
| 2006年5月31日  | THE IDOLM@STER MASTERPIECE 05                                                                                              | 「THE IDOLM@STER（M@STER VERSION -REMIX-）」 | 天海春香（中村繪里子）、如月千早（今井麻美）、萩原雪歩（落合祐里香）、高槻やよい（仁後真耶子）、秋月律子（若林直美）、三浦あずさ（たかはし智秋）、水瀬伊織（釘宮理恵）、菊地真（平田宏美）、双海亜美 / 真美（下田麻美） | ゲーム『THE IDOLM@STER（アーケード）』関連曲                                                     |
| 2006年5月31日  | THE IDOLM@STER MASTERPIECE 05                                                                                              | 如月千早（今井麻美）、三浦あずさ（たかはし智秋）、秋月律子（若林直美） | 「蒼い鳥（M@STER VERSION）」 | ゲーム『THE IDOLM@STER（アーケード）』関連曲                                                     |
| 2006年7月19日  | THE IDOLM@STER MASTER BOX                                                                                                  | 如月千早（今井麻美） | 「THE IDOLM@STER」 「太陽のジェラシー」 「First Stage」 「おはよう!! 朝ご飯」 「魔法をかけて!」 「9:02pm」 「Here we go!!」 「エージェント夜を往く」 「ポジティブ!」 | ゲーム『THE IDOLM@STER（アーケード）』関連曲                                                     |
| 2006年12月20日 | THE IDOLM@STER MASTERWORK 00 私はアイドル♡                                                                                 | 星井美希（長谷川明子）、天海春香（中村繪里子）、如月千早（今井麻美） | 「私はアイドル♡」 「神さまのBirthday」 | ゲーム『THE IDOLM@STER（Xbox 360）』関連曲                                                       |
| 2006年12月20日 | THE IDOLM@STER MASTERWORK 00 私はアイドル♡                                                                                 | IM@S ALLSTARS | 「THE IDOLM@STER」 | ゲーム『THE IDOLM@STER（Xbox 360）』関連曲                                                       |
| 2007年1月18日  | THE IDOLM@STER Your Song                                                                                                   | 如月千早（今井麻美） | 「鳥の詩」 | ゲーム『THE IDOLM@STER（Xbox 360）』関連曲                                                       |
| 2007年2月28日  | THE IDOLM@STER MASTERWORK 02 relations                                                                                     | 星井美希（長谷川明子）、如月千早（今井麻美） | 「relations（M@STER VERSION）」 | ゲーム『THE IDOLM@STER（Xbox 360）』関連曲                                                       |
| 2007年4月28日  | Gratitude グラッティテュード・感謝                                                                                         | 如月千早（今井麻美） | 「空へ…」 「オリビアを聴きながら」 「Jupiter」 「ふたりのもじぴったん」 | ゲーム『THE IDOLM@STER（Xbox 360）』関連曲                                                       |
| 2007年7月4日   | THE IDOLM@STER MASTER BOX II                                                                                               | 如月千早（今井麻美） | 「GO MY WAY!!」 「思い出をありがとう」 「relations」 「まっすぐ」 「My Best Friend」 「私はアイドル♡」 | ゲーム『THE IDOLM@STER（Xbox 360）』関連曲                                                       |
| 2007年8月22日  | THE IDOLM@STER MASTER ARTIST 05 如月千早                                                                                   | 如月千早（今井麻美） | 「目が逢う瞬間」 「まっくら森の歌」 「神様のBirthday」 「relations（M@STER VERSION）」 「i」 | ゲーム『THE IDOLM@STER（Xbox 360）』関連曲                                                       |
| 2007年10月24日 | THE IDOLM@STER MASTER ARTIST FINALE 765プロ ALLSTARS                                                                       | IM@S ALLSTARS+ | 「i」 | ゲーム『THE IDOLM@STER（Xbox 360）』関連曲                                                       |
| 2007年10月24日 | THE IDOLM@STER MASTER ARTIST FINALE 765プロ ALLSTARS                                                                       | IM@S ALLSTARS | 「団結」 | ゲーム『THE IDOLM@STER（Xbox 360）』関連曲                                                       |
| 2007年12月19日 | THE IDOLM@STER Christmas for you!                                                                                          | 如月千早（今井麻美） | 「PEARL-WHITE EVE」 | ゲーム『THE IDOLM@STER（Xbox 360）』関連曲                                                       |
| 2007年12月19日 | THE IDOLM@STER Christmas for you!                                                                                          | 天海春香（中村繪里子）、如月千早（今井麻美）、高槻やよい（仁後真耶子）、菊地真（平田宏美）、星井美希（長谷川明子） | 「メリー」 「サンタが町にやってくる」 | ゲーム『THE IDOLM@STER（Xbox 360）』関連曲                                                       |
| 2008年2月13日  | THE IDOLM@STER MASTER LIVE 00 shiny smile                                                                                  | 天海春香（中村繪里子）、如月千早（今井麻美）、秋月律子（若林直美） | 「shiny smile（M@STER VERSION）」 | ゲーム『THE IDOLM@STER LIVE FOR YOU!』関連曲                                                     |
| 2008年3月27日  | ラジオDX セガダイレクトさよならCD Tschuess! セガダイレクト最後の聖戦！                                                     | スキャミン（今井麻美） | 「さよならからもう一度」 |                                                                                                  |
| 2008年4月16日  | THE IDOLM@STER MASTER LIVE 02 REM@STER-B                                                                                   | 如月千早（今井麻美） | 「エージェント夜を往く（REM@STER-B）」 | ゲーム『THE IDOLM@STER LIVE FOR YOU!』関連曲                                                     |
| 2008年4月16日  | THE IDOLM@STER MASTER LIVE 02 REM@STER-B                                                                                   | 如月千早（今井麻美）、音無小鳥（滝田樹里）、萩原雪歩（落合祐里香） | 「私はアイドル♡（REM@STER-B）」 | ゲーム『THE IDOLM@STER LIVE FOR YOU!』関連曲                                                     |
| 2008年4月16日  | THE IDOLM@STER MASTER LIVE 02 REM@STER-B                                                                                   | 如月千早（今井麻美）、水瀬伊織（釘宮理恵）、秋月律子（若林直美）、菊地真（平田宏美）、萩原雪歩（落合祐里香）、音無小鳥（滝田樹里） | 「It's Show」 | ゲーム『THE IDOLM@STER LIVE FOR YOU!』関連曲                                                     |
| 2008年4月30日  | THE IDOLM@STER MASTER BOX III                                                                                              | 如月千早（今井麻美） | 「蒼い鳥（REMIX-A）」 「おはよう!! 朝ご飯（REMIX-A）」 「9:02pm（REMIX-A）」 「太陽のジェラシー（REMIX-A）」 「魔法をかけて!（REMIX-A）」 「エージェント夜を往く（REMIX-A）」 「Here we go!!（REMIX-A）」 「First Stage（REMIX-A）」 「ポジティブ!（REMIX-A）」 「THE IDOLM@STER（REMIX-A）」 「GO MY WAY!!（REMIX-A）」 「思い出をありがとう（REMIX-A）」 「relations（REMIX-A）」 「まっすぐ（REMIX-A）」 「My Best Friend（REMIX-A）」 「私はアイドル♡（REMIX-A）」  | ゲーム『THE IDOLM@STER LIVE FOR YOU!』関連曲                                                     |
| 2008年6月18日  | THE IDOLM@STER MASTER LIVE 04 my song                                                                                      | 如月千早（今井麻美） | 「魔法をかけて!（REM@STER-B）」 | ゲーム『THE IDOLM@STER LIVE FOR YOU!』関連曲                                                     |
| 2008年6月18日  | THE IDOLM@STER MASTER LIVE 04 my song                                                                                      | 如月千早（今井麻美）、萩原雪歩（落合祐里香） | 「inferno」 | ゲーム『THE IDOLM@STER LIVE FOR YOU!』関連曲                                                     |
| 2008年6月25日  | ファミソン8BIT☆アイドルマスター05 如月千早 / 水瀬伊織                                                                      | 如月千早（今井麻美）、水瀬伊織（釘宮理恵） | 「思い出をありがとう（『トイポップ』ファミソン8BIT MIX）」 「Here we go!!（『ディグダグII』ファミソン8BIT MIX）」 「蒼い鳥（『ドラゴンスピリット』ファミソン8BIT MIX）」 「GO MY WAY!!（Dream Match MIX）」 | ゲーム『THE IDOLM@STER』関連曲                                                                   |
| 2008年6月25日  | ファミソン8BIT☆アイドルマスター05 如月千早 / 水瀬伊織                                                                      | 如月千早（今井麻美） | 「Fly High!（『ドラゴンスピリット』NEW SONG）」 | ゲーム『THE IDOLM@STER』関連曲                                                                   |
| 2008年8月22日  | THE IDOLM@STER MASTER LIVE ENCORE                                                                                          | 如月千早（今井麻美） | 「GO MY WAY!!（REM@STER-B）」 | ゲーム『THE IDOLM@STER LIVE FOR YOU!』関連曲                                                     |
| 2008年9月24日  | THE IDOLM@STER MASTER BOX IV                                                                                               | 如月千早（今井麻美） | 「蒼い鳥（REMIX-B）」 「おはよう!! 朝ご飯（REMIX-B）」 「9:02pm（REMIX-B）」 「太陽のジェラシー（REMIX-B）」 「魔法をかけて！（REMIX-B）」 「エージェント夜を往く（REMIX-B）」 「Here we go!!（REMIX-B）」 「First Stage（REMIX-B）」 「ポジティブ!（REMIX-B）」 「THE IDOLM@STER（REMIX-B）」 「GO MY WAY!!（REMIX-B）」 「思い出をありがとう（REMIX-B）」 「relations（REMIX-B）」 「まっすぐ（REMIX-B）」 「My Best Friend（REMIX-B）」 「私はアイドル♡（REMIX-B）」 | ゲーム『THE IDOLM@STER LIVE FOR YOU!』関連曲                                                     |
| 2008年9月26日  | ティンクル☆くるせいだーす きらきらサウンドステージ#05 紫央&エミリナ                                                        | 飛鳥井紫央（長谷川明子）、エミリナ（今井麻美） | 「twinkle days」 「Wireless Cosmic」 | ゲーム『ティンクル☆くるせいだーすGoGo!』関連曲                                                   |
| 2008年11月19日 | THE IDOLM@STER BEST ALBUM 〜MASTER OF MASTER〜                                                                             | 如月千早（今井麻美） | 「蒼い鳥（M@STER VERSION）」 | ゲーム『THE IDOLM@STER』関連曲                                                                   |
| 2008年11月19日 | THE IDOLM@STER BEST ALBUM 〜MASTER OF MASTER〜                                                                             | 星井美希（長谷川明子）、如月千早（今井麻美） | 「思い出をありがとう（M@STER VERSION）」 | ゲーム『THE IDOLM@STER』関連曲                                                                   |
| 2008年11月19日 | THE IDOLM@STER BEST ALBUM 〜MASTER OF MASTER〜                                                                             | 水瀬伊織（釘宮理恵）、如月千早（今井麻美）、菊地真（平田宏美） | 「GO MY WAY!!（M@STER VERSION）」 | ゲーム『THE IDOLM@STER』関連曲                                                                   |
| 2008年11月19日 | THE IDOLM@STER BEST ALBUM 〜MASTER OF MASTER〜                                                                             | 如月千早（今井麻美）、萩原雪歩（落合祐里香）、三浦あずさ（たかはし智秋） | 「神さまのBirthday」 | ゲーム『THE IDOLM@STER』関連曲                                                                   |
| 2008年11月19日 | THE IDOLM@STER BEST ALBUM 〜MASTER OF MASTER〜                                                                             | 三浦あずさ（たかはし智秋）、水瀬伊織（釘宮理恵）、如月千早（今井麻美） | 「my song（M@STER VERSION）」 | ゲーム『THE IDOLM@STER』関連曲                                                                   |
| 2008年11月19日 | THE IDOLM@STER BEST ALBUM 〜MASTER OF MASTER〜                                                                             | IM@S ALLSTARS | 「GO MY WAY!!」 「THE IDOLM@STER」 | ゲーム『THE IDOLM@STER』関連曲                                                                   |
| 2008年12月10日 | THE IDOLM@STER MASTER SPECIAL 765 “Colorful Days”                                                                          | 天海春香（中村繪里子）、如月千早（今井麻美）、双海亜美（下田麻美） | 「Colorful Days（M@STER VERSION）」 「スキ」 | ゲーム『THE IDOLM@STER SP』関連曲                                                                |
| 2008年12月10日 | THE IDOLM@STER MASTER SPECIAL 765 “Colorful Days”                                                                          | 天海春香（中村繪里子）、如月千早（今井麻美）、高槻やよい（仁後真耶子） | 「サイレント ナイト」 | ゲーム『THE IDOLM@STER SP』関連曲                                                                |
| 2009年3月18日  | THE IDOLM@STER MASTER BOX V                                                                                                | 如月千早（今井麻美） | 「shiny smile」 「Do-Dai」 「my song」 「ふるふるフューチャー☆」 「神さまのBirthday」 | ゲーム『THE IDOLM@STER LIVE FOR YOU!』関連曲                                                     |
| 2009年4月1日   | THE IDOLM@STER MASTER SPECIAL 03 如月千早・我那覇響                                                                        | 如月千早（今井麻美） | 「arcadia」 「遠い音楽」 「inferno」 | ゲーム『THE IDOLM@STER SP』関連曲                                                                |
| 2009年4月1日   | THE IDOLM@STER MASTER SPECIAL 03 如月千早・我那覇響                                                                        | 如月千早（今井麻美）、我那覇響（沼倉愛美） | 「Do-Dai（REM@STER-B）」 | ゲーム『THE IDOLM@STER SP』関連曲                                                                |
| 2009年4月1日   | THE IDOLM@STER MASTER SPECIAL 03 如月千早・我那覇響                                                                        | 我那覇響（沼倉愛美）、如月千早（今井麻美） | 「L・O・B・M」 | ゲーム『THE IDOLM@STER SP』関連曲                                                                |
| 2009年5月17日  | THE IDOLM@STER MASTER BOX catalog 08,09,11 COMPLETE                                                                        | 如月千早（今井麻美） | 「shiny smile（REMIX-A）」 「Do-Dai（REMIX-A）」 「my song（REMIX-A）」 「i（REMIX-A）」 「shiny smile（REMIX-B）」 「Do-Dai（REMIX-B）」 「my song（REMIX-B）」 「i（REMIX-B）」 | ゲーム『THE IDOLM@STER LIVE FOR YOU!』関連曲                                                     |
| 2009年7月29日  | ぷよぷよのうた | あんどうりんご（今井麻美） | 「ぷよぷよのうた」 | ゲーム『ぷよぷよ7』主題歌                                                                        |
| 2009年9月9日   | CHARACTERS LOVE MISSION | セト（福原香織）、ソルヴァ（今井麻美） | 「がんばらないのが美しい？」 | テレビアニメ『NEEDLESS』関連曲                                                                   |
| 2009年10月2日  | アイドルマスターブレイク！ 第2巻限定版 特製CD                                                                              | 如月千早（今井麻美） | 「rise」 | 漫画『アイドルマスターブレイク！』関連曲                                                         |
| 2009年12月1日  | つきねこ | まどか（今井麻美） | 「JUMP!」 | 『つきねこ』関連曲                                                                               |
| 2009年12月1日  | つきねこ | まどか（今井麻美）、ゆうき（喜多村英梨）、さつき（阿久津加菜）、のぞみ（五十嵐裕美） | 「Refrain -call your dream-」 | 『つきねこ』関連曲                                                                               |
| 2009年12月16日 | THE IDOLM@STER MASTER SPECIAL WINTER                                                                                       | 如月千早（今井麻美） | 「遠い街から」 | ゲーム『THE IDOLM@STER SP』関連曲                                                                |
| 2009年12月16日 | THE IDOLM@STER MASTER SPECIAL WINTER                                                                                       | 三浦あずさ（たかはし智秋）、四条貴音（原由実）、如月千早（今井麻美） | 「Large Size Party」 | ゲーム『THE IDOLM@STER SP』関連曲                                                                |
| 2009年12月16日 | THE IDOLM@STER MASTER SPECIAL WINTER                                                                                       | 三浦あずさ（たかはし智秋）、四条貴音（原由実）、如月千早（今井麻美）、星井美希（長谷川明子）、高槻やよい（仁後真耶子）、双海亜美 / 真美（下田麻美） | 「キミはメロディ（M@STER VERSION）」 | ゲーム『THE IDOLM@STER SP』関連曲                                                                |
| 2009年12月16日 | 「真・恋姫†無双」キャラクターソングCD 二「袁術・張勲・郭嘉」                                                               | 袁術（中村繪里子）、張勲（たかはし智秋）、郭嘉（今井麻美） | 「勇星乱舞 -You Say Love!-」 「今を信じて」 「道しるべ」 | テレビアニメ『真・恋姫†無双』挿入歌                                                              |
| 2009年12月23日 | BLAZBLUE SONG ACCORD #1 with CONTINUUM SHIFT                                                                               | ツバキ＝ヤヨイ（今井麻美） | 「Condemnation Wings〜Cry Camellia…〜」 | ゲーム『BLAZBLUE CONTINUUM SHIFT』関連曲                                                         |
| 2009年12月30日 | 東風谷早苗のDOKIDOKIディスク                                                                                               | 東風谷早苗（今井麻美） | 「Way of the Miracle」 |                                                                                                  |
| 2010年3月31日  | THE IDOLM@STER MASTER BOX VI                                                                                               | 如月千早（今井麻美） | 「キラメキラリ」 「フタリの記憶」 「迷走Mind」 「スタ→トスタ→」 「隣に…」 「I Want」 「Kosmos,Cosmos」 「いっぱいいっぱい」 | ゲーム『THE IDOLM@STER SP』関連曲                                                                |
| 2010年4月21日  | THE IDOLM@STER Vocal Collection 02                                                                                         | 如月千早（今井麻美） | 「FO(U)R（REMIX-A）」 | ゲーム『THE IDOLM@STER』関連曲                                                                   |
| 2010年4月21日  | THE IDOLM@STER Vocal Collection 02                                                                                         | 如月千早（今井麻美）、萩原雪歩（長谷優里奈）、三浦あずさ（たかはし智秋） | 「Melted Snow（765プロVer.）」 | ドラマCD『アイドルマスター Eternal Prism 03』挿入歌                                              |
| 2010年4月30日  | プリズム☆ま〜じカル キャラクターソング ライカ                                                                              | ライカ（今井麻美） | 「ひとつのプリズム」 | ゲーム『プリズム☆ま〜じカル PRISM Generations!』関連曲                                           |
| 2010年4月30日  | とららじ VOCAL CD 01〜Heroine's morning/未来の君に〜                                                                       | 大日向夏美（小林ゆう）、君川千恵（今井麻美） | 「Heroine's morning」 | ラジオ『とららじ』オープニングテーマ                                                             |
| 2010年4月30日  | とららじ VOCAL CD 01〜Heroine's morning/未来の君に〜                                                                       | 大日向夏美（小林ゆう）、君川千恵（今井麻美） | 「未来の君に」 | ラジオ『とららじ』エンディングテーマ                                                             |
| 2010年6月23日  | THE IDOLM@STER BEST OF 765+876=!! VOL.03                                                                                   | 天海春香（中村繪里子）、高槻やよい（仁後真耶子）、水瀬伊織（釘宮理恵）、如月千早（今井麻美）、菊地真（平田宏美） | 「GO MY WAY!!（M@STER VERSION）」 | ゲーム『THE IDOLM@STER』関連曲                                                                   |
| 2010年6月23日  | THE IDOLM@STER BEST OF 765+876=!! VOL.03                                                                                   | 菊地真（平田宏美）、秋月律子（若林直美）、如月千早（今井麻美）、星井美希（長谷川明子）、我那覇響（沼倉愛美） | 「思い出をありがとう（M@STER VERSION）」 | ゲーム『THE IDOLM@STER』関連曲                                                                   |
| 2010年6月23日  | THE IDOLM@STER BEST OF 765+876=!! VOL.03                                                                                   | 如月千早（今井麻美）、三浦あずさ（たかはし智秋）、水瀬伊織（釘宮理恵）、双海亜美 / 真美（下田麻美）、水谷絵理（花澤香菜） | 「LOST」 | ゲーム『THE IDOLM@STER』関連曲                                                                   |
| 2010年6月23日  | THE IDOLM@STER BEST OF 765+876=!! VOL.03                                                                                   | IM@S ALLSTARS++ | 「L・O・B・M」 | ゲーム『THE IDOLM@STER』関連曲                                                                   |
| 2010年6月23日  | THE IDOLM@STER BEST OF 765+876=!! VOL.03                                                                                   | IM@S ALLSTARS1641 | 「THE IDOLM@STER」 | ゲーム『THE IDOLM@STER』関連曲                                                                   |
| 2010年6月23日  | エンドレスkiss | 桐生夕月（今井麻美） | 「STOP!プラチナスキャンダル」 | テレビアニメ『kiss×sis』関連曲                                                                   |
| 2010年7月3日   | THE IDOLM@STER BEST OF 765+876=!! THE iDRE@MLOST                                                                           | 如月千早（今井麻美） | 「LOST」 | ゲーム『THE IDOLM@STER』関連曲                                                                   |
| 2010年8月25日  | coccarda | チェルシー（今井麻美） | 「清らかな誓い」 | テレビアニメ『祝福のカンパネラ』挿入歌                                                           |
| 2010年8月28日  | くっつきぼし オリジナルサウンドトラック                                                                                    | 川上紀衣子（今井麻美） | 「初恋加速空間」 | OVA『くっつきぼし』前編エンディングテーマ                                                        |
| 2010年9月22日  | STEINS;GATE オーディオシリーズ☆ラボメンナンバー004☆牧瀬紅莉栖                                                              | 牧瀬紅莉栖（今井麻美） | 「約束のパラダイム」 | ゲーム『STEINS;GATE』関連曲                                                                      |
| 2010年9月22日  | THE IDOLM@STER MASTER ARTIST 2 Prologue                                                                                    | IM@S 765PRO ALLSTARS | 「団結2010」 | ゲーム『THE IDOLM@STER 2』関連曲                                                                 |
| 2010年12月1日  | THE IDOLM@STER MASTER ARTIST 2 -FIRST SEASON- 04 菊地真                                                                    | 菊地真（平田宏美）、如月千早（今井麻美）、四条貴音（原由実） | 「星のかけらを探しにいこうagain」 | ゲーム『THE IDOLM@STER 2』関連曲                                                                 |
| 2010年12月1日  | THE IDOLM@STER MASTER ARTIST 2 -FIRST SEASON- 06 四条貴音                                                                  | 四条貴音（原由実）、菊地真（平田宏美）、如月千早（今井麻美） | 「星のかけらを探しにいこうagain」 | ゲーム『THE IDOLM@STER 2』関連曲                                                                 |
| 2010年12月8日  | THE IDOLM@STER MASTER ARTIST 2 -FIRST SEASON- 05 如月千早                                                                  | 如月千早（今井麻美） | 「arcadia（新規リミックス）」 「愛について」 「MEGARE!（M@STER VERSION）」 「眠り姫」 | ゲーム『THE IDOLM@STER 2』関連曲                                                                 |
| 2010年12月8日  | THE IDOLM@STER MASTER ARTIST 2 -FIRST SEASON- 05 如月千早                                                                  | 如月千早（今井麻美）、菊地真（平田宏美）、四条貴音（原由実） | 「星のかけらを探しにいこうagain」 | ゲーム『THE IDOLM@STER 2』関連曲                                                                 |
| 2010年12月15日 | BLAZBLUE SONG ACCORD #2 with CONTINUUM SHIFT II                                                                            | ツバキ＝ヤヨイ（今井麻美） | 「深蒼」 | ゲーム『BLAZBLUE CONTINUUM SHIFT II』主題歌                                                      |
| 2010年12月15日 | BLAZBLUE SONG ACCORD #2 with CONTINUUM SHIFT II                                                                            | ノエル＝ヴァーミリオン（近藤佳奈子）、ツバキ＝ヤヨイ（今井麻美） | 「Don't Look Back」 | ゲーム『BLAZBLUE CONTINUUM SHIFT II』関連曲                                                      |
| 2010年12月30日 | 風の詩歌 -アールグレイボーカルアルバム vol.1-                                                                              | 東風谷早苗（今井麻美） | 「想い風〜The wind connects the world〜」 「想い風〜The wind connects the world〜（kamikaze-mix）」 |                                                                                                  |
| 2010年12月30日 | 風の詩歌 -アールグレイボーカルアルバム vol.1-                                                                              | 東風谷早苗（今井麻美）、八坂神奈子（平田宏美）、洩矢诹访子（成瀬未亜） | 「神々の恋物語」 |                                                                                                  |
| 2011年1月10日  | THE IDOLM@STER 2 765pro H@PPINESS NEW YE@R P@RTY !! 2011                                                                   | 如月千早（今井麻美） | 「Large Size Party」 「メリー」 | ゲーム『THE IDOLM@STER 2』関連曲                                                                 |
| 2011年2月9日   | The world is all one !! | 菊地真（平田宏美）、如月千早（今井麻美）、四条貴音（原由実） | 「The world is all one !!（M@STER VERSION）」 | ゲーム『THE IDOLM@STER 2』関連曲                                                                 |
| 2011年2月9日   | The world is all one !! | 765PRO ALLSTARS | 「The world is all one !!（M@STER VERSION）」 | ゲーム『THE IDOLM@STER 2』関連曲                                                                 |
| 2011年2月9日   | The world is all one !! | 天海春香（中村繪里子）、如月千早（今井麻美）、高槻やよい（仁後真耶子）、菊地真（平田宏美）、双海亜美 / 真美（下田麻美）、星井美希（長谷川明子）、秋月律子（若林直美）、四条貴音（原由実）、我那覇響（沼倉愛美）、萩原雪歩（浅倉杏美）                                    | 「The world is all one !!（765プロみんなで合唱VERSION）」 | ゲーム『THE IDOLM@STER 2』関連曲                                                                 |
| 2011年3月13日  | 幻想郷School Days | 東風谷早苗（今井麻美） | 「儚謳（ハカナウタ）」 |                                                                                                  |
| 2011年6月25日  | THE IDOLM@STER MASTER BOX VII                                                                                              | 如月千早（今井麻美） | 「Colorful Days」 「キミはメロディ」 「またね」 「オーバーマスター」 「L・O・B・M」 | ゲーム『THE IDOLM@STER SP』関連曲                                                                |
| 2011年8月10日  | THE IDOLM@STER ANIM@TION MASTER 01 READY!!                                                                                 | 765PRO ALLSTARS | 「READY!!（M@STER VERSION）」 | テレビアニメ『THE IDOLM@STER』前期オープニングテーマ                                             |
| 2011年8月31日  | 乱れ咲き | 飛鳥（原田ひとみ）、斑鳩（今井麻美）、葛城（小林ゆう）、柳生（水橋かおり）、雲雀（井口裕香） | 「乱れ咲き」 | ゲーム『閃乱カグラ -少女達の真影-』オープニングテーマ                                            |
| 2011年9月7日   | THE IDOLM@STER ANIM@TION MASTER 02                                                                                         | 如月千早（今井麻美） | 「蒼い鳥（M@STER VERSION）〜TV ARRANGE〜」 | テレビアニメ『THE IDOLM@STER』挿入歌                                                             |
| 2011年9月7日   | THE IDOLM@STER ANIM@TION MASTER 02                                                                                         | 765PRO ALLSTARS | 「The world is all one !!（M@STER VERSION）」 | テレビアニメ『THE IDOLM@STER』エンディングテーマ                                                 |
| 2011年10月5日  | THE IDOLM@STER ANIM@TION MASTER 03                                                                                         | 765PRO ALLSTARS | 「L・O・B・M」 | テレビアニメ『THE IDOLM@STER』挿入歌                                                             |
| 2011年10月5日  | THE IDOLM@STER ANIM@TION MASTER 03                                                                                         | 765PRO ALLSTARS | 「THE IDOLM@STER」 | テレビアニメ『THE IDOLM@STER』エンディングテーマ                                                 |
| 2011年10月5日  | THE IDOLM@STER ANIM@TION MASTER 03                                                                                         | 765+876PRO ALLSTARS | 「GO MY WAY!!」 | テレビアニメ『THE IDOLM@STER』エンディングテーマ                                                 |
| 2011年10月6日  | CR南国育ちin沖縄 -Original Sound Track-                                                                                    | 涼風まどか（ミルノ純）、姿月レイコ（遠藤綾）、日高ナツ（青木春子）、夕凪いずみ（今井麻美）、良波しゅり（名義非公開）、ジョディ・バーンサイド（喜多村英梨） | 「七色の南国」 | パチンコ『CR南国育ちin沖縄』関連曲                                                               |
| 2011年10月6日  | CR南国育ちin沖縄 -Original Sound Track-                                                                                    | 涼風まどか（ミルノ純）、姿月レイコ（遠藤綾）、日高ナツ（青木春子）、夕凪いずみ（今井麻美） | 「二人の南国」 | パチンコ『CR南国育ちin沖縄』関連曲                                                               |
| 2011年10月6日  | CR南国育ちin沖縄 -Original Sound Track-                                                                                    | 夕凪いずみ（今井麻美） | 「強がりSunset」 | パチンコ『CR南国育ちin沖縄』関連曲                                                               |
| 2011年11月9日  | THE IDOLM@STER ANIM@TION MASTER 04 CHANGE!!!!                                                                              | 765PRO ALLSTARS | 「CHANGE!!!!（M@STER VERSION）」 | テレビアニメ『THE IDOLM@STER』オープニングテーマ                                                 |
| 2011年11月9日  | THE IDOLM@STER ANIM@TION MASTER 04 CHANGE!!!!                                                                              | 如月千早（今井麻美）、三浦あずさ（たかはし智秋）、我那覇響（沼倉愛美） | 「今 スタート！」 | テレビアニメ『THE IDOLM@STER』関連曲                                                             |
| 2011年11月25日 | STEINS;GATE Blu-ray Disc/DVD 特典CD 未来ガジェットコンパクトディスク6号                                                    | 牧瀬紅莉栖（今井麻美） | 「迷宮のイデア」 | テレビアニメ『STEINS;GATE』関連曲                                                                |
| 2011年11月30日 | THE IDOLM@STER ANIM@TION MASTER 05                                                                                         | 天海春香（中村繪里子）、星井美希（長谷川明子）、如月千早（今井麻美）、高槻やよい（仁後真耶子）、萩原雪歩（浅倉杏美）、菊地真（平田宏美）、双海真美（下田麻美）、四条貴音（原由実）、我那覇響（沼倉愛美）                                                                 | 「自分REST@RT（M@STER VERSION）」 | テレビアニメ『THE IDOLM@STER』挿入歌                                                             |
| 2011年11月30日 | THE IDOLM@STER ANIM@TION MASTER 05                                                                                         | 765PRO ALLSTARS | 「i」 「MEGARE!（M@STER VERSION）」 | テレビアニメ『THE IDOLM@STER』エンディングテーマ                                                 |
| 2011年11月30日 | THE IDOLM@STER ANIM@TION MASTER 05                                                                                         | 天海春香（中村繪里子）、星井美希（長谷川明子）、如月千早（今井麻美）、双海亜美 / 真美（下田麻美）、四条貴音（原由実）、我那覇響（沼倉愛美） | 「Colorful Days（M@STER VERSION）」 | テレビアニメ『THE IDOLM@STER』エンディングテーマ                                                 |
| 2011年12月15日 | ぷよぷよ!! アニバーサリーサウンドコレクション                                                                              | 安藤りんご（今井麻美）、アルル（園崎未恵）、アミティ（菊池志穂）、ウィッチ（佐倉薫） | 「ぷよぷよのうた 3+1スペシャルバージョン」 | ゲーム『ぷよぷよ!! Puyopuyo 20th anniversary』関連曲                                             |
| 2011年12月28日 | THE IDOLM@STER ANIM@TION MASTER 06                                                                                         | 如月千早（今井麻美）、天海春香（中村繪里子）、星井美希（長谷川明子）、高槻やよい（仁後真耶子）、萩原雪歩（浅倉杏美）、菊地真（平田宏美）、双海亜美 / 真美（下田麻美）、水瀬伊織（釘宮理恵）、三浦あずさ（たかはし智秋）、四条貴音（原由実）、我那覇響（沼倉愛美）        | 「約束（TV VERSION）」 | テレビアニメ『THE IDOLM@STER』挿入歌                                                             |
| 2011年12月28日 | THE IDOLM@STER ANIM@TION MASTER 06                                                                                         | 如月千早（今井麻美） | 「約束」 | テレビアニメ『THE IDOLM@STER』関連曲                                                             |
| 2012年2月1日   | THE IDOLM@STER ANIM@TION MASTER 07                                                                                         | 如月千早（今井麻美） | 「眠り姫」 | テレビアニメ『THE IDOLM@STER』挿入歌                                                             |
| 2012年2月1日   | THE IDOLM@STER ANIM@TION MASTER 07                                                                                         | 天海春香（中村繪里子）、如月千早（今井麻美）、双海亜美 / 真美（下田麻美）、三浦あずさ（たかはし智秋）、四条貴音（原由実）、我那覇響（沼倉愛美） | 「Happy Christmas」 | テレビアニメ『THE IDOLM@STER』挿入歌                                                             |
| 2012年2月1日   | THE IDOLM@STER ANIM@TION MASTER 07                                                                                         | 765PRO ALLSTARS | 「READY!!&CHANGE!!!! SPECIAL EDITION」 「私たちはずっと…でしょう？」 | テレビアニメ『THE IDOLM@STER』挿入歌                                                             |
| 2012年2月1日   | THE IDOLM@STER ANIM@TION MASTER 07                                                                                         | 765PRO ALLSTARS | 「まっすぐ」 「いっしょ（NEW VERSION）」 | テレビアニメ『THE IDOLM@STER』エンディングテーマ                                                 |
| 2012年2月9日   | THE IDOLM@STER MASTER BOX VIII                                                                                             | 如月千早（今井麻美） | 「The world is all one !!」 「きゅんっ！ヴァンパイアガール」 「愛 LIKE ハンバーガー」 「Honey Heartbeat」 「Little Match Girl」 | ゲーム『THE IDOLM@STER 2』関連曲                                                                 |
| 2012年4月26日  | THE IDOLM@STER Blu-ray 第7巻 完全生産限定版特典ボーカルCD「PERFECT IDOL 04」                                               | 如月千早（今井麻美） | 「arcadia -BOSSA NOVA Rearrange Mix-」 | テレビアニメ『THE IDOLM@STER』関連曲                                                             |
| 2012年4月26日  | THE IDOLM@STER Blu-ray 第7巻 完全生産限定版特典ボーカルCD「PERFECT IDOL 04」                                               | 如月千早（今井麻美）、高槻やよい（仁後真耶子）、水瀬伊織（釘宮理恵） | 「Slapp Happy!!!」 | テレビアニメ『THE IDOLM@STER』関連曲                                                             |
| 2012年6月6日   | 超次元ゲイム ネプテューヌ デュエットシスターズソング Vol.2 ノワール×ユニ                                                   | ノワール（今井麻美）、ユニ（喜多村英梨） | 「Sham Cold Girls」 | ゲーム『超次元ゲイム ネプテューヌ』関連曲                                                        |
| 2012年6月6日   | 超次元ゲイム ネプテューヌ デュエットシスターズソング Vol.2 ノワール×ユニ                                                   | ノワール（今井麻美） | 「Mission! -cool lady's will-」 | ゲーム『超次元ゲイム ネプテューヌ』関連曲                                                        |
| 2012年8月22日  | CHOCOLATE SELECTION | 森下未散（今井麻美） | 「コトノハ」 | テレビアニメ『恋と選挙とチョコレート』関連曲                                                     |
| 2012年8月31日  | ミュージックガンガン! ベストヒットチューン!                                                                                | マゼンタ（今井麻美） | 「Pull The Trigger 〜マゼンタのテーマ〜」 | ゲーム『ミュージックガンガン!2』関連曲                                                           |
| 2012年10月10日 | 戦国コレクション SENGOKU BEST COLLECTION                                                                                   | 華麗・片倉小十郎（今井麻美） | 「Cry」 | テレビアニメ『戦国コレクション』挿入歌                                                           |
| 2012年         | 南国育ち in HAWAII Original Sound Track                                                                                    | 涼風まどか（ミルノ純）、姿月レイコ（遠藤綾）、日高ナツ（青木春子）、夕凪いずみ（今井麻美）、キキ・コリンズ（名義非公開）、ジョディ・バーンサイド（喜多村英梨） | 「南国への扉」 「渚のラブストーリー」 | パチンコ『CR南国育ち in HAWAII』関連曲                                                           |
| 2012年         | 南国育ち in HAWAII Original Sound Track                                                                                    | 夕凪いずみ（今井麻美） | 「サニーレイニーブルー」 | パチンコ『CR南国育ち in HAWAII』関連曲                                                           |
| 2012年11月7日  | THE IDOLM@STER ANIM@TION MASTER 生っすかSPECIAL 05                                                                         | 如月千早（今井麻美）、萩原雪歩（浅倉杏美） | 「Little Match Girl（M@STER VERSION）」 「初恋 〜五章 永遠のクリスマス〜」 | テレビアニメ『THE IDOLM@STER』関連曲                                                             |
| 2012年11月7日  | THE IDOLM@STER ANIM@TION MASTER 生っすかSPECIAL 05                                                                         | 如月千早（今井麻美） | 「Shangri-La」 「小さきもの」 | テレビアニメ『THE IDOLM@STER』関連曲                                                             |
| 2012年11月14日 | アエイウエオア！ | 天海春香（中村繪里子）、如月千早（今井麻美） | 「アエイウエオア！」 | ラジオ『アイマスタジオ』テーマソング                                                             |
| 2012年11月14日 | アエイウエオア！ | 如月千早（今井麻美） | 「アエイウエオア！」 | ラジオ『アイマスタジオ』関連曲                                                                   |
| 2012年11月28日 | ら♪ら♪ら♪わんだぁらんど | 765PRO ALLSTARS featuring ぷちどる | 「ら♪ら♪ら♪わんだぁらんど」 「ら♪ら♪ら♪わんだぁらんど（とろぴかる Remix）」 | Webアニメ『ぷちます! -プチ・アイドルマスター-』テーマソング                                      |
| 2012年12月26日 | 超次元ゲイム ネプテューヌ 守護女神 Vol.2 ノワール×ブラックハート                                                           | ノワール（今井麻美） | 「with confidence」 | ゲーム『超次元ゲイム ネプテューヌ』関連曲                                                        |
| 2012年12月26日 | 超次元ゲイム ネプテューヌ 守護女神 Vol.2 ノワール×ブラックハート                                                           | ブラックハート（今井麻美） | 「goddess of victory」 | ゲーム『超次元ゲイム ネプテューヌ』関連曲                                                        |
| 2012年12月29日 | まじかるすいーと プリズム・ナナ PRISM BOX                                                                                  | 鷲岡至（三森すずこ）、浅木飛鳥（今井麻美）、織部琴音（喜多村英梨） | 「ぷりズム♡たいむ〜魔法の指でタッチして〜」 | パチスロ『まじかるすいーと プリズム・ナナ』関連曲                                                |
| 2012年12月29日 | まじかるすいーと プリズム・ナナ PRISM BOX                                                                                  | ヒートナナ（三森すずこ）、アースナナ（今井麻美）、アクアナナ（喜多村英梨） | 「萌って☆メルって★タッチしてっ!」 「Reach for the beach」 | パチスロ『まじかるすいーと プリズム・ナナ』関連曲                                                |
| 2012年12月29日 | まじかるすいーと プリズム・ナナ PRISM BOX                                                                                  | 浅木飛鳥（今井麻美） | 「白鷺流舞」 | パチスロ『まじかるすいーと プリズム・ナナ』関連曲                                                |
| 2013年1月9日   | PETIT IDOLM@STER Twelve Seasons! Vol.2 如月千早&ちひゃー                                                                   | 如月千早（今井麻美） | 「choco fondue」 「ら♪ら♪ら♪わんだぁらんど」 「TODAY with ME」 | Webアニメ『ぷちます! -プチ・アイドルマスター-』関連曲                                            |
| 2013年1月11日  | ツキウタ。1月 花園雪「六花撫子」                                                                                           | 花園雪（今井麻美） | 「六花撫子」 「慕情春海〜愛染篇〜」 | 『ツキウタ。』関連曲                                                                             |
| 2013年1月23日  | コープスパーティー Whisper of the Nightmare "♀Tarantula♀"                                                                  | 篠崎あゆみ（今井麻美）、中嶋直美（佐藤利奈） | 「アカネサス」 | ゲーム『コープスパーティー』関連曲                                                               |
| 2013年1月30日  | THE IDOLM@STER ANIM@TION MASTER 生っすかSPECIAL CURTAIN CALL                                                               | 天海春香（中村繪里子）、星井美希（長谷川明子）、如月千早（今井麻美）、高槻やよい（仁後真耶子）、萩原雪歩（浅倉杏美）、我那覇響（沼倉愛美） | 「We Have A Dream（M@STER VERSION）」 | パチスロ『THE IDOLM@STER LIVE in SLOT!』テーマソング                                             |
| 2013年1月30日  | THE IDOLM@STER ANIM@TION MASTER 生っすかSPECIAL CURTAIN CALL                                                               | 如月千早（今井麻美） | 「今 スタート！」 | テレビアニメ『THE IDOLM@STER』関連曲                                                             |
| 2013年2月13日  | Fighting Dreamer/闇夜は乙女を花にする                                                                                      | 飛鳥（原田ひとみ）、斑鳩（今井麻美）、葛城（小林ゆう）、柳生（水橋かおり）、雲雀（井口裕香） | 「Fighting Dreamer」 | テレビアニメ『閃乱カグラ』エンディングテーマ                                                     |
| 2013年2月27日  | 恋チョコデュエットソングCD 3 未散＆香奈                                                                                    | 森下未散（今井麻美）、扇橋香奈（井口裕香） | 「明日のハーモニー」 | テレビアニメ『恋と選挙とチョコレート』関連曲                                                     |
| 2013年2月27日  | 恋チョコデュエットソングCD 3 未散＆香奈                                                                                    | 森下未散（今井麻美） | 「明日のハーモニー」 | テレビアニメ『恋と選挙とチョコレート』関連曲                                                     |
| 2013年3月27日  | ぷよぷよ ヴォーカルトラックス                                                                                              | りんご（今井麻美） | 「ぷよぷよのうた ロックバージョン」 | ゲーム『ぷよぷよ!! Puyopuyo 20th anniversary』関連曲                                             |
| 2013年3月27日  | THE IDOLM@STER 1巻 特装版付属楽曲カバーCD                                                                                  | 天海春香（中村繪里子）、星井美希（長谷川明子）、如月千早（今井麻美）、高槻やよい（仁後真耶子） | 「ゆりゆららららゆるゆり大事件」 | 漫画『THE IDOLM@STER』関連曲                                                                     |
| 2013年4月10日  | THE IDOLM@STER ANIM@TION MASTER 生っすかSPECIAL 弦楽四重奏 初恋組曲                                                        | 如月千早（今井麻美） | 「初恋 〜五章 永遠のクリスマス〜」 | テレビアニメ『THE IDOLM@STER』関連曲                                                             |
| 2013年4月24日  | THE IDOLM@STER LIVE THE@TER PERFORMANCE 01 Thank You!                                                                      | 765 MILLIONSTARS | 「Thank You!」 | ゲーム『アイドルマスター ミリオンライブ!』テーマソング                                           |
| 2013年4月24日  | THE IDOLM@STER LIVE THE@TER PERFORMANCE 01 Thank You!                                                                      | 765PRO ALLSTARS | 「Thank You!」 | ゲーム『アイドルマスター ミリオンライブ!』テーマソング                                           |
| 2013年4月24日  | ぷちます! -プチ・アイドルマスター- コレクターズエディション Vol.2 特典CD                                                   | 如月千早（今井麻美）、萩原雪歩（浅倉杏美）、双海亜美・真美（下田麻美）、我那覇響（沼倉愛美） | 「TODAY with ME」 | Webアニメ『ぷちます! -プチ・アイドルマスター-』エンディングテーマ                                |
| 2013年4月24日  | ぷちます! -プチ・アイドルマスター- コレクターズエディション Vol.2 特典CD                                                   | ちひゃー（今井麻美）、ゆきぽ（浅倉杏美）、こあみ・こまみ（下田麻美）、ちびき（沼倉愛美） | 「TODAY with ME Petit Special ver.」 | Webアニメ『ぷちます! -プチ・アイドルマスター-』関連曲                                            |
| 2013年7月7日   | THE IDOLM@STER ANIM@TION MASTER READY!! ソロ・リミックス                                                                   | 如月千早（今井麻美） | 「READY!!」 | テレビアニメ『THE IDOLM@STER』関連曲                                                             |
| 2013年7月31日  | THE IDOLM@STER LIVE THE@TER PERFORMANCE 04                                                                                 | 如月千早（今井麻美） | 「Snow White」 | ゲーム『アイドルマスター ミリオンライブ！』関連曲                                                |
| 2013年7月31日  | THE IDOLM@STER LIVE THE@TER PERFORMANCE 04                                                                                 | 如月千早（今井麻美）、北沢志保（雨宮天）、田中琴葉（種田梨沙）、所恵美（藤井ゆきよ） | 「Blue Symphony」 | ゲーム『アイドルマスター ミリオンライブ！』関連曲                                                |
| 2013年8月10日  | まじかるすいーと プリズム・ナナ POP UP SOUND TRACK BOX                                                                     | 鷲岡至（三森すずこ）、浅木飛鳥（今井麻美）、織部琴音（喜多村英梨） | 「ぷりズム♡ウィーク」 「PRISMIX♪〜Beachで白鷺エンジンFriendと萌ってメルってぷりズムたいむ〜」 | パチスロ『まじかるすいーと プリズム・ナナ』関連曲                                                |
| 2013年8月28日  | 神次元アイドル ネプテューヌPP Complete Bundle Processor vol.3                                                              | ノワール×ブラックハート（今井麻美） | 「Fly High!（idol dance ver）」 「HP∞L♡VE Power（idol dance ver）」 「Dear…every day（idol dance ver）」 「with confidence（idol dance ver）」 | ゲーム『神次元アイドル ネプテューヌPP』関連曲                                                    |
| 2013年9月15日  | THE IDOLM@STER ANIM@TION MASTER CHANGE!!!! ソロ・リミックス                                                                | 如月千早（今井麻美） | 「CHANGE!!!!」 | テレビアニメ『THE IDOLM@STER』関連曲                                                             |
| 2013年9月18日  | THE IDOLM@STER 765PRO ALLSTARS+ GRE@TEST BEST!-THE IDOLM@STER HISTORY-                                                     | 765PRO ALLSTARS | 「MUSIC♪（M@STER VERSION）」 | ゲーム『THE IDOLM@STER SHINY FESTA』関連曲                                                       |
| 2013年12月18日 | THE IDOLM@STER 765PRO ALLSTARS+ GRE@TEST BEST!-LOVE&PEACE!-                                                                | 天海春香（中村繪里子）、如月千早（今井麻美）、三浦あずさ（たかはし智秋）、秋月律子（若林直美） | 「Vault That Borderline!（M@STER VERSION）」 | ゲーム『THE IDOLM@STER SHINY FESTA』関連曲                                                       |
| 2014年1月8日   | BLAZBLUE ボーカルアルバム「SONG IMPRESSION」                                                                               | イザヨイ（今井麻美） | 「recta ratio」 | ゲーム『BLAZBLUE』関連曲                                                                         |
| 2014年1月29日  | M@STERPIECE | 765PRO ALLSTARS | 「M@STERPIECE」 | 劇場アニメ『THE IDOLM@STER MOVIE 輝きの向こう側へ!』主題歌                                       |
| 2014年1月29日  | M@STERPIECE | 天海春香（中村繪里子）、星井美希（長谷川明子）、如月千早（今井麻美）、高槻やよい（仁後真耶子）、菊地真（平田宏美）、水瀬伊織（釘宮理恵）、双海亜美 / 真美（下田麻美）、三浦あずさ（たかはし智秋）、萩原雪歩（浅倉杏美）、我那覇響（沼倉愛美）、四条貴音（原由実）        | 「M@STERPIECE（MOVIE VERSION）」 | 劇場アニメ『THE IDOLM@STER MOVIE 輝きの向こう側へ!』挿入歌                                       |
| 2014年1月29日  | M@STERPIECE 初回限定版 | 765PRO ALLSTARS | 「THE IDOLM@STER（MOVIE VERSION）」 | 劇場アニメ『THE IDOLM@STER MOVIE 輝きの向こう側へ!』挿入歌                                       |
| 2014年1月29日  | M@STERPIECE 初回限定版 | 天海春香（中村繪里子）、如月千早（今井麻美）、三浦あずさ（たかはし智秋） | 「MUSIC♪（M@STER VERSION）」 | 劇場アニメ『THE IDOLM@STER MOVIE 輝きの向こう側へ!』挿入歌                                       |
| 2014年1月      | THE IDOLM@STER ミュージックディスクコレクション HARUKA & CHIHAYA COVER -WINTER SONGS-                                      | 如月千早（今井麻美） | 「サイレント・イヴ」 | ゲーム『THE IDOLM@STER』関連曲                                                                   |
| 2014年2月22日  | THE IDOLM@STER M@STERS OF IDOL WORLD!!2014 会場限定CD                                                                      | 如月千早（今井麻美） | 「MUSIC♪（M@STER VERSION）」 「Vault That Borderline!（M@STER VERSION）」 | ゲーム『THE IDOLM@STER SHINY FESTA』関連曲                                                       |
| 2014年5月28日  | 「ぷちます!! -プチプチ・アイドルマスター-」エンディングテーマ マキシシングル                                               | 秋月律子（若林直美）、菊地真（平田宏美）、天海春香（中村繪里子）、如月千早（今井麻美） | 「ハロー＊ランチタイム」 | Webアニメ『ぷちます!! -プチプチ・アイドルマスター-』エンディングテーマ                           |
| 2014年6月18日  | ラムネ色 青春 | 765PRO ALLSTARS | 「ラムネ色 青春」 | 劇場アニメ『THE IDOLM@STER MOVIE 輝きの向こう側へ!』挿入歌                                       |
| 2014年7月9日   | PETIT IDOLM@STER Twelve Campaigns! VOL.4 如月千早&ちひゃー+菊地真&まこちー                                                 | 如月千早（今井麻美） | 「しっくりとゆっくりと」 「ハロー＊ランチタイム」 | Webアニメ『ぷちます!! -プチプチ・アイドルマスター-』関連曲                                       |
| 2014年8月1日   | THE IDOLM@STER 9th ANNIVERSARY WE ARE M@STERPIECE!! 自分REST@RT&SMOKY THRILL                                               | 如月千早（今井麻美） | 「自分REST@RT（M@STER VERSION）」 | テレビアニメ『THE IDOLM@STER』関連曲                                                             |
| 2014年8月7日   | 閃乱カグラ オリジナルサウンドトラック -真影/紅蓮/真紅-                                                                     | 国立半蔵学院 | 「光と闇の彼方」 | ゲーム『閃乱カグラ2 -真紅-』オープニングテーマ                                                   |
| 2014年8月7日   | 閃乱カグラ2 -真紅- アレンジサウンドトラック『真紅に舞い踊る少女たち』                                                      | 斑鳩（今井麻美） | 「光と闇の彼方」 | ゲーム『閃乱カグラ2 -真紅-』関連曲                                                               |
| 2014年8月13日  | 虹色ミラクル | 765PRO ALLSTARS | 「虹色ミラクル」 | 劇場アニメ『THE IDOLM@STER MOVIE 輝きの向こう側へ!』エンディングテーマ                           |
| 2014年8月13日  | 虹色ミラクル | 天海春香（中村繪里子）、星井美希（長谷川明子）、如月千早（今井麻美） | 「Fate of the World」 | 劇場アニメ『THE IDOLM@STER MOVIE 輝きの向こう側へ!』挿入歌                                       |
| 2014年8月27日  | THE IDOLM@STER MASTER ARTIST 3 Prologue ONLY MY NOTE                                                                       | 765PRO ALLSTARS | 「ONLY MY NOTE（M@STER VERSION）」 | ゲーム『アイドルマスター ワンフォーオール』関連曲                                                |
| 2014年8月27日  | 超次元ゲイム ネプテューヌ シェアコンプリート ディスクス                                                                    | ノワール×ブラックハート（今井麻美） | 「ミラインフィニティ」 「フルパワーで夢を見て」 | ゲーム『超次元ゲイム ネプテューヌ』関連曲                                                        |
| 2014年8月27日  | 超次元ゲイム ネプテューヌ シェアコンプリート ディスクス                                                                    | ノワール（今井麻美）、ユニ（喜多村英梨） | 「Sham Cold Girls（Remix）」 | ゲーム『超次元ゲイム ネプテューヌ』関連曲                                                        |
| 2014年8月27日  | 超次元ゲイム ネプテューヌ シェアコンプリート ディスクス                                                                    | 4女神合唱 | 「Fly High!（idol dance ver）」 「with confidence（idol dance ver）」 「HP∞L♡VE Power（idol dance ver）」 「Dear…every day（idol dance ver）」 「ミラインフィニティ」 「フルパワーで夢を見て」 | ゲーム『超次元ゲイム ネプテューヌ』関連曲                                                        |
| 2014年9月24日  | THE IDOLM@STER LIVE THE@TER HARMONY 04                                                                                     | エターナルハーモニー | 「Eternal Harmony」 「Welcome!!」 | ゲーム『アイドルマスター ミリオンライブ!』関連曲                                                 |
| 2014年9月24日  | THE IDOLM@STER LIVE THE@TER HARMONY 04                                                                                     | 如月千早（今井麻美） | 「Just be myself!!」 | ゲーム『アイドルマスター ミリオンライブ!』関連曲                                                 |
| 2014年9月25日  | 神様と運命覚醒のクロステーゼ 限定版同梱オリジナルサウンドトラックCD                                                        | 宙海ジュピエル（今井麻美）、東江アルル（原由実） | 「Prayer」 | ゲーム『神様と運命覚醒のクロステーゼ』関連曲                                                     |
| 2014年10月4日  | THE IDOLM@STER 9th ANNIVERSARY WE ARE M@STERPIECE!! We Have A Dream&カーテンコール                                         | 如月千早（今井麻美） | 「We Have A Dream（M@STER VERSION）」 | パチスロ『THE IDOLM@STER LIVE in SLOT!』関連曲                                                   |
| 2014年10月8日  | PERFECT IDOL THE MOVIE | 如月千早（今井麻美）、天海春香（中村繪里子）、秋月律子（若林直美） | 「ラムネ色 青春 -CROSSOVER Rearrange Mix-」 | 劇場アニメ『THE IDOLM@STER MOVIE 輝きの向こう側へ！』関連曲                                      |
| 2014年10月22日 | THE IDOLM@STER M@STERS OF IDOL WORLD!!2014 特典CD                                                                          | 天海春香（中村繪里子）、如月千早（今井麻美）、星井美希（長谷川明子）、島村卯月（大橋彩香）、渋谷凛（福原綾香）、本田未央（原紗友里）、春日未来（山崎はるか）、最上静香（田所あずさ）、伊吹翼（Machico）                                                                  | 「IDOL POWER RAINBOW」 | ライブイベント『THE IDOLM@STER M@STERS OF IDOL WORLD!!2014』テーマソング                         |
| 2014年10月22日 | THE IDOLM@STER M@STERS OF IDOL WORLD!!2014 特典CD                                                                          | 天海春香（中村繪里子）、如月千早（今井麻美）、星井美希（長谷川明子） | 「IDOL POWER RAINBOW」 | ライブイベント『THE IDOLM@STER M@STERS OF IDOL WORLD!!2014』テーマソング                         |
| 2014年12月28日 | Z/X -Zillions of enemy X- NC DramaCD ②「ドラミコクインテット」                                                             | ドラミコクインテット | 「未来がひとつに」 | ドラマCD『ドラミコクインテット』テーマ曲                                                         |
| 2015年2月25日  | THREE HEARTS | リヒト（緑川光）、ハンフ（今井麻美）、ファルベ（内田彩） | 「THREE HEARTS」 | ゲーム『チェインクロニクル〜絆の新大陸〜』関連曲                                                 |
| 2015年2月25日  | THREE HEARTS | ハンフ（今井麻美） | 「幻月」 | ゲーム『チェインクロニクル〜絆の新大陸〜』関連曲                                                 |
| 2015年3月25日  | 普通の女子校生が【ろこどる】やってみた。 Blu-ray/DVD Vol.7 特典CD                                                          | 阿南葵（今井麻美） | 「ミス・マーメイド -The Myth Mermaid-」 | OVA『普通の女子校生が【ろこどる】やってみた。』関連曲                                            |
| 2015年3月25日  | 普通の女子校生が【ろこどる】やってみた。 Blu-ray/DVD Vol.7 特典CD                                                          | AWA2GiRLS | 「ミス・マーメイド -The Myth Mermaid-」 | OVA『普通の女子校生が【ろこどる】やってみた。』劇中歌                                            |
| 2015年3月25日  | 普通の女子校生が【ろこどる】やってみた。 Blu-ray/DVD Vol.7 特典CD                                                          | AWA2GiRLS | 「あぁ流川」 | OVA『普通の女子校生が【ろこどる】やってみた。』挿入歌                                            |
| 2015年4月23日  | PS4ソフト「新次元ゲイム ネプテューヌVII」Dream Edition DG-ROM                                                              | ネプテューヌ（田中理恵）、ノワール（今井麻美）、ブラン（阿澄佳奈）、ベール（佐藤利奈） | 「猛争4ちゅーん」 | ゲーム『新次元ゲイム ネプテューヌVII』超次元篇オープニングテーマ                                 |
| 2015年6月24日  | THE IDOLM@STER 765PRO LIVE THE@TER COLLECTION Vol.1                                                                        | 765PRO ALLSTARS | 「Welcome!!」 | ゲーム『アイドルマスター ミリオンライブ！』関連曲                                                |
| 2015年6月24日  | キミとボクのミライ〜GRANBLUE FANTASY〜                                                                                     | ジータ（金元寿子）、ルリア（東山奈央）、ヴィーラ（今井麻美）、マリー（長谷川明子） | 「キミとボクのミライ」 | ゲーム『グランブルーファンタジー』関連曲                                                         |
| 2015年6月24日  | キミとボクのミライ〜GRANBLUE FANTASY〜                                                                                     | ヴィーラ（今井麻美） | 「キミとボクのミライ」 | ゲーム『グランブルーファンタジー』関連曲                                                         |
| 2015年7月8日   | THE IDOLM@STER MASTER ARTIST 3 07 如月千早                                                                                 | 如月千早（今井麻美） | 「細氷（M@STER VERSION）」 「Fate of the World」 「数え歌」 「恋人がサンタクロース」 「静かな夜に願いを…（M@STER VERSION）」 「ONLY MY NOTE（M@STER VERSION）」 | ゲーム『アイドルマスター ワンフォーオール』関連曲                                                |
| 2015年7月17日  | THE IDOLM@STER M@STERS OF IDOL WORLD!! 2015 M@STERPIECE & 10th Anniversary Mix                                             | 如月千早（今井麻美） | 「M@STERPIECE」 | 劇場アニメ『THE IDOLM@STER MOVIE 輝きの向こう側へ』関連曲                                        |
| 2015年7月17日  | THE IDOLM@STER LIVE THE@TER SOLO COLLECTION Vol.02                                                                         | 如月千早（今井麻美） | 「Thank You!」 | ゲーム『アイドルマスター ミリオンライブ！』関連曲                                                |
| 2015年9月30日  | THE IDOLM@STER LIVE THE@TER DREAMERS 01 Dreaming!                                                                          | MILLION ALLSTARS | 「Welcome!!」 | ゲーム『アイドルマスター ミリオンライブ！』関連曲                                                |
| 2015年12月2日  | THE IDOLM@STER LIVE THE@TER DREAMERS 03                                                                                    | 如月千早（今井麻美）、最上静香（田所あずさ）、周防桃子（渡部恵子）、真壁瑞希（阿部里果）、徳川まつり（諏訪彩花）、馬場このみ（高橋未奈美）、二階堂千鶴（野村香菜子）、萩原雪歩（浅倉杏美）、箱崎星梨花（麻倉もも）、宮尾美也（桐谷蝶々）                                 | 「Dreaming!」 | ゲーム『アイドルマスター ミリオンライブ！』関連曲                                                |
| 2015年12月2日  | THE IDOLM@STER LIVE THE@TER DREAMERS 03                                                                                    | 如月千早（今井麻美）、最上静香（田所あずさ） | 「アライブファクター」 | ゲーム『アイドルマスター ミリオンライブ！』関連曲                                                |
| 2015年12月2日  | ソングス・オブ・チェインクロニクル                                                                                         | ドーリィ（今井麻美） | 「カナリアヘヴン」 | ゲーム『チェインクロニクル〜絆の新大陸〜』関連曲                                                 |
| 2015年12月2日  | ソングス・オブ・チェインクロニクル                                                                                         | リヒト（緑川光）、ハンフ（今井麻美）、ファルベ（内田彩） | 「OPEN YOUR CHRONICLE」 | ゲーム『チェインクロニクル〜絆の新大陸〜』関連曲                                                 |
| 2015年12月2日  | ソングス・オブ・チェインクロニクル                                                                                         | アルフィン（内田彩）、シャウナ（今井麻美） | 「魔法少女A」 | ゲーム『チェインクロニクル〜絆の新大陸〜』関連曲                                                 |
| 2015年12月2日  | ソングス・オブ・チェインクロニクル                                                                                         | リノセ（今井麻美）、テリリア（内田彩）、バスマ（村川梨衣）、シュゾン（大坪由佳） | 「SUKI SUKI REAL」 | ゲーム『チェインクロニクル〜絆の新大陸〜』関連曲                                                 |
| 2015年12月2日  | ソングス・オブ・チェインクロニクル                                                                                         | リヒト（緑川光）、ハンフ（今井麻美）、ファルベ（内田彩）、バラクーダ（村川梨衣）、シュゾン（大坪由佳） | 「CHAIN!〜義勇軍のテーマ〜」 | ゲーム『チェインクロニクル〜絆の新大陸〜』関連曲                                                 |
| 2015年12月29日 | 熱響！乙女フェスティバル ファン大感謝祭LIVE ORIGINAL SOUND TRACK                                                           | 覇道 | 「贖いのSKY」 | パチンコ『熱響！乙女フェスティバル ファン大感謝祭LIVE』関連曲                                    |
| 2016年2月17日  | THE IDOLM@STER MASTER ARTIST 3 FINALE Destiny                                                                              | 765PRO ALLSTARS | 「Destiny（M@STER VERSION）」 | ゲーム『アイドルマスター ワンフォーオール』関連曲                                                |
| 2016年2月17日  | THE IDOLM@STER MASTER ARTIST 3 FINALE Destiny                                                                              | 如月千早（今井麻美） | 「Destiny（M@STER VERSION）」 | ゲーム『アイドルマスター ワンフォーオール』関連曲                                                |
| 2016年3月28日  | - | 黒神夜瑠（今井麻美） | 「METAMORPHOSE」 | ゲーム『マギアコネクト』主題歌                                                                   |
| 2016年3月28日  | - | 黒神夜瑠（今井麻美） | 「Dark Innocent」 | ゲーム『マギアコネクト』挿入歌                                                                   |
| 2016年6月8日   | THE IDOLM@STER M@STERS OF IDOL WORLD!!2015 特典CD                                                                          | 天海春香（中村繪里子）、如月千早（今井麻美）、星井美希（長谷川明子）、島村卯月（大橋彩香）、渋谷凛（福原綾香）、本田未央（原紗友里）、春日未来（山崎はるか）、最上静香（田所あずさ）、伊吹翼（Machico）                                                                  | 「アイ MUST GO!」 | ライブイベント『THE IDOLM@STER M@STERS OF IDOL WORLD!!2015』テーマソング                         |
| 2016年6月8日   | THE IDOLM@STER M@STERS OF IDOL WORLD!!2015 特典CD                                                                          | 天海春香（中村繪里子）、如月千早（今井麻美）、星井美希（長谷川明子） | 「アイ MUST GO!」 | ライブイベント『THE IDOLM@STER M@STERS OF IDOL WORLD!!2015』テーマソング                         |
| 2016年7月15日  | ツキウタ。シリーズ 花園雪「はらり」                                                                                        | 花園雪（今井麻美） | 「はらり」 「碧落」 | 『ツキウタ。』関連曲                                                                             |
| 2016年7月20日  | THE IDOLM@STER PLATINUM MASTER 00 Happy!                                                                                   | 天海春香（中村繪里子）、如月千早（今井麻美）、萩原雪歩（浅倉杏美）、水瀬伊織（釘宮理恵）、三浦あずさ（たかはし智秋）、我那覇響（沼倉愛美）、秋月律子（若林直美） | 「Happy!（M@STER VERSION）」 | ゲーム『アイドルマスター プラチナスターズ』関連曲                                                |
| 2016年9月21日  | THE IDOLM@STER PLATINUM MASTER 02 僕たちのResistance                                                                       | 高槻やよい（仁後真耶子）、如月千早（今井麻美）、星井美希（長谷川明子）、我那覇響（沼倉愛美） | 「僕たちのResistance（M@STER VERSION）」 | ゲーム『アイドルマスター プラチナスターズ』関連曲                                                |
| 2016年10月15日 | - | 鷲岡至（三森すずこ）、浅木飛鳥（今井麻美）、織部琴音（喜多村英梨） | 「T・H・N・P!（とってもハロウィンナナパーティー！）」 | OVA『まじかるすいーと プリズム・ナナ』第3弾挿入歌                                                |
| 2016年12月     | MAGICAL SUITE PRISMNANA MUSIC COLLECTION VOL.2 STARRY SONGS                                                                | 鷲岡至（三森すずこ）、浅木飛鳥（今井麻美）、織部琴音（喜多村英梨）、柊マコ（安済知佳） | 「Starry Melody」 | OVA『まじかるすいーと プリズム・ナナ』テーマソング                                               |
| 2017年1月28日  | THE IDOLM@STER PRODUCER MEETING 2017 765PRO ALLSTARS -Fun to the new vision!! 会場オリジナルCD MiracleResistanceアマテラス | 如月千早（今井麻美） | 「僕たちのResistance（M@STER VERSION）」 | ゲーム『アイドルマスター プラチナスターズ』関連曲                                                |
| 2017年3月15日  | ガールフレンド（仮） キャラクターソングシリーズ Vol.03                                                                     | 八束由紀恵（今井麻美） | 「手紙を書くの」 | ゲーム『ガールフレンド（仮）』関連曲                                                             |
| 2017年3月29日  | THE IDOLM@STER PLATINUM MASTER ENCORE 紅白応援V                                                                            | 765PRO ALLSTARS | 「紅白応援V」 「チェリー -PRODUCER MEETING 2017 MIX-」 「団結2010 -PRODUCER MEETING 2017 MIX-」 | イベント『THE IDOLM@STER PRODUCER MEETING 2017 765PRO ALLSTARS -Fun to the new vision!!-』関連曲 |
| 2017年3月29日  | THE IDOLM@STER PLATINUM MASTER ENCORE 紅白応援V                                                                            | 如月千早（今井麻美）、萩原雪歩（浅倉杏美） | 「紅白応援V」 | イベント『THE IDOLM@STER PRODUCER MEETING 2017 765PRO ALLSTARS -Fun to the new vision!!-』関連曲 |
| 2017年6月21日  | ガールフレンド（仮） キャラクターソングシリーズ Vol.06                                                                     | C組カンタービレ | 「群青とコントレイル」 | ゲーム『ガールフレンド（仮）』関連曲                                                             |
| 2017年7月26日  | THE IDOLM@STER MILLION THE@TER GENERATION 01 Brand New Theater!                                                            | 765 MILLION ALLSTARS | 「Brand New Theater!」 | ゲーム『アイドルマスター ミリオンライブ! シアターデイズ』テーマソング                            |
| 2017年7月26日  | THE IDOLM@STER MILLION THE@TER GENERATION 01 Brand New Theater!                                                            | 765 MILLION ALLSTARS | 「Dreaming!」 | ゲーム『アイドルマスター ミリオンライブ！ シアターデイズ』関連曲                                 |
| 2017年8月22日  | THE IDOLM@STER MASTER PRIMAL ROCKIN' RED                                                                                   | 天海春香（中村繪里子）、如月千早（今井麻美）、四条貴音（原由実）、秋月律子（若林直美） | 「BRAVE STAR」 | ゲーム『アイドルマスター』関連曲                                                                 |
| 2017年8月22日  | THE IDOLM@STER MASTER PRIMAL ROCKIN' RED                                                                                   | 天海春香（中村繪里子）、如月千早（今井麻美） | 「CRIMSON LOVERS」 | ゲーム『アイドルマスター』関連曲                                                                 |
| 2017年10月7日  | THE IDOLM@STER 765 MILLIONSTARS HOTCHPOTCH FESTIV@L!! Happy!でSHOW!                                                        | 如月千早（今井麻美） | 「Happy!（M@STER VERSION）」 | ゲーム『アイドルマスター プラチナスターズ』関連曲                                                |
| 2017年11月22日 | THE IDOLM@STER MILLION THE@TER GENERATION 02 フェアリースターズ                                                            | フェアリースターズ | 「Brand New Theater!」 | ゲーム『アイドルマスター ミリオンライブ！ シアターデイズ』関連曲                                 |
| 2017年12月22日 | THE IDOLM@STER STELLA MASTER 00 ToP!!!!!!!!!!!!!                                                                           | 765PRO ALLSTARS | 「ToP!!!!!!!!!!!!!（M＠STER VERSION）」 | ゲーム『アイドルマスター ステラステージ』関連曲                                                  |
| 2017年         | CR南国育ち 羽根 ORIGINAL SOUND TRACK                                                                                       | 涼風まどか（ミルノ純）、夕凪いずみ（今井麻美）、キキ・コリンズ | 「Reach for the SKY!」 「Reach for the SKY! 〜NSHver〜」 | パチンコ『CR南国育ち 羽根』関連曲                                                                |
| 2018年1月5日   | THE IDOLM@STER ニューイヤーライブ!! 初星宴舞 会場オリジナルCD                                                              | 如月千早（今井麻美）、萩原雪歩（浅倉杏美）、双海真美（下田麻美） | 「静かな夜に願いを…（M@STER VERSION）」 | ゲーム『アイドルマスター ワンフォーオール』関連曲                                                |
| 2018年1月5日   | THE IDOLM@STER LIVE THE@TER SOLO COLLECTION 05 765PRO ALLSTARS                                                             | 如月千早（今井麻美） | 「Blue Symphony」 | ゲーム『アイドルマスター ミリオンライブ！』関連曲                                                |
| 2018年2月7日   | THE IDOLM@STER STELLA MASTER 01 Vertex Meister                                                                             | 如月千早（今井麻美）、秋月律子（若林直美）、菊地真（平田宏美）、四条貴音（原由実）、我那覇響（沼倉愛美） | 「Vertex Meister（M@STER VERSION）」 | ゲーム『アイドルマスター ステラステージ』関連曲                                                  |
| 2018年2月7日   | THE IDOLM@STER STELLA MASTER 01 Vertex Meister                                                                             | 如月千早（今井麻美）、萩原雪歩（浅倉杏美） | 「inferno SQUARING」 | ゲーム『アイドルマスター ステラステージ』関連曲                                                  |
| 2018年4月4日   | THE IDOLM@STER MILLION LIVE! M@STER SPARKLE 08                                                                             | 765 MILLION ALLSTARS | 「Brand New Theater!」 | ゲーム『アイドルマスター ミリオンライブ！ シアターデイズ』関連曲                                 |
| 2018年6月13日  | THE IDOLM@STER STELLA MASTER ENCORE shy→shining                                                                            | 765PRO ALLSTARS | 「shy→shining（M@STER VERSION）」 | ゲーム『アイドルマスター ステラステージ』関連曲                                                  |
| 2018年6月13日  | THE IDOLM@STER STELLA MASTER ENCORE shy→shining                                                                            | 如月千早（今井麻美） | 「shy→shining（M@STER VERSION）」 | ゲーム『アイドルマスター ステラステージ』関連曲                                                  |
| 2018年8月22日  | アナザースカイ〜GRANBLUE FANTASY〜                                                                                         | ヴィーラ（今井麻美） | 「アナザースカイ」 | ゲーム『グランブルーファンタジー』関連曲                                                         |
| 2018年8月29日  | THE IDOLM@STER MILLION THE@TER GENERATION 11 UNION!!                                                                       | 765 MILLION ALLSTARS | 「UNION!!」 「Welcome!!」 | ゲーム『アイドルマスター ミリオンライブ！ シアターデイズ』関連曲                                 |
| 2018年11月21日 | THE IDOLM@STER 765 MILLIONSTARS HOTCHPOTCH FESTIV@L!! LIVE CD                                                              | 如月千早（今井麻美）、萩原雪歩（浅倉杏美）、水瀬伊織（釘宮理恵）、双海亜美・真美（下田麻美） | 「俠気乱舞」 | ゲーム『アイドルマスター ミリオンライブ！ シアターデイズ』関連曲                                 |
| 2018年11月28日 | プリンセスコネクト！Re:Dive PRICONNE CHARACTER SONG 06                                                                     | タマキ（沼倉愛美）、ミフユ（田所あずさ）、アキノ（松嵜麗）、ユカリ（今井麻美） | 「キンキラ☆ハピネス！」 | ゲーム『プリンセスコネクト！Re:Dive』挿入歌                                                      |
| 2018年12月28日 | Fluna! | Fluna | 「Fluna!」 「不思議に感じても季節は」 | 『ツキウタ。』関連曲                                                                             |
| 2019年1月9日   | THE IDOLM@STER 初星-mix | 765PRO ALLSTARS | 「THE IDOLM@STER 初星-mix」 | ライブイベント『THE IDOLM@STER ニューイヤーライブ!! 初星宴舞』関連曲                             |
| 2019年1月25日  | 「ツキウタ。」キャラクターCD・3rdシーズン2 花園雪「徒花」                                                                  | 花園雪（今井麻美） | 「徒花」 | 『ツキウタ。』関連曲                                                                             |
| 2019年1月30日  | THE IDOLM@STER ニューイヤーライブ!! 初星宴舞 LIVE Blu-ray 絢爛装丁版 特典CD                                                | 765PRO ALLSTARS | 「THE IDOLM@STER 初星-mix ロングイントロver.」 | ライブイベント『THE IDOLM@STER ニューイヤーライブ!! 初星宴舞』関連曲                             |
| 2019年6月26日  | THE IDOLM@STER MILLION THE@TER GENERATION 18 765PRO ALLSTARS                                                               | 765PRO ALLSTARS | 「LEADER!!」 「Brand New Theater!」 | ゲーム『アイドルマスター ミリオンライブ！ シアターデイズ』関連曲                                 |
| 2019年7月24日  | THE IDOLM@STER MILLION THE@TER WAVE 01 Flyers!!!                                                                           | 765 MILLION ALLSTARS | 「Flyers!!!」 | ゲーム『アイドルマスター ミリオンライブ！ シアターデイズ』関連曲                                 |
| 2019年11月27日 | THE IDOLM@STER THE@TER CHALLENGE 02                                                                                        | 如月千早（今井麻美）、菊地真（平田宏美）、星井美希（長谷川明子）、エミリー スチュアート（郁原ゆう）、天海春香（中村繪里子） | 「World Changer」 「DIAMOND DAYS」 | ゲーム『アイドルマスター ミリオンライブ！ シアターデイズ』関連曲                                 |
| 2019年11月29日 | 月花神楽 | 花園雪（今井麻美） | 「月花神楽」 | 舞台『月花神楽』主題歌                                                                           |
| 2019年         | - | マーガレット（今井麻美） | 「人生最後の一日」 | ゲーム『重装戦姫』関連曲                                                                         |
| 2020年1月29日  | THE IDOLM@STER MILLION THE@TER WAVE 05 ARCANA                                                                              | ARCANA | 「Fermata in Rapsodia」 「DEpArture from THe life」 | ゲーム『アイドルマスター ミリオンライブ！ シアターデイズ』関連曲                                 |
| 2020年8月26日  | THE IDOLM@STER MILLION THE@TER WAVE 10 Glow Map                                                                            | 765 MILLION ALLSTARS | 「Glow Map」 | ゲーム『アイドルマスター ミリオンライブ！ シアターデイズ』関連曲                                 |
| 2020年9月30日  | なんどでも笑おう | THE IDOLM@STER FIVE STARS!!! | 「なんどでも笑おう」 | 「アイドルマスターシリーズ」関連曲                                                               |
| 2020年9月30日  | なんどでも笑おう【765PRO ALLSTARS盤】                                                                                      | 765PRO ALLSTARS | 「なんどでも笑おう」 | 「アイドルマスターシリーズ」関連曲                                                               |
| 2020年9月30日  | なんどでも笑おう【765PRO ALLSTARS盤】                                                                                      | 如月千早（今井麻美） | 「なんどでも笑おう」 | 「アイドルマスターシリーズ」関連曲                                                               |
| 2021年6月16日  | THE IDOLM@STER MASTER ARTIST 4 10 如月千早                                                                                 | 如月千早（今井麻美） | 「Coming Smile」 「歌う人」 「ハロー」 「マジで…!?」 「New Me, Continued」 | 『アイドルマスター』関連曲                                                                       |
| 2021年7月28日  | THE IDOLM@STER MILLION THE@TER SEASON Harmony 4 You                                                                        | 765 MILLION ALLSTARS | 「Harmony 4 You」 | ゲーム『アイドルマスター ミリオンライブ！ シアターデイズ』関連曲                                 |
| 2021年7月28日  | THE IDOLM@STER MILLION THE@TER SEASON Harmony 4 You                                                                        | 765PRO ALLSTARS | 「EVERYDAY STARS!!」 | ゲーム『アイドルマスター ミリオンライブ！ シアターデイズ』関連曲                                 |
| 2021年8月25日  | THE IDOLM@STER MILLION LIVE! 聖ミリオン女学園                                                                              | 永吉昴（斉藤佑圭）、如月千早（今井麻美）、篠宮可憐（近藤唯） | 「聖ミリオン女学園校歌」 | ゲーム『アイドルマスター ミリオンライブ！ シアターデイズ』関連曲                                 |
| 2021年10月6日  | THE IDOLM@STER STARLIT SEASON 00 GR@TITUDE                                                                                 | Project LUMINOUS | 「GR@TITUDE」 | ゲーム『アイドルマスター スターリットシーズン』テーマソング                                      |
| 2021年10月6日  | THE IDOLM@STER STARLIT SEASON 00 GR@TITUDE 日本コロムビア盤                                                                | 765PRO ALLSTARS | 「GR@TITUDE」 | ゲーム『アイドルマスター スターリットシーズン』テーマソング                                      |
| 2021年11月24日 | THE IDOLM@STER MILLION LIVE! M@STER SPARKLE2 02                                                                            | 如月千早（今井麻美） | 「君に映るポートレイト」 | ゲーム『アイドルマスター ミリオンライブ！ シアターデイズ』関連曲                                 |
| 2021年12月1日  | THE IDOLM@STER STARLIT SEASON 01                                                                                           | Project LUMINOUS | 「THE IDOLM@STER」 | ゲーム『アイドルマスター スターリットシーズン』関連曲                                            |
| 2021年12月1日  | THE IDOLM@STER STARLIT SEASON 01                                                                                           | 765PRO ALLSTARS、MILLIONSTARS | 「Thank you!」 | ゲーム『アイドルマスター スターリットシーズン』関連曲                                            |
| 2021年12月1日  | THE IDOLM@STER STARLIT SEASON 01                                                                                           | 765PRO ALLSTARS、シャイニーカラーズ | 「Spread the Wings!!」 | ゲーム『アイドルマスター スターリットシーズン』関連曲                                            |
| 2022年1月19日  | THE IDOLM@STER STARLIT SEASON 02                                                                                           | 765PRO ALLSTARS、シャイニーカラーズ | 「READY!!」 | ゲーム『アイドルマスター スターリットシーズン』関連曲                                            |
| 2022年1月19日  | THE IDOLM@STER STARLIT SEASON 02                                                                                           | 765PRO ALLSTARS、CINDERELLA GIRLS、MILLIONSTARS | 「Brand New Theater!」 | ゲーム『アイドルマスター スターリットシーズン』関連曲                                            |
| 2022年3月2日   | THE IDOLM@STER STARLIT SEASON 03                                                                                           | 765PRO ALLSTARS、MILLIONSTARS | 「UNION!!」 | ゲーム『アイドルマスター スターリットシーズン』関連曲                                            |
| 2022年3月2日   | THE IDOLM@STER STARLIT SEASON 03                                                                                           | 如月千早（今井麻美）、秋月律子（若林直美）、三浦あずさ（たかはし智秋）、四条貴音（原由実）、神崎蘭子（内田真礼）、最上静香（田所あずさ）、白石紬（南早紀）、白瀬咲耶（八巻アンナ）、杜野凛世（丸岡和佳奈）、奥空心白（田中あいみ）                                       | 「アイシテの呪縛 〜Je vous aime〜」 | ゲーム『アイドルマスター スターリットシーズン』関連曲                                            |
| 2022年4月13日  | THE IDOLM@STER STARLIT SEASON 04                                                                                           | 765PRO ALLSTARS | 「IDOL☆HEART」 | ゲーム『アイドルマスター スターリットシーズン』関連曲                                            |
| 2022年4月13日  | THE IDOLM@STER STARLIT SEASON 04                                                                                           | 如月千早（今井麻美）、秋月律子（若林直美）、三浦あずさ（たかはし智秋）、四条貴音（原由実）、神崎蘭子（内田真礼）、高垣楓（早見沙織）、最上静香（田所あずさ）、白石紬（南早紀）、白瀬咲耶（八巻アンナ）、杜野凛世（丸岡和佳奈）、奥空心白（田中あいみ）、玲音（茅原実里） | 「ダンス・ダンス・ダンス」 | ゲーム『アイドルマスター スターリットシーズン』関連曲                                            |
| 2022年4月13日  | THE IDOLM@STER STARLIT SEASON 04                                                                                           | Project LUMINOUS、DIAMANT | 「GR＠TITUDE」 | ゲーム『アイドルマスター スターリットシーズン』関連曲                                            |
| 2022年4月13日  | THE IDOLM@STER STARLIT SEASON 04                                                                                           | 765PRO ALLSTARS、奥空心白（田中あいみ）、亜夜（日高里菜） | 「なんどでも笑おう」 | ゲーム『アイドルマスター スターリットシーズン』関連曲                                            |
| 2022年6月27日  | アイドルマスター ミリオンライブ！ Blooming Clover 第11巻限定版 オリジナルCD                                                | 如月千早（今井麻美）、北沢志保（雨宮天） | 「shy→shining」 | 漫画『アイドルマスター ミリオンライブ！ Blooming Clover』関連曲                                  |
| 2022年6月29日  | THE IDOLM@STER MILLION THE@TER SEASON LOVERS HEART                                                                         | LOVERS HEART | 「空色♡ Birthday Card」 「Harmony 4 You」 | ゲーム『アイドルマスター ミリオンライブ！ シアターデイズ』関連曲                                 |
| 2022年6月29日  | THE IDOLM@STER MILLION THE@TER SEASON LOVERS HEART                                                                         | 福田のり子（浜崎奈々）、松田亜利沙（村川梨衣）、如月千早（今井麻美）、北上麗花（平山笑美）、高山紗代子（駒形友梨） | 「紙・心・ペン・心-SHISHINPENSHIN-」 | ゲーム『アイドルマスター ミリオンライブ！ シアターデイズ』関連曲                                 |
| 2022年7月9日   | THE IDOLM@STER LIVE THE@TER SOLO COLLECTION 10 765PRO ALLSTARS                                                             | 如月千早（今井麻美） | 「World Changer」 | ゲーム『アイドルマスター ミリオンライブ！ シアターデイズ』関連曲                                 |
| 2022年7月9日   | THE IDOLM@STER 765PRO ALLSTARS LIVE SUNRICH COLORFUL コロムビア会場オリジナルCD                                            | 如月千早（今井麻美） | 「BRAVE STAR」 | ゲーム『アイドルマスター』関連曲                                                                 |
| 2022年7月25日  | THE IDOLM@STER MILLION LIVE! THEATER DAYS Brand New Song 第5巻特装版特典CD                                                 | 如月千早（今井麻美）、高山紗代子（駒形友梨） | 「Miracle Night」 | 漫画『THE IDOLM@STER MILLION LIVE! THEATER DAYS Brand New Song』関連曲                           |
| 2022年7月27日  | プリンセスコネクト！Re:Dive PRICONNE CHARACTER SONG 28                                                                     | アオイ（花澤香菜）、ユカリ（今井麻美）、ジュン（川澄綾子） | 「さん！シャインPARTY」 | ゲーム『プリンセスコネクト！Re:Dive』挿入歌                                                      |
| 2022年7月27日  | プリンセスコネクト！Re:Dive PRICONNE CHARACTER SONG 28                                                                     | ユカリ（今井麻美） | 「さん！シャインPARTY」 | ゲーム『プリンセスコネクト！Re:Dive』関連曲                                                      |
| 2022年7月27日  | THE IDOLM@STER MILLION THE@TER SEASON 夢にかけるRainbow                                                                    | 765 MILLION ALLSTARS | 「夢にかけるRainbow」 | ゲーム『アイドルマスター ミリオンライブ！ シアターデイズ』関連曲                                 |
| 2022年7月27日  | THE IDOLM@STER MILLION THE@TER SEASON 夢にかけるRainbow                                                                    | フェアリースターズ | 「夢にかけるRainbow」 | ゲーム『アイドルマスター ミリオンライブ！ シアターデイズ』関連曲                                 |
| 2022年12月14日 | THE IDOLM@STER MILLION THE@TER VARIETY 02                                                                                  | 765 MILLION ALLSTARS | 「Brand New Theater! 〜Brand New Year Ver.〜」 | ゲーム『アイドルマスター ミリオンライブ！ シアターデイズ』関連曲                                 |
| 2023年2月11日  | THE IDOLM@STER M@STERS OF IDOL WORLD!!!!! 2023 なんどでも笑おう                                                            | 765PRO ALLSTARS | 「なんどでも笑おう」 | 「アイドルマスターシリーズ」関連曲                                                               |
| 2023年2月11日  | THE IDOLM@STER M@STERS OF IDOL WORLD!!!!! 2023 なんどでも笑おう                                                            | 如月千早（今井麻美） | 「なんどでも笑おう」 | 「アイドルマスターシリーズ」関連曲                                                               |
| 2023年3月23日  | THE IDOLM@STER 765 MILLION ALLSTARS BEST                                                                                   | 765 MILLION ALLSTARS | 「Thank You!（765 MILLION ALLSTARS ver.）」 「夢にかけるRainbow（Brand New Ver.）」 「Crossing!」 | ゲーム『アイドルマスター ミリオンライブ！ シアターデイズ』関連曲                                 |
| 2023年5月31日  | THE IDOLM@STER MILLION THE@TER VARIETY 03                                                                                  | 如月千早（今井麻美）、木下ひなた（田村奈央）、天空橋朋花（小岩井ことり）、徳川まつり（諏訪彩花）、馬場このみ（髙橋ミナミ） | 「リベレイシング／アロン -LiberaSing Along-」 | ゲーム『アイドルマスター ミリオンライブ！ シアターデイズ』関連曲                                 |
| 2023年7月26日  | THE IDOLM@STER 765PRO LIVE THE@TER COLLECTION Vol.2                                                                        | 765PRO ALLSTARS | 「Dreaming!」 「UNION!!」 「Flyers!!!」 「Glow Map」 「Harmony 4 You」 「夢にかけるRainbow」 | ゲーム『アイドルマスター ミリオンライブ！ シアターデイズ』関連曲                                 |
| 2023年7月26日  | THE IDOLM@STER MILLION LIVE! グッドサイン                                                                                  | 765 MILLION ALLSTARS | 「グッドサイン」 | ゲーム『アイドルマスター ミリオンライブ！ シアターデイズ』関連曲                                 |
| 2023年7月26日  | THE IDOLM@STER MILLION LIVE! グッドサイン                                                                                  | 765PRO ALLSTARS | 「グッドサイン」 | ゲーム『アイドルマスター ミリオンライブ！ シアターデイズ』関連曲                                 |
| 2024年1月15日  | Laters | テキサス（田所あずさ）、ラップランド（今井麻美） | 「Laters」 | ゲーム『アークナイツ』関連曲                                                                     |
| 2024年2月21日  | THE IDOLM@STER MILLION ANIMATION THE@TER START THE DREAM                                                                   | 765 MILLIONSTARS | 「READY!!（Anime ver.）」 | テレビアニメ『アイドルマスター ミリオンライブ！』挿入歌                                          |
| 2024年2月21日  | THE IDOLM@STER MILLION ANIMATION THE@TER START THE DREAM                                                                   | 如月千早（今井麻美）、最上静香（田所あずさ）、北沢志保（雨宮天）、箱崎星梨花（麻倉もも） | 「G線上のアリア」 | テレビアニメ『アイドルマスター ミリオンライブ！』挿入歌                                          |
| 2024年7⽉31⽇  | THE IDOLM@STER MILLION LIVE! 7Days A Week!!                                                                                | 765 MILLION ALLSTARS | 「7Days A Week!!」 「DIAMOND DAYS」 | ゲーム『アイドルマスター ミリオンライブ！ シアターデイズ』関連曲                                 |
| 2024年7⽉31⽇  | THE IDOLM@STER LIVE THE@TER SOLO COLLECTION 「DIAMOND DAYS」 765PRO ALLSTARS                                               | 如月千早（今井麻美） | 「DIAMOND DAYS」 | ゲーム『アイドルマスター ミリオンライブ！ シアターデイズ』関連曲                                 |
| 2024年12月11日 | アイ NEED YOU（FOR WONDERFUL STORY）【765PRO ALLSTARS盤】                                                                  | THE IDOLM@STER BRILLIANT STARS | 「アイ NEED YOU（FOR WONDERFUL STORY）」 | 「アイドルマスターシリーズ」20周年記念楽曲                                                       |
| 2024年12月11日 | アイ NEED YOU（FOR WONDERFUL STORY）【765PRO ALLSTARS盤】                                                                  | 765PRO ALLSTARS | 「アイ NEED YOU（FOR WONDERFUL STORY）」 | 「アイドルマスターシリーズ」20周年記念楽曲                                                       |
| 2024年12月11日 | アイ NEED YOU（FOR WONDERFUL STORY）【765PRO ALLSTARS盤】                                                                  | 如月千早（今井麻美） | 「アイ NEED YOU（FOR WONDERFUL STORY）」 | 「アイドルマスターシリーズ」20周年記念楽曲                                                       |

### その他参加作品
| 発売日   | 商品名                                                      | 歌                                                        | 楽曲 | 備考                                                                  |
| 2002年   | 2002年                                                      | 2002年                                                    | 2002年 | 2002年                                                                |
| -------- | ----------------------------------------------------------- | --------------------------------------------------------- | --- | --------------------------------------------------------------------- |
| 9月1日   | 番組非公認海賊版CD 智一・美樹のラジオ・ビッグバソ BGP First | 今井麻美                                                  | 「return to…〜約束の丘〜」 | ラジオ『智一・美樹のラジオビッグバン』関連曲                          |
| 9月1日   | 番組非公認海賊版CD 智一・美樹のラジオ・ビッグバソ BGP First | つぶつぶマンゴー☆                                         | 「PAPAIYA!（Live Ver.）」 | ラジオ『智一・美樹のラジオビッグバン』関連曲                          |
| 2004年   |                                                             |                                                           | |                                                                       |
| 3月20日  | USO800                                                      | ポアロ、今井麻美、榎本温子、浅野真澄、菊池志穂、O.T.Queen | 「愛・おぼえていますか」 「BALSE」 |                                                                       |
| 3月20日  | USO800                                                      | ポアロ、今井麻美、関智一                                  | 「BANG!」 |                                                                       |
| 2006年   |                                                             |                                                           | |                                                                       |
| 9月27日  | THE IDOLM@STER RADIO 〜歌姫楽園〜                           | たかはし智秋、今井麻美                                    | 「太陽と月」 「夢見る頃」 「URGENT!!!」 | ラジオ『THE IDOLM@STER RADIO』関連曲                                  |
| 9月27日  | THE IDOLM@STER RADIO 〜歌姫楽園〜                           | 今井麻美                                                  | 「月下祭〜la festa sotto la luna〜」 | ラジオ『THE IDOLM@STER RADIO』関連曲                                  |
| 9月27日  | THE IDOLM@STER RADIO 〜歌姫楽園〜                           | 如月千早（今井麻美）                                      | 「蒼い鳥（M@STER VERSION）」 | ゲーム『THE IDOLM@STER』関連曲                                        |
| 11月     | ラジオdeアイマSHOW! PREMIUM CD                              | TORICO                                                    | 「SHINING STAR★彡」 | ラジオ『ラジオdeアイマSHOW!』前期テーマソング                         |
| 2007年   |                                                             |                                                           | |                                                                       |
| 5月30日  | THE IDOLM@STER RADIO TOP×TOP!                               | 如月千早（今井麻美）、三浦あずさ（たかはし智秋）          | 「GO MY WAY!!」 | ゲーム『THE IDOLM@STER』関連曲                                        |
| 5月30日  | THE IDOLM@STER RADIO TOP×TOP!                               | たかはし智秋、今井麻美                                    | 「もらい泣き」 「魂のルフラン」 「少年時代」 「secret base 〜君がくれたもの〜」 「ロコロコのうた」 「乙女のポリシー」 「キャンディ・キャンディ」 「にんげんっていいな」 「Okey-dokey」 | ラジオ『THE IDOLM@STER RADIO』関連曲                                  |
| 5月30日  | THE IDOLM@STER RADIO TOP×TOP!                               | たかはし智秋、今井麻美、仁後真耶子                        | 「ウェディング・ベル」 | ラジオ『THE IDOLM@STER RADIO』関連曲                                  |
| 5月30日  | THE IDOLM@STER RADIO TOP×TOP!                               | たかはし智秋、今井麻美、中村繪里子                        | 「夢をあきらめないで」 | ラジオ『THE IDOLM@STER RADIO』関連曲                                  |
| 5月30日  | THE IDOLM@STER RADIO TOP×TOP!                               | たかはし智秋、今井麻美、下田麻美                          | 「CAT'S EYE」 | ラジオ『THE IDOLM@STER RADIO』関連曲                                  |
| 5月30日  | THE IDOLM@STER RADIO TOP×TOP!                               | たかはし智秋、今井麻美、長谷川明子                        | 「ちょこっとLOVE」 | ラジオ『THE IDOLM@STER RADIO』関連曲                                  |
| 5月30日  | THE IDOLM@STER RADIO TOP×TOP!                               | 今井麻美                                                  | 「愛・おぼえていますか」 「月のしずく」 「声が聴こえる」 | ラジオ『THE IDOLM@STER RADIO』関連曲                                  |
| 10月24日 | DJCD ラジオdeアイマSHOW! Vol.4.5                            | Engage!                                                   | 「アナタのヒトコト」 | ラジオ『ラジオdeアイマSHOW!』後期テーマソング                         |
| 2008年   |                                                             |                                                           | |                                                                       |
| 4月2日   | THE IDOLM@STER RADIO VOCAL MASTER                           | 今井麻美、たかはし智秋                                    | 「春の日差し」 「Inspire」 「URGENT!!!」 「あしたアイシテル」 「Okey-dokey」 「Contradiction」 「アイレデッスカ!?」 | ラジオ『THE IDOLM@STER RADIO』関連曲                                  |
| 4月2日   | THE IDOLM@STER RADIO VOCAL MASTER                           | 今井麻美                                                  | 「Still Love」 | ラジオ『THE IDOLM@STER RADIO』関連曲                                  |
| 6月4日   | THE IDOLM@STER RADIO COLORFUL MEMORIES                      | たかはし智秋、今井麻美                                    | 「START」 「大きな古時計」 「tune the rainbow」 「雪の華」 「White Love」 「これが私の生きる道」 「王蟲との交流」 「レッツゴー!! ライダーキック」 「あずさ2号」 「自動車ショー歌」 「仰げば尊し」 | ラジオ『THE IDOLM@STER RADIO』関連曲                                  |
| 6月4日   | THE IDOLM@STER RADIO COLORFUL MEMORIES                      | たかはし智秋、今井麻美、若林直美                          | 「君にありがとう」 | ラジオ『THE IDOLM@STER RADIO』関連曲                                  |
| 6月4日   | THE IDOLM@STER RADIO COLORFUL MEMORIES                      | たかはし智秋、今井麻美、仁後真耶子                        | 「Let Me Be With You」 | ラジオ『THE IDOLM@STER RADIO』関連曲                                  |
| 6月4日   | THE IDOLM@STER RADIO COLORFUL MEMORIES                      | たかはし智秋、今井麻美、下田麻美                          | 「おジャ魔女カーニバル」 | ラジオ『THE IDOLM@STER RADIO』関連曲                                  |
| 6月4日   | THE IDOLM@STER RADIO COLORFUL MEMORIES                      | たかはし智秋、今井麻美、平田宏美                          | 「HOT LIMIT」 | ラジオ『THE IDOLM@STER RADIO』関連曲                                  |
| 6月4日   | THE IDOLM@STER RADIO COLORFUL MEMORIES                      | 今井麻美                                                  | 「KISSして」 「地上の星」 | ラジオ『THE IDOLM@STER RADIO』関連曲                                  |
| 12月25日 | トランス北斗の拳                                            | 今井麻美                                                  | 「DRY YOUR TEARS（quad MIX）」 | 『北斗の拳』25周年記念オフィシャル・アルバム                          |
| 12月25日 | トランス北斗の拳                                            | クリスタルキング with 今井麻美＆滝田樹里                  | 「ユリア…永遠に（DJ KOO MIX）」 | 『北斗の拳』25周年記念オフィシャル・アルバム                          |
| 2009年   |                                                             |                                                           | |                                                                       |
| 3月25日  | THE IDOLM@STER RADIO 歌道場                                 | たかはし智秋、今井麻美                                    | 「ドリルでルンルン クルルンルン」 「ブルーウォーター」 「デリケートに好きして」 「春一番」 「Over Drive」 「暁の車」 「崖の上のポニョ」 「KI-ZU-NA〜遥かなる者へ」 「ミラクル・ガール」 「UFO」 「翼をください」 「淋しい熱帯魚」 「果てなく続くストーリー」 「異邦人」 「恋花火」 「手紙 〜拝啓 十五の君へ〜」 「もらい泣き」 「僕はあなたに恋する」 | ラジオ『THE IDOLM@STER RADIO』関連曲                                  |
| 3月25日  | THE IDOLM@STER RADIO 歌道場                                 | たかはし智秋、今井麻美、平田宏美                          | 「ベルサイユのばら〜薔薇は美しく散る〜」 | ラジオ『THE IDOLM@STER RADIO』関連曲                                  |
| 3月25日  | THE IDOLM@STER RADIO 歌道場                                 | たかはし智秋、今井麻美、原由実                            | 「守ってあげたい」 | ラジオ『THE IDOLM@STER RADIO』関連曲                                  |
| 3月25日  | THE IDOLM@STER RADIO 歌道場                                 | たかはし智秋、今井麻美、若林直美                          | 「丸の内サディスティック」 | ラジオ『THE IDOLM@STER RADIO』関連曲                                  |
| 3月25日  | THE IDOLM@STER RADIO 歌道場                                 | 今井麻美                                                  | 「真実の詩」 「空の欠片」 | ラジオ『THE IDOLM@STER RADIO』関連曲                                  |
| 7月15日  | THE IDOLM@STER RADIO LONG TIME                              | 今井麻美                                                  | 「7 colors」 「ギフト」 | ラジオ『THE IDOLM@STER RADIO』関連曲                                  |
| 7月15日  | THE IDOLM@STER RADIO LONG TIME                              | 今井麻美、たかはし智秋                                    | 「Smile Smile Smile」 「Lady☆Cake」 「エール」 「JM-Justify Myself-」 「Melting season」 「てがみうた」 「pink の february」 「また、はじめよう。」 | ラジオ『THE IDOLM@STER RADIO』関連曲                                  |
| 9月18日  | DG-10                                                       | DG-10                                                     | 「ハイスクールララバイ」 「アメフリカエル」 「DG-10」 |                                                                       |
| 9月18日  | LOVE SYNTHESIZER!                                           | DG-10                                                     | 「Rock'n Rouge」 「シンセサイザーに恋して」 「I LOVE YOU」 |                                                                       |
| 12月23日 | GOLDEN SYNTHESIZER!                                         | DG-10                                                     | 「風の谷のナウシカ」 「GHOSTBUSTERS」 「Wonderful Christmastime」 「ワタクシタチハ」 |                                                                       |
| 12月30日 | 東方聖夜祭 紅魔館のクリスマス                               | 今井麻美、喜多村英梨                                      | 「Silent Night,Holy Night」 | ドラマCD『東方聖夜祭 紅魔館のクリスマス』挿入歌                       |
| 2010年   |                                                             |                                                           | |                                                                       |
| 1月27日  | GREEN SYNTHESIZER!                                          | DG-10                                                     | 「GHOSTBUSTERS（佐野電磁 remix）」 「VCO-VCF-VCA（koishistyle remix）」 「VCO-VCF-VCA（koishistyle remix a cappella）」 |                                                                       |
| 1月27日  | GREEN SYNTHESIZER!                                          | VCO（今井麻美）                                           | 「ハイスクールララバイ（VCO ver.）」 |                                                                       |
| 2月24日  | THE IDOLM@STER Vocal Collection 01                          | you-i                                                     | 「FO(U)R」 | ラジオ『アイドルマスター Radio For You!』テーマソング                 |
| 3月24日  | THE IDOLM@STER STATION!!! FIRST TRAVEL                      | 今井麻美、原由実、沼倉愛美                                | 「DEAD or ALIVE」 「はっぴぃ☆ほりっく」 | ラジオ『THE IDOLM@STER STATION!!!』関連曲                             |
| 3月24日  | THE IDOLM@STER STATION!!! FIRST TRAVEL                      | 今井麻美                                                  | 「SHADOWLESS」 | ラジオ『THE IDOLM@STER STATION!!!』関連曲                             |
| 6月30日  | THE IDOLM@STER STATION!!! SECOND TRAVEL 〜Seaside Date〜    | 今井麻美                                                  | 「Angel Night〜天使のいる場所〜」 「ときめきの導火線」 | ラジオ『THE IDOLM@STER STATION!!!』関連曲                             |
| 6月30日  | THE IDOLM@STER STATION!!! SECOND TRAVEL 〜Seaside Date〜    | 今井麻美、沼倉愛美                                        | 「夢色チェイサー」 「3年目の浮気」 | ラジオ『THE IDOLM@STER STATION!!!』関連曲                             |
| 6月30日  | THE IDOLM@STER STATION!!! SECOND TRAVEL 〜Seaside Date〜    | 今井麻美、原由実、沼倉愛美                                | 「塊オンザウィングス」 「ガラガラヘビがやってくる」 「ルージュの伝言」 「一期一会」 「プラチナ」 「Alright!!」 「Sweet Soul Revue」 「偶然の確率」 「アンパンマンのマーチ」 「勇気りんりん」 「桜坂」 「卒業」 | ラジオ『THE IDOLM@STER STATION!!!』関連曲                             |
| 9月29日  | ソルフェージュ ボーカルコレクション                         | 今井麻美                                                  | 「Resonance」 | ゲーム『ソルフェージュ〜La finale〜』挿入歌                           |
| 2011年   |                                                             |                                                           | |                                                                       |
| 4月13日  | THE IDOLM@STER STATION!!! THIRD TRAVEL WANTED!!!            | 今井麻美、原由実、沼倉愛美                                | 「風と丘のバラード」 「ジューンブライド 〜あなたしか見えない〜」 「青い珊瑚礁」 「おばけなんてないさ」 「星空のディスタンス」 「もう恋なんてしない」 「Mr.Moonlight 〜愛のビッグバンド〜」 「嵐の中で輝いて」 「夢にエール!パティシエール♪」 「Traveler」                                                                                             | ラジオ『THE IDOLM@STER STATION!!!』関連曲                             |
| 4月13日  | THE IDOLM@STER STATION!!! THIRD TRAVEL WANTED!!!            | 今井麻美、原由実、沼倉愛美、下田麻美                      | 「恋愛レボリューション21」 | ラジオ『THE IDOLM@STER STATION!!!』関連曲                             |
| 4月13日  | THE IDOLM@STER STATION!!! THIRD TRAVEL WANTED!!!            | 原由実、今井麻美                                          | 「イミテイション・ゴールド」 | ラジオ『THE IDOLM@STER STATION!!!』関連曲                             |
| 4月13日  | THE IDOLM@STER STATION!!! THIRD TRAVEL WANTED!!!            | 今井麻美                                                  | 「ひとつだけ」 | ラジオ『THE IDOLM@STER STATION!!!』関連曲                             |
| 2012年   |                                                             |                                                           | |                                                                       |
| 1月1日   | fripSide PC game compilation vol.1                          | 今井麻美、長谷川明子                                      | 「STAR☆CARNIVAL」 | ゲーム『ティンクル☆くるせいだーす STARLIT BRAVE!!』主題歌             |
| 2月7日   | 電磁マシマCD                                                | DG-10                                                     | 「Parameters」 |                                                                       |
| 2013年   |                                                             |                                                           | |                                                                       |
| 4月17日  | Twinkle Voice〜声の贈り物〜                                 | Twinkle Voice All Stars                                   | 「空も飛べるはず」 |                                                                       |
| 4月17日  | Twinkle Voice〜声の贈り物〜                                 | 今井麻美                                                  | 「案山子」 |                                                                       |
| 8月22日  | 今井麻美と原由実のラジオ『コープスパーティーR』01           | 今井麻美、原由実                                          | 「ヒカリ」 | ラジオ『今井麻美と原由実のラジオ『コープスパーティーR』』テーマソング |
| 2014年   |                                                             |                                                           | |                                                                       |
| 1月22日  | Disney Rocks!!! Girl's Power!                               | 今井麻美                                                  | 「カラー・オブ・ザ・ウィンド」 |                                                                       |

## ライブ・イベント

### ワンマンライブ
| 形態         | タイトル                                                               | 公演年 | 公演日・会場 |
| ------------ | ---------------------------------------------------------------------- | ------ | --- |
| 単発ライブ   | 今井麻美 1stソロライブ COLOR SANCTUARY                                 | 2010年 | 12月25日（土） Shibuya WWW（東京） |
| 単発ライブ   | 今井麻美（34）バースデーライブ                                         | 2011年 | 5月15日（日） Shibuya O-EAST（東京） |
| ライブツアー | 今井麻美ライブツアー「Aroma of happiness」                             | 2011年 | 12月10日（土） 横浜BLITZ（横浜） 12月18日（日） KYOTO MUSE（京都） 12月25日（日） SHIBUYA-AX（東京）                                                                |
| ライブツアー | 今井麻美ライブツアー「Aroma of happiness」追加公演                     | 2012年 | 2月4日（土） umeda AKASO（大阪） 2月11日（土） DRUM LOGOS（福岡）                                                                                                   |
| 単発ライブ   | 今井麻美 Birthday Live 2012                                            | 2012年 | 5月13日（日） SHIBUYA-AX（東京） |
| 単発ライブ   | 今井麻美 沖縄アコースティックライブ                                    | 2012年 | 11月10日（土） ガンガラーの谷ケイブカフェ（沖縄） |
| 単発ライブ   | 今井麻美 5thソロライブ"Precious Sounds"                                | 2012年 | 12月22日（土） SHIBUYA-AX（東京） |
| 単発ライブ   | 今井麻美 5thソロライブ"Precious Sounds"追加公演                        | 2013年 | 2月9日（土） SENDAI CLUB Junk BOX（宮城） 2月15日（金） UMEDA CLUB QUATTRO（大阪）                                                                                  |
| 単発ライブ   | 今井麻美Birthday Live 2013 日本青年館 2days                            | 2013年 | 5月25日（土） 日本青年館（東京） 5月26日（日） 日本青年館（東京）                                                                                                   |
| 単発ライブ   | 今井麻美 アコースティックライブ2013                                    | 2013年 | 11月24日（日） 大谷資料館（栃木） |
| ライブツアー | 今井麻美 7thライブツアー「この雲の果て」                               | 2013年 | 12月14日（土） Zeppダイバーシティ東京（東京） 12月29日（日） BIGCAT（大阪）                                                                                         |
| ライブツアー | 今井麻美 7thライブツアー「この雲の果て」追加公演                       | 2014年 | 1月26日（日） Rensa（宮城） 2月1日（土） あるあるCity（福岡） 2月2日（日） あるあるCity（福岡）                                                                     |
| 単発ライブ   | 今井麻美 Birthday LIVE 2014                                            | 2014年 | 5月18日（日） TOKYO DOME CITY HALL（東京） |
| 単発ライブ   | 今井麻美 アコースティックライブ2014                                    | 2014年 | 10月18日（土） 淡路夢舞台野外劇場（兵庫） |
| ライブツアー | 今井麻美9thライブツアー「little legacy」                               | 2014年 | 12月20日（土） クリエイティブセンター大阪（大阪） 12月23日（火） Zeppダイバーシティ東京（東京）                                                                     |
| ライブツアー | 今井麻美9thライブツアー「little legacy」                               | 2015年 | 1月24日（土） 小樽GOLDSTONE（北海道） 1月31日（土） NIIGATA LOTS（新潟）                                                                                            |
| 単発ライブ   | 今井麻美バースデーライブ2015「Wonder Place」                           | 2015年 | 5月16日（土） 豊洲PIT（東京） 5月17日（日） 豊洲PIT（東京） |
| 単発ライブ   | 今井麻美11thソロライブ「Wonder Place’」                                | 2015年 | 9月21日（月） 中野サンプラザ（東京） |
| 単発ライブ   | 今井麻美アコースティックライブ2015                                     | 2015年 | 11月22日（日） みなとみらい大ホール（神奈川） |
| ライブツアー | 今井麻美ライブツアー「Words of GRACE」                                 | 2016年 | 4月29日（金） EBISU YA PRO（岡山） 5月5日（木） E.L.L.（愛知） 5月7日（土） Live House 浜松窓枠（東京） 5月15日（日） 品川ステラボール（東京）                      |
| 単発ライブ   | 今井麻美&原由実アコースティックライブ2016                              | 2016年 | 10月30日（日） ガンガラーの谷ケイブカフェ（沖縄） |
| ライブツアー | 今井麻美ライブツアー2017「rinascita」                                  | 2017年 | 5月20日（土） 山野ホール（東京） 6月3日（土） DRUM BE-0（大分） 6月18日（日） change（岩手） 7月2日（日） ホールこだま（長野） 7月8日（土） RISING HALL（山口）     |
| ライブツアー | 今井麻美アコースティックライブツアー2017-2018                          | 2017年 | 11月19日（日） 大賀ホール（長野） 12月28日（木） ロームシアター京都（京都）                                                                                         |
| ライブツアー | 今井麻美アコースティックライブツアー2017-2018                          | 2018年 | 1月28日（日） 鎌倉芸術館（神奈川） |
| 単発ライブ   | 今井麻美 サハトべに花大ホールライブ                                    | 2018年 | 9月8日（土） サハトべに花（山形） 9月9日（日） サハトべに花（山形）                                                                                                 |
| 単発ライブ   | 今井麻美 Live in Tokyo 2018                                            | 2018年 | 10月8日 恵比寿ザ・ガーデンホール |
| 単発ライブ   | 今井麻美 Live in Hong Kong 2018                                        | 2018年 | 11月18日（日） 九龍湾国際展貿中心G/F Music Zone@E-Max（香港） |
| ライブツアー | 今井麻美アジアツアー2019「Anniversary」                                | 2019年 | 4月29日（月） Zepp Fukuoka（福岡） 5月1日（水） Zepp Tokyo（東京） 5月18日（土） 花漾Hana展演空間（台湾）                                                           |
| ライブツアー | 今井麻美Winter Live「Flow of time」                                    | 2019年 | 11月30日（土）LIVE HOUSE TAKARA OSAKA （大阪） 12月26日（木）EX THEATER ROPPONGI（東京）                                                                            |
| ライブツアー | 今井麻美Live2020〜Sing in your heart〜 Side Blue, Side Green, Side Red | 2020年 | 10月17日（土）横浜ランドマークホール（神奈川）【Side Blue】 11月14日（土）LINE CUBE SHIBUYA（東京）【Side Green】 12月6日（日）メルパルクホール（東京）【Side Red】 |
| 単発ライブ   | 今井麻美Birthday Live2021「Smiley World」                              | 2021年 | 5月2日（日）J:COMホール八王子（東京） （以下の日程へ延期） 8月1日（日）J:COMホール八王子（東京） （振替公演）                                                       |
| 単発ライブ   | 今井麻美 Winter Live2021「Go Forward」                                 | 2021年 | 11月19 日（金）KT Zepp Yokohama（神奈川） |
| ライブツアー | 今井麻美LIVE 2022「Wonderful Journey」                                 | 2022年 | 4月2日（土） 品川インターシティホール（東京） 4月17日 （日）味園ユニバース（大阪）                                                                                  |
| 単独ライブ   | 今井麻美バースデーライブ2023                                           | 2023年 | 5月6日（土）ふじさんホール（山梨） |
| 単独ライブ   | 今井麻美アコースティックライブ2024                                     | 2024年 | 1月6日（土）飛行船シアター（東京） |
| ライブツアー | 今井麻美アコースティックライブツアー「AURORA」                         | 2024年 | 4月13日（土） 天理市文化センター（奈良） 5月12日（日） 品川インターシティホール（東京） 6月22日（土） ハワイアロハホール（鳥取）                                    |

### ライブイベント
| 公演年 | 形態                   | タイトル                                                   | 公演日・会場                                                              |
| ------ | ---------------------- | ---------------------------------------------------------- | ------------------------------------------------------------------------- |
| 2009年 | ゲスト出演             | DreamParty東京 2009春                                      | 全1公演：5月5日                                                           |
| 2009年 | ゲスト出演             | DreamParty東京 2009秋                                      | 全1公演：10月25日                                                         |
| 2009年 | ゲスト出演             | Live 5pb. 2009 at 五反田ゆうぽうと                         | 全1公演：11月8日、五反田ゆうぽうとホール                                  |
| 2010年 | ゲスト出演             | Live5pb. 2010                                              | 全1公演：10月16日、JCBホール                                              |
| 2010年 | ゲスト出演             | アニサマ Girls Night 2010                                  | 全1公演：11月3日、Zepp Tokyo（東京都）                                    |
| 2011年 | ゲスト出演             | Live5pb. 2011                                              | 全1公演：10月16日、JCBホール                                              |
| 2012年 | ゲスト出演             | 花とワインフェスティバル2012                               | 全1公演：4月7日、キリンビバレッジ周南総合スポーツセンター（山口県周南市） |
| 2012年 | ゲスト出演             | SUPER GAMESONG LIVE 2012 -NEW GAME-                        | 全1公演：5月26日、パシフィコ横浜（神奈川県）                              |
| 2012年 | ゲスト出演             | Live5pb. 2012                                              | 全1公演：10月16日、TOKYO DOME CITY HALL                                   |
| 2012年 | ゲスト出演             | みるくらりあっと Vol.5                                     | 全1公演：11月25日、大阪STUDIO PARTITA                                     |
| 2013年 | ゲスト出演             | Live5pb. 2013                                              | 全1公演：11月23日、TOKYO DOME CITY HALL                                   |
| 2014年 | ゲスト出演             | コープスパーティー 如月祭/後夜祭                           | 全2公演：4月27日（昼の部＋夜の部）、赤坂ACTシアター（東京）               |
| 2014年 | 合同ライブ             | 今井麻美＆彩音 Joint Live 2014 in TAIWAN                   | 全1公演：9月28日、The Wall 公館（台湾台北市）                             |
| 2014年 | ゲスト出演             | AMAZING SOUL FES 2014 -飛翔-                               | 全1公演：11月1日、Zepp Tokyo（東京都）                                    |
| 2014年 | ゲスト出演             | Live5pb. 2014 #7                                           | 全1公演：11月15日、TOKYO DOME CITY HALL                                   |
| 2014年 | ゲスト出演             | ANIMAX MUSIX 2014 YOKOHAMA                                 | 全1公演：11月22日、横浜アリーナ                                           |
| 2015年 | ゲスト出演             | Animelo Summer Live 2015 -THE GATE-                        | 全1公演：8月29日、さいたまスーパーアリーナ（埼玉県）                      |
| 2015年 | シークレットゲスト出演 | 原由実3rdソロライブ「心に咲く花」                          | 全1公演：9月12日、豊洲PIT（東京）                                         |
| 2015年 | ゲスト出演             | プラスティック・メモリーズ〜Memories for you〜             | 全2公演：9月13日（昼の部、夜の部）、ラフォーレミュージアム六本木（東京）  |
| 2015年 | 合同ライブ             | 今井麻美＆原由実トーク＆ミニライブ                         | 全1公演：10月31日、みなくる広場 野外ステージ                              |
| 2015年 | 合同ライブ             | 刈谷アニメcollection2015開催記念「今井麻美・原由実ライブ」 | 全1公演：10月31日、刈谷市総合文化センター・大ホール                       |
| 2016年 | ゲスト出演             | Live5pb. 2016                                              | 全1公演：1月16日、STUDIO COAST                                            |
| 2016年 | ゲスト出演             | ANISON HISTORY JAPAN!!                                     | 全1公演：3月31日、NHKホール                                               |
| 2018年 | ゲスト出演             | Composers Summit Concert 2018                              | 全1公演：12月28日、東京国際フォーラムホールA                              |
| 2019年 | ゲスト出演             | Animelo Summer Live 2019 -STORY-                           | 全2公演：8月30日・9月1日、さいたまスーパーアリーナ                        |
| 2022年 | ゲスト出演             | ナガノアニエラフェスタ 20〜22                              | 全1公演：2022年9月17日、駒場公園（長野県佐久市）                          |

## その他

### プロデュース担当
- CD『THE IDOLM@STER RADIO LONG TIME』（2009年7月15日発売）

### 作詞・作曲を行った作品
2002年
- return to…〜約束の丘〜（作詞）

2006年
- 月下祭〜la festa sotto la luna〜（作詞）

2007年
- 声が聴こえる（作詞）

2010年
- regret（作詞）
- ほんの少しの幸せ（作詞）
- 満天星（作詞）
- COLOR SANCTUARY（作詞）

2011年
- Aroma of happiness（作詞）
- サ・ヨ・ナ・ラ（作詞）
- 海と空と君と（作詞）
- いっしょ。（作詞、作曲）

2012年
- Precious Sounds〜風が残していった〜（作詞）
- 僕から君に（作詞）
- struggle（作詞）

2013年
- この雲の果て（作詞）

2014年
- little legacy（作詞）

2015年
- leap of faith（作詞）

2016年
- Words of GRACE〜冬のダリア〜（作詞）
- オーロラの音（作詞）
- M's カーニバル（作詞）

2018年
- Blue Feather（作詞）

2019年
- Flow of time（作詞）

### 作詞提供
- A.I.E.N「Happy PreStar」（2004年）
- 今井麻美、たかはし智秋「アイレデッスカ!?」（リスナーP有志、たかはし智秋と共同作詞、2008年）
- 今井麻美、原由実、沼倉愛美「Traveler」（原由実、沼倉愛美と共同作詞、2011年）
- 原由実「YOU&ME」（2018年）
- Zwei「Don't cry!」（2018年）

### 書籍
- 今井麻美の華麗なる!?プロデューサー日記〜アイマスとコスプレとゲームと〜（2011年8月29日）ISBN 978-4-7580-1238-6

### 写真集
- 今井&中村のカレンダーフォトブック（2011年12月29日）

### コラム
- 今井麻美[アサミンゴスP]の華麗なる?プロデューサー日記（一迅社・月刊ComicREXで連載：創刊号 - 2010年11・12月合併号）
- 今井麻美の音と歌と私（アニカン：2009年5月号 -）

### コラボレーションカフェ
| 回数 | タイトル                      | 開催日                    | アルバム発売日 | 開催場所                                         |
| ---- | ----------------------------- | ------------------------- | -------------- | ------------------------------------------------ |
| 1    | COLOR SANCTUARY Cafe          | 2010年11月22日 - 11月28日 | 2010年11月23日 | 東京都・パセラ秋葉原電気街店7F                   |
| 2    | Aroma of happiness Cafe       | 2011年11月30日 - 12月5日  | 2011年11月30日 | 東京都・パセラ秋葉原電気街店B1F                  |
| 3    | ミンゴスカフェ                | 2012年11月25日 - 12月2日  | 2012年11月28日 | 東京都・パセラ池袋本店7F                         |
| 4    | ミンゴスカフェ                | 2013年9月3日 - 9月8日     | -              | 広島県・アニメカフェ シュガー                    |
| 5    | ミンゴスカフェ                | 2013年11月24日 - 12月1日  | 2013年11月27日 | 東京都・パセラAKIBA マルチエンターテインメント1F |
| 6    | ミンゴスカフェin大阪          | 2013年12月28日 - 12月30日 | -              | 大阪府・パセラリゾーツ バリタワー天王寺店        |
| 7    | ミンゴス×ノワールコラボカフェ | 2014年3月26日 - 4月6日    | -              | 東京都・パセラAKIBA マルチエンターテインメント1F |